# Monaco
Pour les articles homonymes, voir Monaco (homonymie).
Pour l’article ayant un titre homophone, voir Monacaux.
Principauté de Monaco
Principatu de Mu̍negu
Monaco, en forme longue la principauté de Monaco (en monégasque : Principatu de Mu̍negu), est un État d'Europe de l'Ouest constitué d'une unique commune du même nom, ce qui en fait une cité-État.
Le pays est situé au bord de la mer Méditerranée, le long de la Côte d'Azur et de la Riviera méditerranéenne, à une vingtaine de kilomètres à l'est de Nice, et à 8,1 km de Menton (ville frontalière avec l'Italie). Il est entouré par les communes françaises de Cap-d'Ail, Beausoleil, Roquebrune-Cap-Martin et La Turbie.
La principauté dispose d'un accès direct à la mer et d'eaux territoriales qui rejoignent les eaux internationales ; elle n'est donc pas un territoire enclavé.
À l'origine, le territoire relevait de la république de Gênes dont les Grimaldi étaient l'une des familles patriciennes. Relativement autonome depuis 1297, un traité franco-monégasque lui assure la souveraineté en 1861.
La principauté est devenue une monarchie constitutionnelle en 1911. Depuis 2005, le prince souverain est Albert II de Monaco de la dynastie Grimaldi qui, si l'on s'en tient à la traditionnelle définition agnatique de la maison régnante, est l'une des plus anciennes dynasties régnantes du monde (la principauté de Monaco est passée à la famille de Goyon de Matignon en 1731 puis à la famille de Polignac en 1949).
Ce micro-État occupe actuellement 2,08 km2, en partie gagnés sur la mer, ce qui fait de lui le deuxième plus petit État indépendant du monde (après le Vatican).
Au 31 décembre 2019, Monaco comptait 38 100 habitants. Ce chiffre total est révisé en fin de chaque année par estimation d'après un recensement partiel et d'après les données relatives aux immigrations et aux naturalisations. Avec 18 822 habitants par kilomètre carré en 2025 et une urbanisation qui couvre presque toute sa superficie, c'est le pays le plus densément peuplé au monde.
La principauté bénéficie d'un climat méditerranéen particulièrement clément et dispose de nombreuses installations hôtelières de luxe. Le Grand Prix de Formule 1 de Monaco et le Masters de tennis de Monte-Carlo s'y déroule chaque année. Le casino de Monte-Carlo, le musée océanographique et le Palais princier attirent de nombreux touristes tout au long de l'année.
Monaco a pour religion d'État le catholicisme. Sa langue officielle est le français et sa monnaie est l'euro (bien que le pays ne fasse pas partie de l'Union européenne).

## Géographie
Monaco est le deuxième plus petit État indépendant au monde après le Vatican. Son territoire s'étend sur une bande de terre de 4 100 m le long de la mer Méditerranée et sa largeur varie de 350 m à 1 050 m. Sa superficie est de 208 hectares (2,08 km2).

### Localisation
Monaco est une principauté située le long de la mer Méditerranée, sur la Côte d'Azur, à mi-chemin entre Nice et la frontière italienne.

### Relief et géologie
L'altitude maximale de 164 m est atteinte sur un des flancs du mont Agel, qui culmine à 1 150 m. La place du Palais se trouve à 62 m.
Reliefs proches de Monaco :
- la tête de Chien (France), promontoire de 550 mètres d'altitude dominant Monaco ;
- le mont Agel (France), point culminant du bassin versant ;
- le mont Gros (France).

### Hydrographie
Il existe trois torrents prenant leur source en France et passant en dessous de Monaco et se jetant directement dans la mer Méditerranée.

### Climat
Le climat de Monaco est de type méditerranéen et subtropical, humide avec des hivers doux et humides et des étés chauds avec un fort ensoleillement.
La température moyenne au XXe siècle, sur plus de 75 ans d'observation, est de 16,3 °C. Cette température moyenne varie de 10,2 °C en janvier à 23,7 °C en août. Les températures ne sont jamais trop élevées l'après-midi, grâce au vent marin. En revanche, les nuits peuvent être très chaudes et humides (20 °C) en été en raison de la température élevée de la mer (jusqu'à 26 °C en août).
L'ensoleillement annuel moyen est d'environ 2 500-2 600 heures et le nombre de jours de pluie est faible à très faible : 62 par an.
La neige et le gel sont extrêmement rares, à raison d'une ou deux fois par décennie au bord du littoral.
| Mois                                             | jan.         | fév.         | mars         | avril        | mai          | juin         | jui.         | août         | sep.         | oct.        | nov.        | déc.         | année     |
| ------------------------------------------------ | ------------ | ------------ | ------------ | ------------ | ------------ | ------------ | ------------ | ------------ | ------------ | ----------- | ----------- | ------------ | --------- |
| Température minimale moyenne (°C)                | 7,4          | 7,4          | 9,1          | 10,9         | 14,6         | 18           | 21           | 21,4         | 18,3         | 15,2        | 11,2        | 8,5          | 13,6      |
| Température moyenne (°C)                         | 10,2         | 10,2         | 12           | 13,8         | 17,5         | 20,9         | 23,8         | 24,2         | 21,1         | 17,9        | 13,8        | 11,2         | 16,4      |
| Température maximale moyenne (°C)                | 13           | 13           | 14,9         | 16,7         | 20,4         | 23,7         | 26,6         | 26,9         | 24           | 20,6        | 16,5        | 13,9         | 19,2      |
| Record de froid (°C) date du record              | −3,1 09.1985 | −5,2 10.1986 | −3,1 06.1971 | 3,8 21.1991  | 7,5 05.1991  | 9 05.1969    | 10,5 10.2005 | 12,4 13.1984 | 10,5 26.1972 | 6,5 16.1974 | 1,6 22.1998 | −1 29.1996   | −5,2 1986 |
| Record de chaleur (°C) date du record            | 19,9 19.1972 | 23,2 28.1990 | 25,6 22.2001 | 26,2 16.2007 | 30,3 20.1975 | 32,5 19.2002 | 34,4 30.1989 | 34,5 20.2009 | 33,1 17.1975 | 29 13.1970  | 25 11.1984  | 22,3 24.1995 | 34,5 2009 |
| Précipitations (mm)                              | 67,7         | 48,4         | 41,2         | 71,3         | 49           | 32,6         | 13,7         | 26,5         | 72,5         | 128,7       | 103,2       | 88,8         | 743,6     |
| dont nombre de jours avec précipitations ≥ 1 mm  | 6            | 4,9          | 4,5          | 7,3          | 5,5          | 4,1          | 1,7          | 2,5          | 5,1          | 7,3         | 7,1         | 6,5          | 62,4      |
| dont nombre de jours avec précipitations ≥ 5 mm  | 3,6          | 2,8          | 2,4          | 4,1          | 2,9          | 1,7          | 0,7          | 1,4          | 3,2          | 5           | 4,8         | 3,7          | 36,1      |
| dont nombre de jours avec précipitations ≥ 10 mm | 2,5          | 1,7          | 1,4          | 2,5          | 1,3          | 1            | 0,4          | 0,9          | 2            | 3,8         | 3,4         | 2,4          | 23,3      |

## Urbanisme

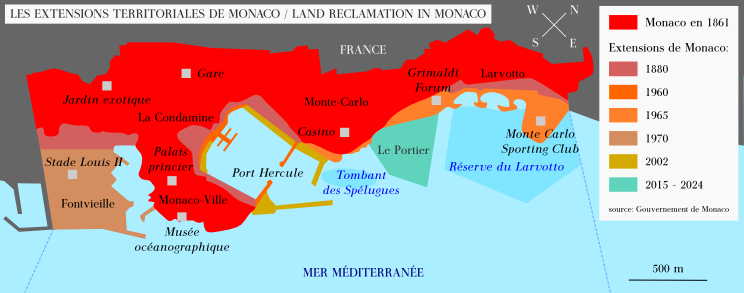
Les extensions territoriales de Monaco.

### Morphologie urbaine

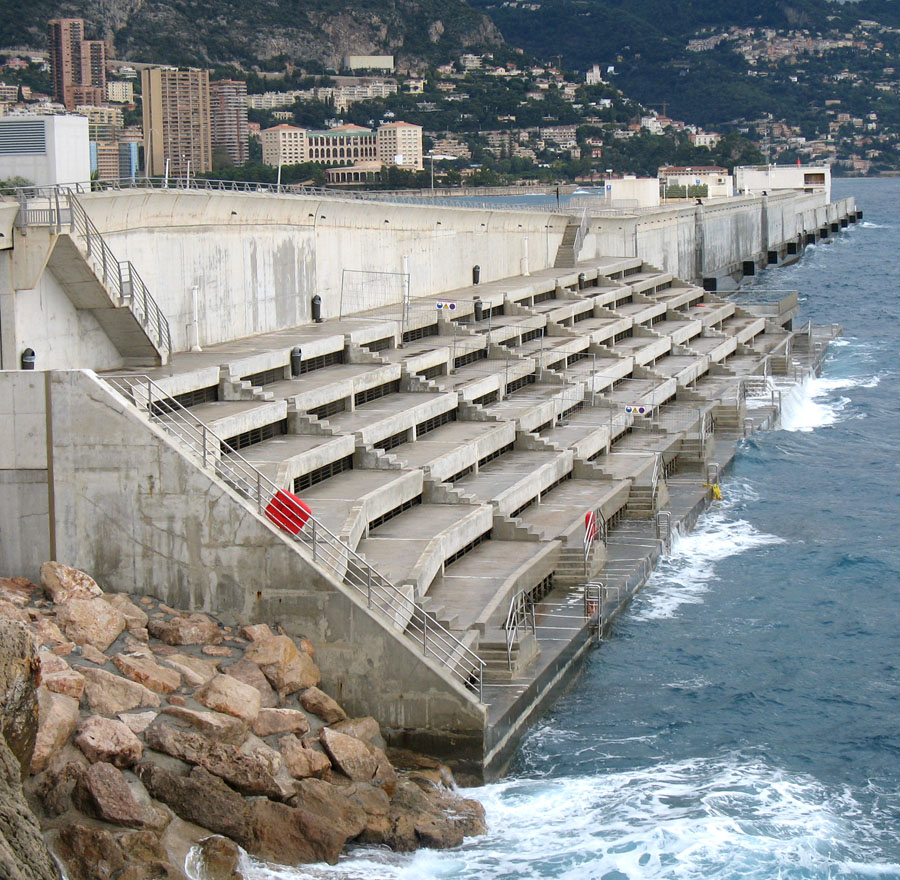
Solarium Beach, plage artificielle sur digue flottante au pied du Fort Antoine (quai Rainier-III).

La principauté compte 5 469 m de frontière avec la France (dont :1 341 m avec Cap-d'Ail, 390 m avec La Turbie, 3 274 m avec la commune de Beausoleil et 464 m avec Roquebrune-Cap-Martin), ainsi que 3 829 m de côte (port et plage).
Au cours des dernières années, de grands travaux ont permis à Monaco de s'étendre d'environ 40 hectares, principalement gagnés sur la mer grâce à des remblais. Les tout premiers travaux de remblaiement ont commencé en 1865 afin de créer la voie ferrée, suivie quelques années plus tard par la création du premier quartier industriel de Fontvieille, ce qui a permis de gagner 5,5 hectares sur la mer. Le fond du port de Monaco a ensuite été comblé et, dans les années 1960, le Grimaldi Forum ainsi que le Larvotto ont été construits.
En 1965, sur une initiative du prince Rainier III et afin de diversifier les activités de la ville, la construction du quartier de Fontvieille a permis la création de 220 000 m2 de terrains constructibles supplémentaires ainsi qu'un nouveau port. Ce quartier accueille entre autres le stade Louis-II ainsi qu'une grande surface et un centre commercial. L'extension du port de Monaco s'est également faite vers la mer.

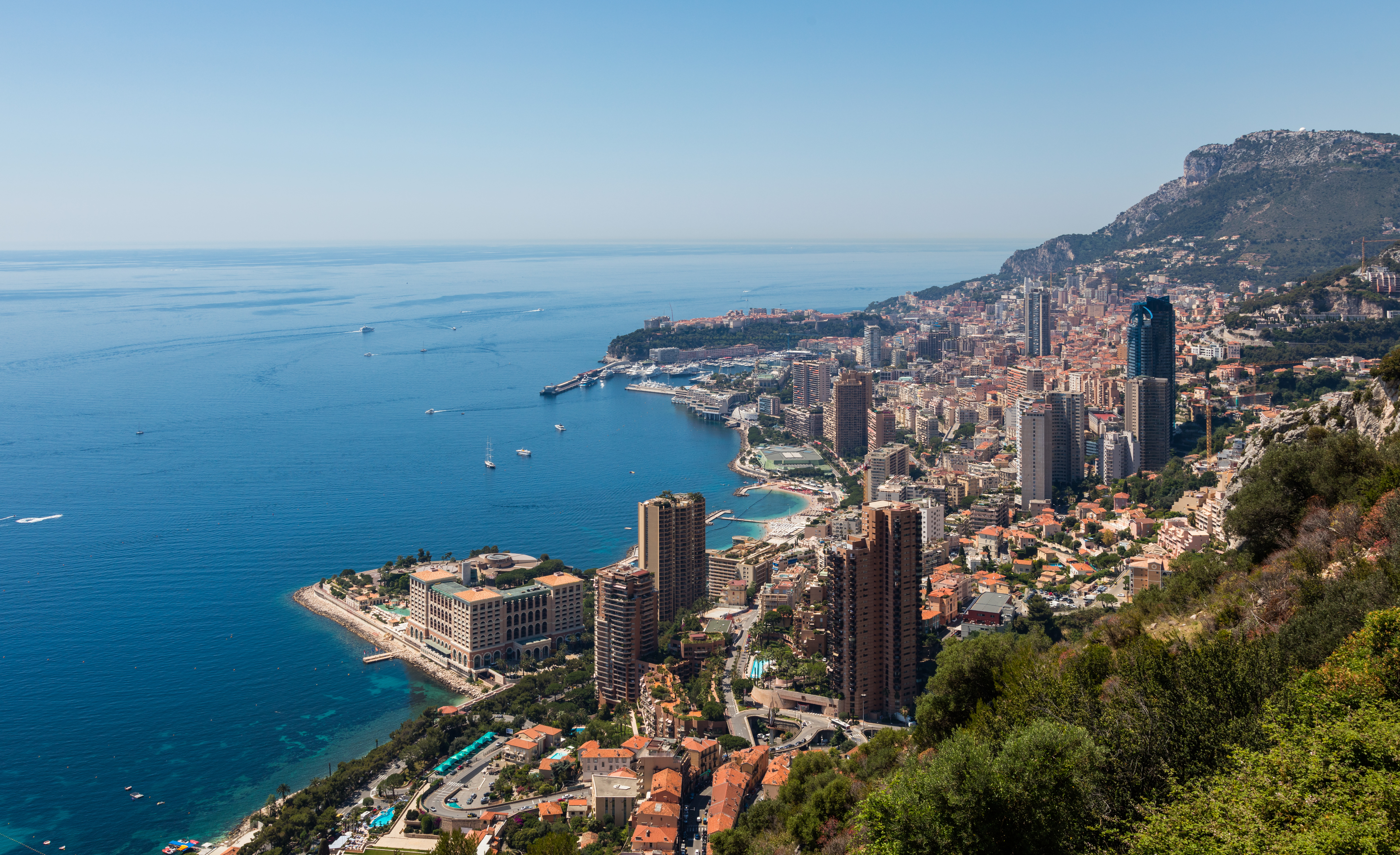
Panorama de Monaco.

La construction d'une digue semi-flottante de 352 m de long pour un poids total de 163 000 tonnes en 2003 a permis l'implantation de 360 places de parking, 25 000 m2 de stockage, 2 gares maritimes ainsi que des locaux administratifs et commerciaux. Le terre-plein artificiel auquel la digue est reliée a permis de gagner un hectare de terrain et a vu la création d'un parc immobilier de 15 000 m2.
En 2006, Albert II de Monaco avait officiellement lancé un appel d'offres pour un projet d'extension en mer permettant de gagner 10 nouveaux hectares. Ce nouveau quartier, appelé Le Portier ou Mareterra, estimé à 8 milliards d'euros, permet la construction de 275 000 m2 de plancher et est inauguré en 2024. Un autre projet, plus modeste, marque le retour de la construction en hauteur : la construction d'une double tour de 49 étages, la tour Odéon.

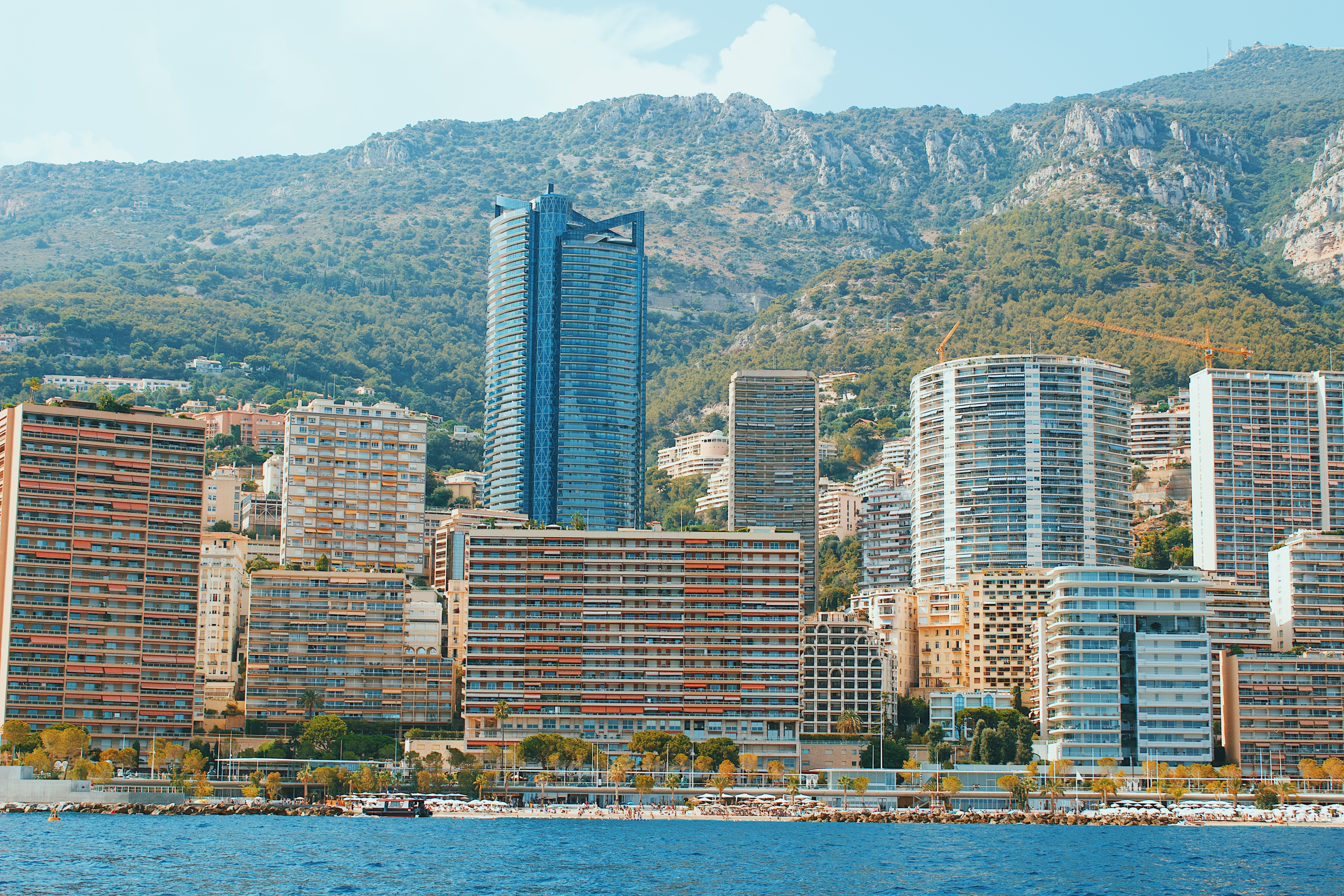
Vue des quartiers du Larvatto et de La Rousse.

En raison d'un développement économique rapide et des choix urbanistiques du prince Rainier III, de nombreux immeubles de grande hauteur ont été construits. Contrairement à beaucoup de villes densément peuplées, les immeubles de grande hauteur à Monaco sont cependant presque exclusivement résidentiels, et non pas à usage commercial.

### Organisation territoriale

Les quatre quartiers traditionnels de Monaco.

Les quartiers et secteurs administratifs.

Monaco est divisée en dix quartiers et secteurs regroupés en quatre quartiers traditionnels correspondant aux anciennes communes ; chaque secteur est lui-même divisé en îlots (aussi appelés districts),.
| Subdivision            | Subdivision         | Superficie | Superficie |
| Subdivision            | Subdivision         | en m2      | en %       |
| ---------------------- | ------------------- | ---------- | ---------- |
| La Condamine           | Quartier ordonnancé | 295 843    | 14,2 %     |
| Fontvieille            | Quartier ordonnancé | 329 516    | 15,8 %     |
| Larvotto               | Quartier ordonnancé | 217 932    | 10,4 %     |
| Jardin exotique        | Quartier ordonnancé | 234 865    | 11,3 %     |
| Monaco-Ville           | Secteur réservé     | 196 491    | 9,4 %      |
| Les Moneghetti         | Quartier ordonnancé | 115 196    | 5,5 %      |
| Monte-Carlo            | Quartier ordonnancé | 436 760    | 20,9 %     |
| Ravin de Sainte-Dévote | Secteur réservé     | 23 485     | 1,1 %      |
| La Rousse              | Quartier ordonnancé | 176 888    | 8,5 %      |
| Le Portier             | Quartier ordonnancé | 60 000     | 2,9 %      |
| Total                  | Total               | 2 086 976  | 100,0 %    |

### Ports
La principauté compte deux ports de plaisance : le port Hercule est le plus important en termes de capacité d'accueil avec 700 places. Les bateaux de croisière y font escale ainsi que les yachts privés dont la longueur peut excéder 100 mètres. Le deuxième est le port de Fontvieille situé dans le quartier éponyme à l'ouest de la principauté, avec 275 places d'amarrage.

### Projets d'aménagement

#### Anse du Portier

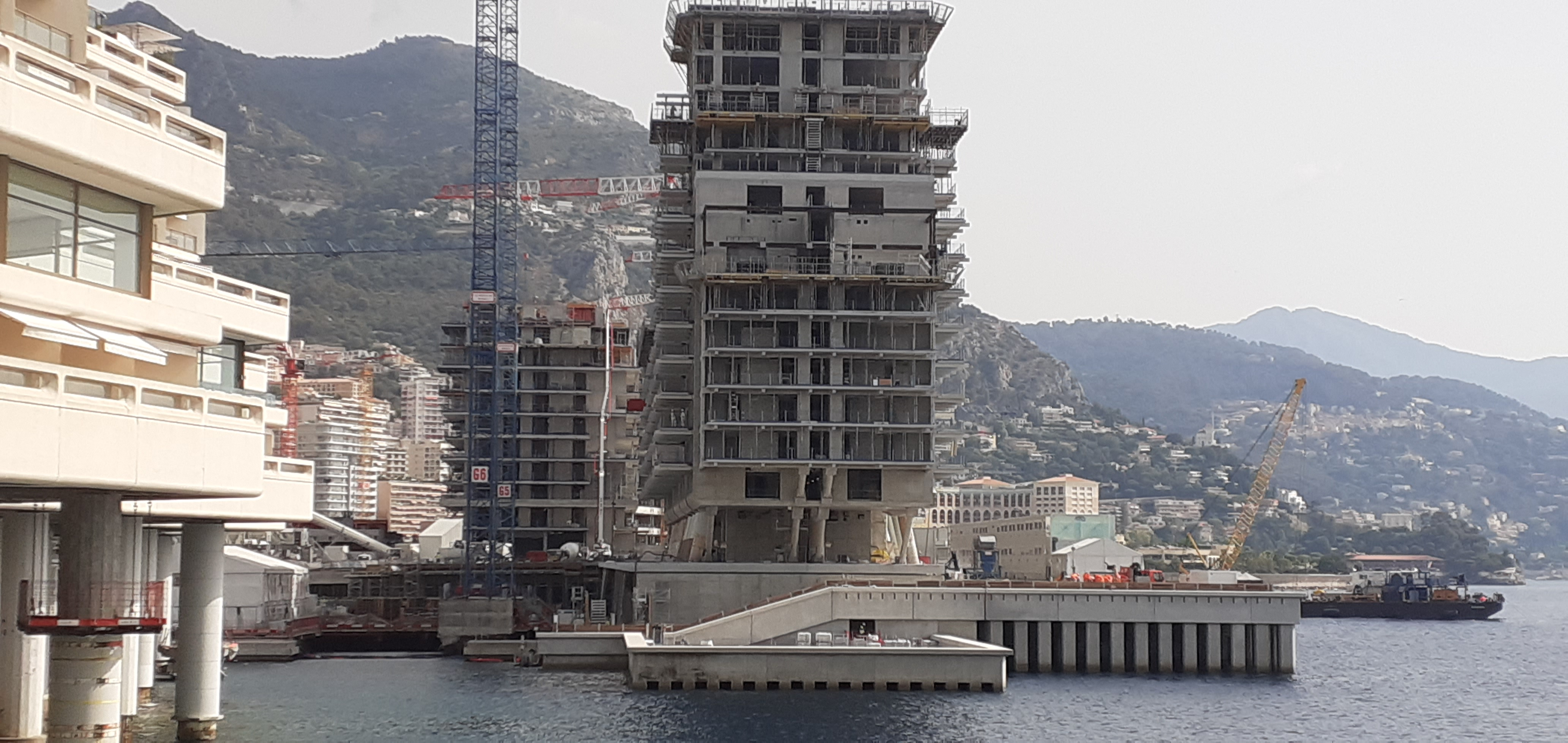
Vue des travaux d'extension sur la mer (juin 2022).

Une extension de 6 hectares, entre le Forum Grimaldi et le tunnel Louis II (site du Portier), est en construction sur la mer et prévoit d'accueillir un quartier résidentiel (projet Mareterra). Ce nouveau quartier a été inauguré le 4 décembre 2024. Un nom a été choisi : quartier de l'Anse du Portier.

#### Site balnéaire du Larvotto
Des travaux de réaménagement du site balnéaire du Larvotto, en plusieurs tranches, sont en cours et devraient s'achever en 2025 (protection contre les coups de mer, élargissement des espaces publics, etc.).

### Voies de communication et transports
La gare SNCF souterraine de Monaco-Monte-Carlo est desservie toutes les demi-heures en journée par des trains TER vers Menton ou Vintimille vers l'est et Grasse ou Cannes via Nice vers l'ouest. Depuis Nice, il est notamment possible de rejoindre Marseille, Lyon et Paris par TGV, et depuis Vintimille des trains Intercity desservent Turin, Milan, et toute la côte ouest italienne jusque Rome.
L'été, un train quotidien baptisé "Espresso Riviera" dessert la gare en direction de Nice ou Milan.
Jusqu'en 2020, le train russe Riviera Express assurait un service direct vers Moscou, une à deux fois par semaine. Le train est suspendu à cause de l'épidémie de Covid-19 et n'est pas rétabli ensuite.
L'héliport de Monaco, situé sur la digue du quartier de Fontvieille, dessert notamment l'aéroport international de Nice-Cote d'Azur, à la fréquence de trente rotations quotidiennes (sept minutes de vol, temps d'aérogare à aérogare de quinze minutes).
L'autoroute française A500 rejoint la Moyenne Corniche (RM 6007) et entre dans la principauté à la hauteur du jardin exotique.

#### Monapass
Dans le but de favoriser les déplacements intra-muros, la principauté s'est dotée d'une « application mobilité tout-en-un ». Privilégiant l'accès aux vélos électriques, bus, stationnements et services d'autopartage, elle vise à simplifier le mode de paiement des différents services proposés.

#### Projet de navettes hydrogène
Alain Thébault développe des navettes à hydrogène dont l'objectif serait de transporter rapidement des passagers sur le littoral entre Saint-Tropez et la principauté. Le projet repose sur la préservation de l'environnement par l'utilisation d'un petit bateau ovale et couvert qui, propulsé par l'hydrogène, se soulève en pleine vitesse pour voler au-dessus de l'eau.

### Risques naturels et technologiques

#### Sismicité
Monaco et le département des Alpes-Maritimes sont situés sur une zone de sismicité moyenne (niveau II),.
Séismes de 1983 à 2003.

## Toponymie
Le nom de Monaco dériverait du toponyme Mónoikos (Μόνοικος). Ce dernier est mentionné dans la Périégèse d'Hécatée de Milet, historien et géographe grec du VIe siècle avant notre ère : Μόνοικος, πόλις Λιγυστική, Mónoikos, pólis Ligustikḗ (« Monaco, cité ligure »). Le nom Monœci est attesté au Ier siècle.
Il existe trois hypothèses, associées aux Ligures, aux Phéniciens et aux Grecs, pour expliquer l'origine du nom Mónoikos,.
- L'hypothèse ligure : la tribu ligure, présente sur le rocher au Ve siècle avant notre ère, pourrait être à l'origine du nom de la ville[28].

Un rapprochement a été fait entre le nom Mon-oeci et le nom de la tribu ligure des Albi-oeci
- L'hypothèse phénicienne : le nom pourrait remonter à l'époque où Monaco était un comptoir phénicien[30].

Partout où les Phéniciens s'installaient, ils élevaient des temples à leurs divinités, dont celui du dieu Melqart, assimilé à Héraclès par les Grecs puis à Hercule par les Romains. En 1896, Philippe Berger propose comme origine l'épithète Menouakh du dieu Melkart, « qui donne le repos ». Les Grecs auraient transformé Melkart Menouakh en Héraclès Monoïkos (Ἡρακλῆς Μόνοικος). En 1897, on trouve la même explication chez Gustave Saige , « qui donne le repos ou qui donne asile ». Les étymologies proposées par Gustave Saige sont cependant contestées en 1899 par  Michel Clerc. Ces deux explications semblent venir de l'abbé Jean Joseph Léandre Bargès, qui a voulu, en 1878, alors qu'il était professeur d'hébreu à la Sorbonne, retrouver dans Monoïkos le mot hébreu menuha « repos ». Cette explication a été fermement rejetée en 1975 par le philologue et sémitisant Maurice Sznycer.
- L'hypothèse grecque : Tout au long de l'Antiquité, le port de Monaco fut associé à Hercule. Les Grecs l'ont souvent associé à Héraclès Monoïkos (Ἡρακλῆς Μόνοικος) qu'ils ont interprété comme « Héraclès solitaire » ou « Héraclès seul dans sa maison » (Héraclès étant le seul à être honoré dans le temple) ». Ce port sera également appelé Portus Herculis Monœci par les Romains. La Révolution française utilisera le nom de Fort-Hercule pour désigner Monaco[36],[37]. Le nom de Port Hercule est attesté en 1889[38] et est toujours utilisé de nos jours[39].

Cette hypothèse est peu probable. Le toponyme Μόνοικος semble intraduisible et n'aurait pas de signification certaine en grec. L'historien et archéologue Fernand Benoit pense y reconnaître un vocable ethnique, hellénisé sous la forme Μονοίκιος,, ce qui ramène à l'hypothèse ligure. Salomon Reinach fait remarquer que Μόνοικος n'existe pas comme épithète divine en dehors du seul exemple de Monaco. Il trouve inadmissibles les hypothèses phénicienne et grecque, et plus vraisemblable l'hypothèse ligure.
Aujourd'hui, dans les deux langues autochtones, la principauté se nomme Múnegu [ˈmunegu] en monégasque, dialecte ligurien, et Mónegue [ˈmuneɣe] en occitan. En italien, elle est appelée Monaco [ˈmɔnako]. En français, les formes « Mourgues » et « Monègue », francisation du nom occitan (vivaro-alpin), ont été utilisées par le passé, avant que le nom italien ne s'impose (mais avec une prononciation différente [mɔnaˈko]). Cependant, le français utilise encore le gentilé monégasque, basé sur la forme occitane correspondante, monegasc. Le suffixe -asque est typique du ligure ancien (Turbiasque, Bergamasque, Cômasque, …). Il ne semble en revanche pas y avoir de lien direct avec le terme latin monachalis, tiré de monachus, signifiant moine en français, à l'origine de l'adjectif monacal, bien que l'histoire de Monaco soit partiellement liée avec la vie ecclésiastique monastique, notamment à travers l'histoire de François Grimaldi, déguisé en moine franciscain pour s'infiltrer et tenter de reprendre le Rocher de Monaco en 1297.

## Histoire

### Préhistoire
Il y a environ 300 000 ans (fin du Paléolithique inférieur), le territoire de Monaco est occupé par les premiers habitants de la région. Des ossements d'animaux ayant servi de nourriture à ces hommes préhistoriques ont été retrouvés dans la grotte de l'Observatoire, située dans le Jardin exotique. Les fouilles ont également révélé la présence d'un bassin dans la grotte de l'Observatoire et dans la grotte du Prince.
La présence humaine est attestée au Paléolithique moyen, il y a 50 000 ans. Les premières œuvres d'art (gravures, sculptures de Vénus paléolithiques, etc.) apparaissent durant cette période. Les sépultures, individuelles ou collectives, deviennent de plus en plus nombreuses ; le site voisin des Balzi Rossi à Grimaldi en a livré plusieurs, notamment une sépulture double contenant une femme et un adolescent.

### Antiquité

#### Les Ligures
Les premières tribus ligures s'installent vers 2000 avant notre ère.
D'après l'historien Diodore de Sicile et le géographe Strabon, les premiers habitants sédentaires étaient des Ligures, alors présents sur les côtes de la Provence et la riviera italienne. Cependant, l'ancienne langue ligure n'était apparentée ni au dialecte italien parlé aujourd'hui par les habitants de Ligurie, ni au monégasque moderne, et son appartenance aux langues indo-européennes est discutée.

#### Les Phéniciens
Monoïkos a pu être un comptoir phénicien. Son temple était consacré à Melqart, dieu généralement assimilé à Héraclès (Hercule).

#### Les Grecs
Sur le site de Monaco, les Grecs de Massalia fondèrent l'escale de Monoïkos (« un terroir » en grec) au VIe siècle avant notre ère. Monoïkos y était associée à Héraclès et adoré sous le nom d'Héraclès Monoïkos (Ἡρακλῆς Μόνοικος), latinisé en Hercules Monœcus. D'après certaines versions légendaires des « Travaux d'Hercule » et également selon Diodore de Sicile et Strabon, Héraclès-Hercule serait passé par la région. Le grammairien Maurus Servius Honoratus affirmera que le terme Monaco dérive de cette origine : « dictus autem Monœcus vel quod pulsis omnibus illic solus habitavit » (« Hercule a écarté tout le monde et vivait là seul ») et « vel quod in eius templo numquam aliquis deorum simul colitur » (« dans son temple, nul autre dieu n’est vénéré au même instant »).

#### Les Romains
Après la guerre des Gaules, Monœcus, où Jules César s'est arrêté, passe sous contrôle romain et fait partie de la province de Gaule narbonnaise.
Monaco est cité par :
- Virgile (Énéide, VI, 830).
- Pline l'Ancien (Histoire naturelle (III.V[50]).
- Tacite (Historiæ) (III.XLII) : Valens, soutien de Vitellius, a été forcé d'y faire escale « Fabius Valens e sinu Pisano segnitia maris aut adversante vento portum Herculis Monœci depellitur » (« Fabius Valens, à la sortie du golfe de Pise, fut, par une mer calme ou un vent contraire, forcé [de faire relâche] au port d'Hercules Monœcus »).

### Moyen Âge
Monaco, partie du territoire de la Turbie, est resté sous domination romaine jusqu'à l'effondrement de l'Empire romain d'Occident en 476. L'endroit a ensuite été ravagé et occupé par diverses tribus barbares puis par les Sarrasins. Alors que Monaco était pratiquement dépeuplé, les Sarrasins en furent expulsés en 975. Au XIe siècle, l'endroit est peuplé par des Ligures mais, cette fois, il s'agit de populations parlant une langue romane du nord de l'Italie[réf. nécessaire].
En 1191, l'empereur romain germanique Henri VI concède la souveraineté de quelques ares du quartier de la Condamine, ainsi que le rocher qui appartenait à la seigneurie de La Turbie, à la ville de Gênes ; ce sera le futur Monaco.
Le 10 juin 1215, un détachement de gibelins mené par Foulques de Castello commence la construction d'une forteresse sur le rocher de Monaco. Cette date marque le début de l'histoire de la principauté de Monaco.
Les gibelins construisirent leur forteresse pour en faire une position stratégique militaire et un moyen de contrôler la région, ils établirent également des habitations à la base du Rocher afin d'appuyer les garnisons. Pour attirer les habitants de Gênes et des villes environnantes, ils offrirent des terres et exonérèrent de taxes les nouveaux arrivants.
Monaco est gouverné par la dynastie des Grimaldi depuis François Grimaldi dit Malizia (François la Malice),. Selon la légende, dans la nuit du 8 au 9 janvier 1297, François Grimaldi (déguisé en moine franciscain) pénétra avec un de ses compagnons (lui aussi vêtu d'une bure de moine) dans la forteresse sans attirer l'attention. Il put ainsi ouvrir la porte à ses soldats et s'emparer facilement du fort. François sera surnommé « le rusé ». Cette prise est commémorée par les armoiries de la principauté qui comportent deux moines tenant une épée,,. Cette légende est peut-être due au rapprochement du nom Monaco avec le mot italien monaco qui signifie « moine » (même racine que le français monacal)[réf. nécessaire].
Le 10 avril 1301, le cousin de François, Rainier Ier de Monaco, doit quitter la forteresse qui est alors reprise par les Génois. En compensation, Charles II d'Anjou lui donne les châteaux de Villeneuve, de Vence et de Cagnes. Les Grimaldi s'exilent en Provence pour un temps.
En 1314, l'autorité des Grimaldi est définitivement reconnue. Charles Grimaldi porte le titre de seigneur de Monaco même s'il n'y règne qu'à partir de 1331). La souveraineté des Grimaldi s'est perpétuée jusqu'à nos jours (à la seule exception de la période 1793-1814 où Monaco fut intégrée à la France sous le nom de Fort-Hercule).
En 1346, les Grimaldi acquièrent la seigneurie de Menton et, en 1355, celle de Roquebrune. Ces trois seigneuries constitueront le territoire de la principauté de 1633 à 1861,.
Au XVe siècle, dans le contexte des luttes incessantes entre Milanais et Génois, mais aussi en raison de la nécessité de trouver une protection auprès de la maison de Savoie qui possédait le comté de Nice depuis 1388, Lambert, souverain de Monaco (16 mars 1458 à mars 1494) inféoda les seigneuries de Menton et de Roquebrune au duc de Savoie. Cette décision dictée par les nécessités du moment sera lourde de conséquences pour la future principauté lors des événements de 1848 et 1860. Cette garantie ne lui paraissant pas vraiment sûre, Lambert tente un rapprochement avec la France du roi Louis XI. Cette politique aboutit à un traité signé le 25 février 1489 par le roi Charles VIII qui garantit la protection du roi de France et reconnaît à Lambert la pleine souveraineté sur ses possessions de Monaco, Menton et Roquebrune. Lambert est le seigneur qui a su se garantir contre les visées des Génois, mais aussi celles très pressantes des ducs de Milan, en se plaçant à la fois sous la protection du royaume de France mais aussi de ses voisins directs, sous protection des États de Savoie, vassaux du Saint-Empire romain germanique en 1489.
La rivalité avec Gênes perdurera ; un siège eut lieu en 1506-1507.

### Époque moderne
En 1524, Monaco obtient officiellement son indépendance du Saint-Empire romain germanique tout en devenant un protectorat espagnol. En tant qu'empereur du Saint-Empire, Charles Quint reconnait la souveraineté de Monaco, tout en lui accordant sa protection en tant que roi catholique espagnol. Charles Quint en signe d'amitié pour son nouvel allié fait un bref séjour à Monaco du 5 au 9 août 1529 lors de son voyage en Italie où il doit recevoir la couronne d'empereur des Romains des mains du pape.
Le 14 septembre 1641, le traité de Péronne est signé entre le roi de France Louis XIII et Honoré II de Monaco,. Ce traité, qui comporte quatorze articles, met fin au protectorat espagnol et replace la principauté de Monaco dans la mouvance française. En compensation de la confiscation de ses biens en pays espagnol, Louis XIII octroie à Honoré II les fiefs du Valentinois, de Carladès, des Baux et de Saint-Rémy.
Le 14 février 1793, à Paris, la Convention nationale décrète que « la ci-devant principauté de Monaco est réunie au territoire de la République (française), et fait partie du département des Alpes-Maritimes »,.
Sous le Consulat, la loi du 28 pluviôse an VIII (17 février 1800), loi « concernant la division du territoire de la République et l'administration », érigea Monaco en chef-lieu du deuxième arrondissement du département des Alpes-Maritimes, comprenant les cantons de Monaco, Menton, Perinaldo, Briga et Sospello[réf. nécessaire].
À la suite du traité de Paris du 30 mai 1814, la France retrouve la protection qu'elle exerçait sur la Principauté sous l'Ancien régime. Toutefois, après la défaite de Napoléon à la bataille de Waterloo, le second traité de Paris de 1815 est beaucoup moins favorable à la France : la protection autrefois exercée par la France est transférée au royaume de Sardaigne jusqu'en 1860 (confirmé par le congrès de Vienne)[réf. nécessaire].

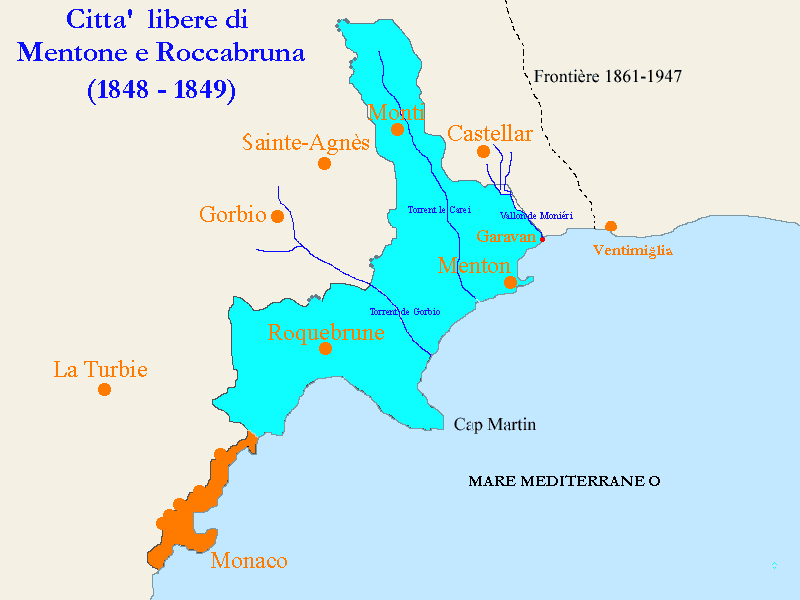
La principauté de Monaco (en orange) avec les villes libres de Menton et Roquebrune (en bleu) en 1848.

En 1847, la principauté de Monaco occupait une superficie de 24,5 km2 et comprenait trois communes : Monaco (1 250 habitants), Roquebrune (850 habitants) et Menton (4 900 habitants). La partie la plus vaste et la plus riche de la principauté était la plaine mentonnaise, avec ses cultures d'agrumes et d'oliviers, le commerce extérieur reposant essentiellement sur les exportations d'huile et de citrons de Menton. À la suite d'une taxe sur les agrumes que le prince Florestan Ier voulait imposer et aux révolutions de 1848, Menton et Roquebrune proclamèrent la déchéance des Grimaldi et se déclarèrent « villes libres » sous la protection du royaume de Sardaigne.
Marqué par ces révoltes contre l'impôt et afin de pallier le manque de ressources financières aggravé par la perte de Menton et Roquebrune, le prince Charles III, successeur de Florestan Ier, eut l'idée, sur les conseils de sa mère Caroline Gibert, d'autoriser, en 1856, la création de maisons de jeux et de casino sur le territoire monégasque (interdits dans les pays voisins), afin de permettre à la principauté, en s'enrichissant, de se développer. Le premier casino, ouvert en 1857, ferma rapidement, faute de clients.
En 1860, dans le cadre du rattachement du comté de Nice à la France, Menton et Roquebrune votèrent leur rattachement à la France, qui fut entériné par le traité franco-monégasque de 1861 qui prévoyait une dotation de la France pour la principauté de quatre millions de francs or,,. La surface de la principauté fut ainsi réduite de plus de 90 %, ce qui entraîna la perte de ses principaux revenus agricoles.
En 1863, Charles III fait rouvrir le casino et accorde le privilège de l'exploiter à l'homme d'affaires François Blanc, lui offrant la présidence de la Société des bains de mer qu'il venait de créer. Charles III interdit aux sujets monégasques de jouer dans ce casino, loi toujours en vigueur. En 1866, le quartier des Spélugues (où se trouvait le casino) prit le nom de Monte-Carlo en hommage au prince souverain. Enfin, en 1869, la principauté pouvant suffire à ses besoins, Charles III supprima les impôts personnels, fonciers et mobiliers, ce qui entraîna une intense activité de construction. Dès lors, ce paradis fiscal et son climat méditerranéen attirèrent le gotha international dont la venue fut favorisée par le développement de la ligne de chemins de fer Paris-Lyon-Méditerranée, de l'hôtellerie haut de gamme (tel que l'hôtel de Paris Monte-Carlo) et la présence de cocottes (la Belle Otero, Émilienne d'Alençon, Liane de Pougy) pour ces messieurs.

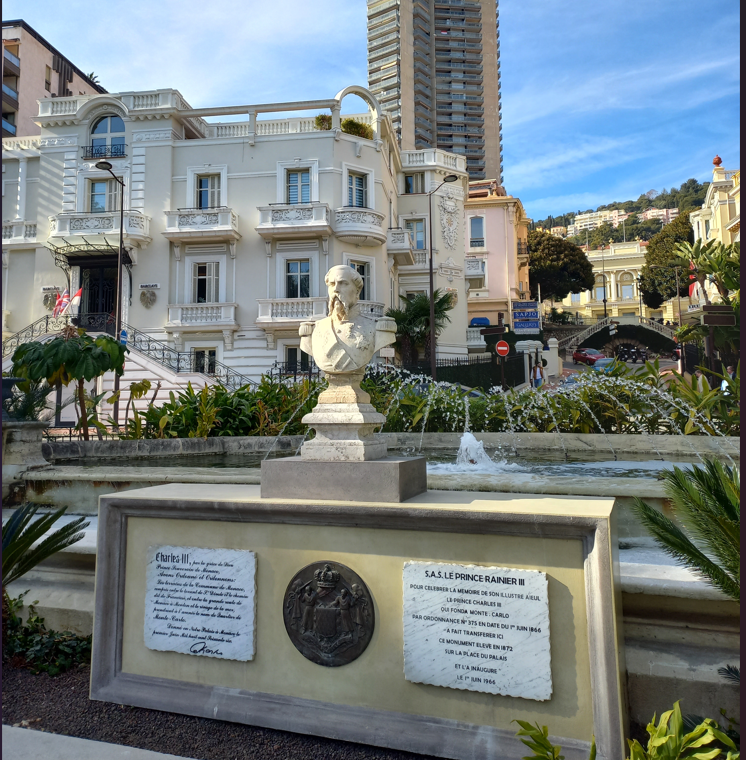
Statue de Charles III.

Le prince de Monaco dispose d'un pouvoir absolu jusqu'à la Révolution monégasque qui éclate en 1910 et l'octroi de la constitution de 1911, qui fait du pays une monarchie constitutionnelle.
En juillet 1918, un traité d'amitié protectrice, accordant une protection limitée de la principauté par la France est signé entre les deux pays. Le traité fait partie du traité de Versailles et établit que le petit État, devenu une sorte de protectorat, devra s'aligner sur les intérêts politiques, militaires et économiques de la France. Cela évite que si l'unique héritier direct, Louis de Monaco, meurt (il est à l'époque engagé dans la Première Guerre mondiale), le trône ne tombe dans les mains d'un duc allemand, Guillaume d'Urach : le traité prévoit ainsi que pour être prince de Monaco, il faut être français ou monégasque. Louis de Monaco « adopte » en 1919 sa fille naturelle Charlotte de Monaco pour la rendre dynaste. Ce sont les descendants de Charlotte qui règnent sur Monaco depuis 1949.
Le traité d'amitié fut complété par la convention du 28 juillet 1930, relative à la coopération administrative entre la République française et la principauté de Monaco. Cet accord, sous couvert de réciprocité et de collaboration, réservait les hauts postes gouvernementaux et administratifs monégasques à des ressortissants français.

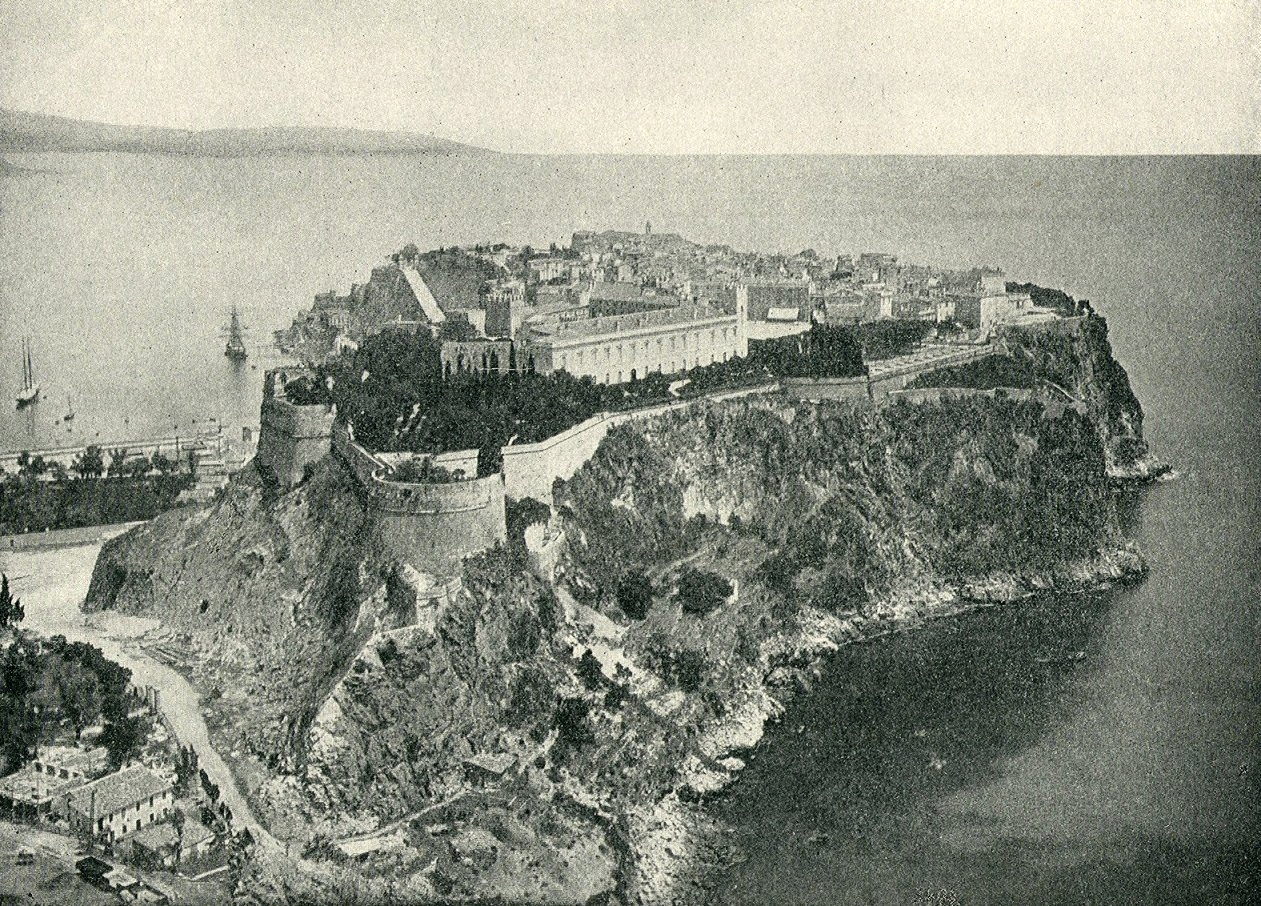
Le rocher de Monaco en 1890.
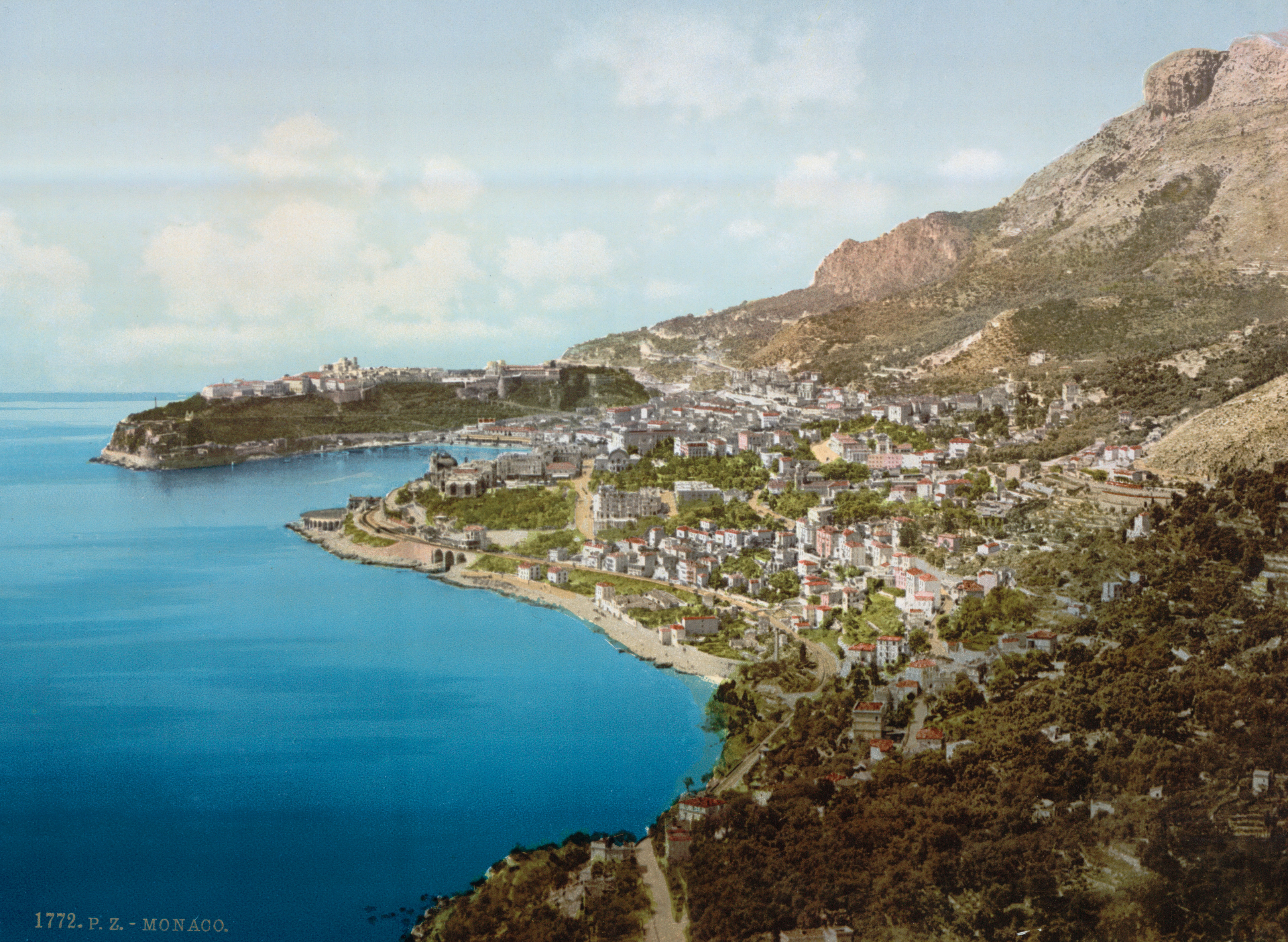
Vue de Monaco vers 1890-1900.
Monte-Carlo : sur la terrasse (avril 1904) par Eugène Trutat – photothèque du muséum de Toulouse.
Monte-Carlo : escalier de la gare (avril 1905) par Eugène Trutat – photothèque du muséum de Toulouse.

### Seconde Guerre mondiale
L'arrivée des troupes italiennes autour de Monaco en juin 1940 inquiète le prince Louis II. Il craint une annexion. Il se rapproche du gouvernement de la France d'alors, le régime de Vichy. C'est donc à Pierre Laval et au maréchal Pétain (qui a reçu les pleins pouvoirs de l'Assemblée nationale le 10 juillet 1940) qu'il demande assistance. Le prince Louis II fait passer de son propre chef, sans contrainte ni de l'Allemagne nazie ni du régime pétainiste, des lois antisémites visant au recensement des juifs. Monaco est occupée par les Italiens en novembre 1942,,,.
Vis-à-vis de l'Allemagne, la principauté de Monaco exercera envers le Troisième Reich ce qui sera nommé plus tard « une étrange neutralité »,,. Des liens financiers avec les nazis existaient depuis 1936, quand le ministre des Finances allemand Hjalmar Schacht avait rendu visite au prince pour mettre en place un montage financier à partir des banques allemandes. L'intérêt à avoir des liens financiers était mutuel : la prospérité et l'indépendance de la principauté en profitaient ; le Reich diversifiait ses sources de financement. Par la Suisse et par Monaco, l'Allemagne nazie a réussi à contourner les embargos imposés par les Alliés[réf. nécessaire]. Le 25 juin 1943, Louis II offre un banquet au consul d'Allemagne ; il nomme le docteur Bernhard Bodenstein, un membre du parti nazi, consul de Monaco à Berlin. L'occupation allemande commence en septembre 1943, en remplacement des Italiens. Des Allemands prennent des participations dans la Société des bains de mer (SBM)[réf. nécessaire].
La principauté de Monaco participe à la politique de déportation de 76 juifs étrangers menée par l'Allemagne nazie, la police monégasque arrêtant notamment les juifs venus se réfugier en principauté. Des projets d'implantations militaires sont élaborés, notamment une station de détection de sous-marins, et un atelier de torpilles. Quelques rares blockhaus sont construits. La présence allemande est relativement discrète, ce qui permet au prince, à l'arrivée des Américains, de se proclamer « neutre ». Le général Frederick le rencontre, et admet le principe. Les troupes américaines sont interdites d'accès à Monaco. Quelques rares spécialistes sont néanmoins admis, et l'un d'eux note : « Monaco était neutre. J'y ai fait un bref passage. C'était étrange, de circuler et de voir des officiers allemands dans les rues, tout autant que de rares officiers anglais et américains ».
Le 28 septembre 1944, le prince héréditaire Rainier s'engage dans l'armée française au 7e régiment de tirailleurs algériens des troupes d'Afrique française et prend part aux opérations de la campagne d'Alsace. Il est décoré de la croix de guerre 1939-1945 et de la Bronze Star américaine. En 1947, il est nommé chevalier de l'ordre national de la Légion d'honneur à titre militaire.

### Histoire récente

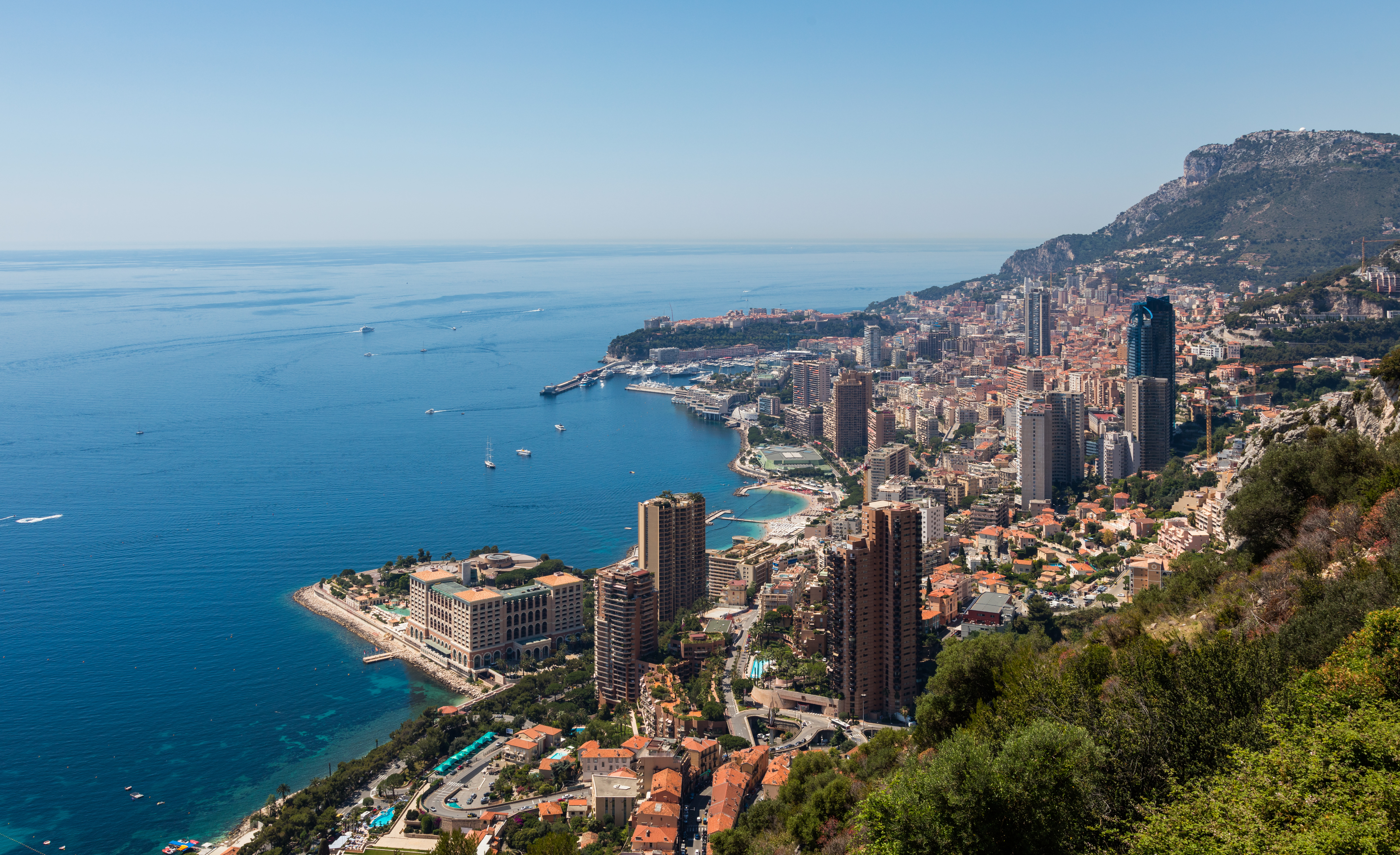
Vue de Monaco en 2016.

#### Rainier III
En 1949, le prince Rainier III accède au trône après la mort de son grand-père le prince Louis II. Souhaitant une souveraineté totale pour sa principauté, il se rapproche des États-Unis, veut que le traité de 1918 soit réaménagé et que la convention de 1930 (qui octroie à la France des prérogatives considérables dans la gestion des affaires monégasques) soit renégociée. C'est une période de tension avec le gouvernement français.
1962 est une année chargée : sur fond du référendum sur l'élection au suffrage universel du président de la République française, proposé par le général de Gaulle, une crise politique et financière oppose Monaco à la France durant l'automne. Le contrôle de l'État français sur la radio et la télévision est gêné par l'Ordonnance Images et sons proclamée le 14 janvier 1962 par le prince Rainier III, permettant à Radio Monte-Carlo (RMC) et Télé Monte-Carlo (TMC) d'échapper à leur contrôle financier indirect par l'État français, effectif depuis 1955. En effet, l'ordonnance offrait aux fonds d'investissement monégasques la possibilité de reprendre le contrôle de leurs deux moyens d'information, dont la couverture régionale, limitée, pouvait cependant permettre de véhiculer des idées différentes de celles de l'ORTF. Dans la nuit du 23 au 24 janvier, Rainier congédie brutalement le ministre d'État de Monaco, Émile Pelletier, alors que ce dernier était venu lui demander le retrait de cette mesure unilatérale. Le 25 janvier, Rainier abroge cette ordonnance mais le gouvernement français se saisit de l'incident de ce limogeage pour entamer une épreuve de force avec la principauté, le véritable contentieux n'étant pas cette ordonnance mais son statut fiscal régi par la convention du 23 décembre 1951 (convention de voisinage et d'assistance administrative mutuelle en matière douanière et fiscale).
Le 3 avril, la France rompt les négociations commencées le 23 mars relatives à l'imposition fiscale et lève tous les intérêts de la principauté. Le délai de préavis de six mois pour la caducité de la convention de 1951 qui court du 12 avril 1962 vient à expiration le 11 octobre, aussi dans la nuit du 12 au 13 octobre 1962, la France décide d'un « blocus de Monaco » et envoie une escouade de douaniers : l'union frontalière est rompue et les entrées à Monaco sont contrôlées par des douaniers ; l'affranchissement du courrier est revu à la hausse alors que les privilèges pour les Français habitant Monaco sont réduits à néant. Finalement, les négociations reprennent et permettent la rédaction et l'adoption le 17 décembre 1962 d'une nouvelle constitution pour la principauté, abolissant la peine de mort, autorisant le vote des femmes et mettant en place une cour suprême garantissant les libertés fondamentales, les pouvoirs du conseil national sont renforcés. Des conventions (de voisinage, fiscale, douanière, postale, téléphonique, pharmaceutique, etc.) sont signées en bloc le 18 mai 1963 : Monaco récupère l'ensemble de ses privilèges, ainsi qu'un renforcement de sa souveraineté, et ce malgré de très importantes concessions surtout d'ordre fiscal concernant les revenus des sociétés du Rocher (impôt sur les bénéfices pour les sociétés qui réalisent plus de 25 % de leur chiffre d'affaires hors de Monaco), les opérations financières monégasques et l'imposition des Français vivant dans la principauté, sauf s'ils peuvent justifier de cinq ans de résidence. Le film Grace de Monaco d'Olivier Dahan (2014) se concentre sur cette crise.
En 1982, la principauté est endeuillée par la mort soudaine de la princesse Grace de Monaco, épouse du prince Rainier, victime d'un accident sur la D 37 (qui relie La Turbie à Cap d'Ail). Sa fille Stéphanie de Monaco survit à cet accident.
En 1993, Monaco devient officiellement membre des Nations unies.
En 2002, un traité destiné à adapter et à confirmer les rapports d'amitié et de coopération entre la France et Monaco est signé (24 octobre 2002). Ce traité permet une plus grande autonomie à l'exécutif monégasque (signé par Dominique de Villepin).
En 2004, la principauté de Monaco rejoint le Conseil de l'Europe après de nombreuses tractations et une modification de la loi électorale rendant systématique une représentation de l'opposition au Conseil national par un mode de scrutin ayant une composante proportionnelle.
Le 8 novembre 2005 est signé un nouveau traité destiné à adapter et à approfondir la coopération administrative entre la République française et la principauté de Monaco.

#### Albert II
À la mort du prince Rainier III, survenue le 6 avril 2005, c'est son fils Albert II (né en 1958), jusque-là prince héréditaire et marquis des Baux, qui devient prince souverain. Les cérémonies marquant son avènement se sont déroulées le 12 juillet 2005, celles de son intronisation officielle le 19 novembre 2005.
Le 10 décembre 2014 sont nés le nouveau prince héréditaire Jacques et sa sœur jumelle Gabriella.

## Politique et administration

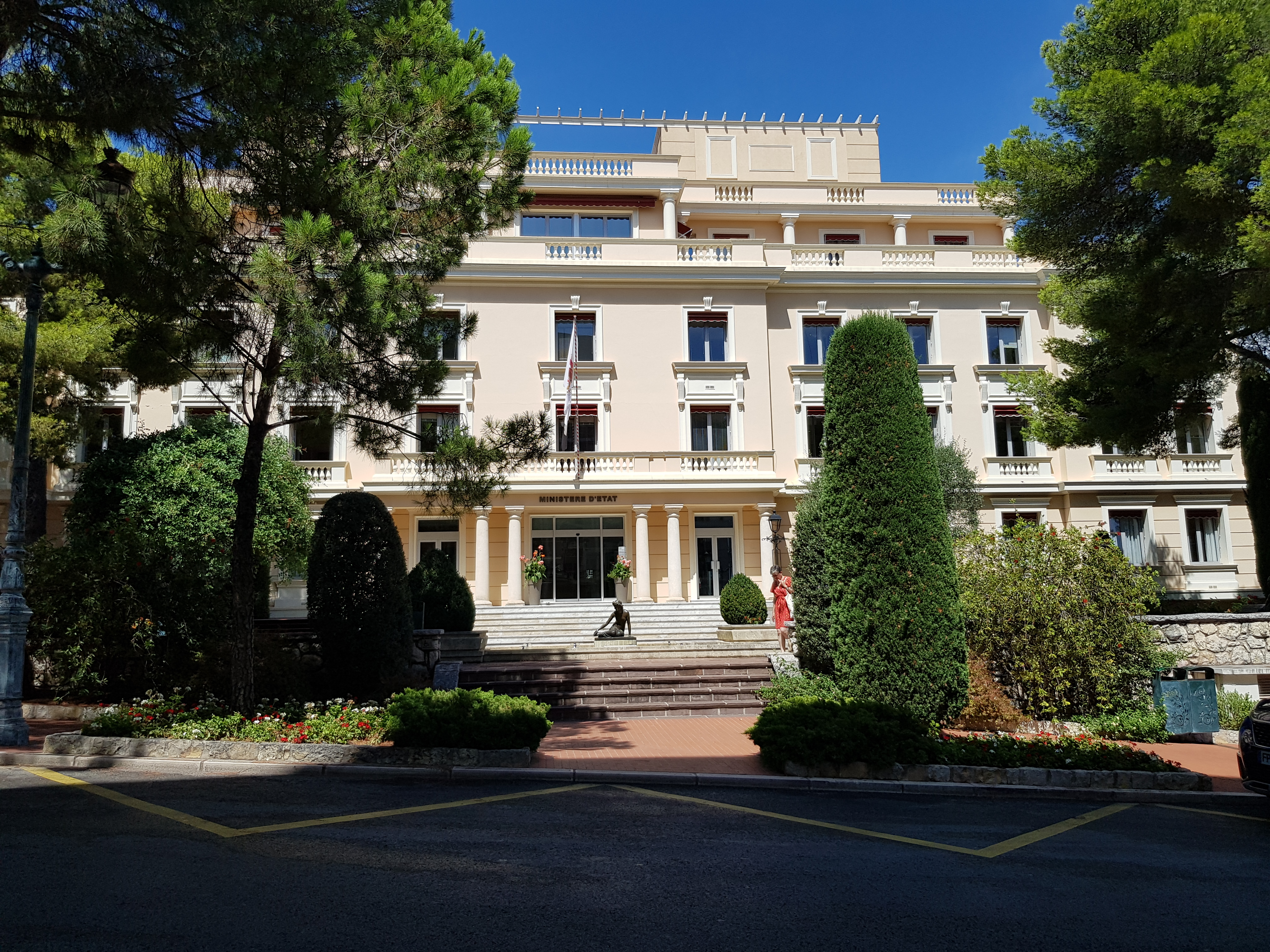
Bâtiment du Ministère d'État de Monaco

Historiquement, pour conserver son indépendance (obtenue de facto le 8 janvier 1297 de la république de Gênes, cette dernière étant inféodée au Saint-Empire romain germanique), Monaco va se placer sous protectorat :
- 24 février 1489 : protectorat franco-savoyard.
- 5 novembre 1524 : protectorat espagnol (indépendance officielle de jure reconnue par le Saint-Empire romain germanique).
- 14 septembre 1641 : protectorat français.
- 1815 : protectorat sarde à la suite du congrès de Vienne.
- 1860 jusqu'à nos jours : protection de la France[2].

### Politique

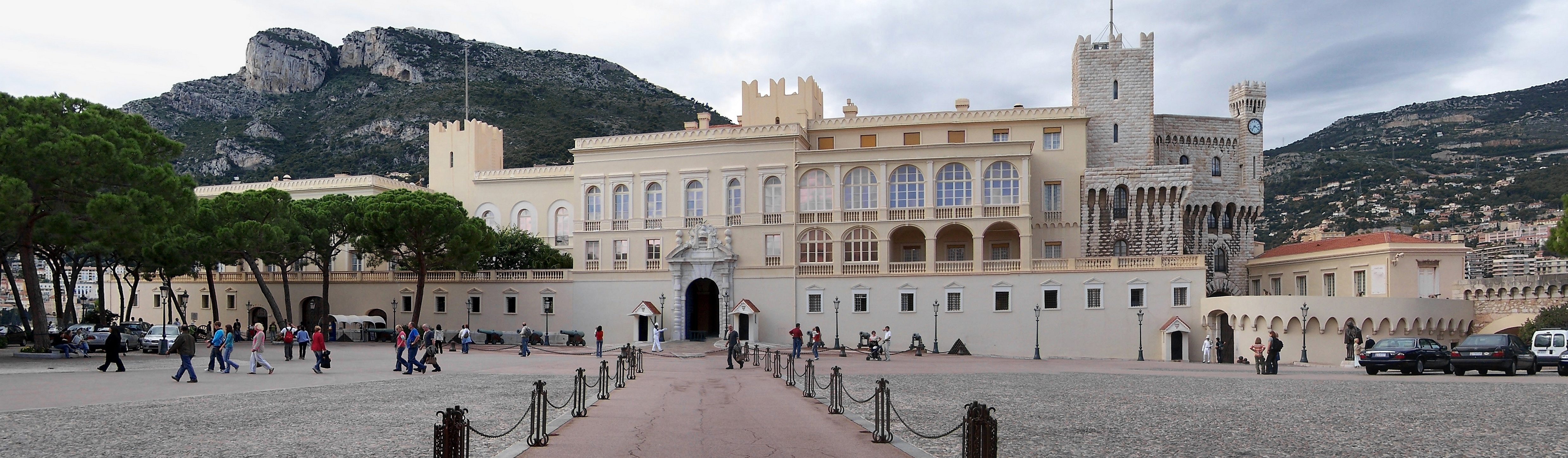
Le palais de Monaco.

Logo du gouvernement princier.

Principauté indépendante, Monaco est une monarchie constitutionnelle depuis 1911, avec un prince à la tête de l'État. Le pouvoir exécutif consiste en un ministre d'État (actuellement Christophe Mirmand), qui préside un Conseil de gouvernement composé de six membres (lui-même et cinq Conseillers de Gouvernement, l'équivalent de ministres), responsables uniquement devant le prince[réf. nécessaire].
La convention avec la France, signée en 1930, imposait que le ministre d'État soit un citoyen français (en général un préfet ou un ambassadeur) désigné par le prince sur une liste présentée par l'État français. En 2002, ce traité a été remplacé afin de supprimer l'intervention de la France dans ce choix[source insuffisante]. Depuis cette modification, le ministre d'État n'est donc plus obligatoirement de nationalité française. Ce changement a notamment permis à Monaco de satisfaire les critères d'entrée au Conseil de l'Europe.
D'après la constitution de 1962, le prince partage le pouvoir législatif avec le Conseil national qui est un Parlement monocaméral. Les vingt-quatre membres de ce corps législatif sont élus pour cinq ans par un scrutin plurinominal et au suffrage universel. Dix-huit conseillers sont élus au scrutin majoritaire plurinominal, les candidats ayant recueilli suffisamment de suffrages pour être classés parmi les seize premiers sont élus. Les six conseillers restants le sont au scrutin proportionnel de liste ouvertes, le panachage étant autorisé[réf. nécessaire].
La Constitution du 17 décembre 1962 affirme l’indépendance de la justice et précise que le plein exercice du pouvoir judiciaire est délégué par prince aux cours et tribunaux. Un Secrétaire d’Etat à la justice, également Directeur des services judiciaires, est chargé de l’administration de la justice qui comprend le Conseil d'Etat, les cours et tribunaux, l’administration pénitentiaire et le Service de gestion des avoirs saisis. Il est le garant de l’indépendance de la justice et des magistrats, aidé dans cette mission, par un Haut Conseil de la Magistrature. Le Secrétaire d’Etat à la justice n’est pas membre du gouvernement et, à l’instar du Ministre d’Etat, ne dépend que du prince.
Les affaires locales sont du ressort du Conseil communal, une assemblée de quinze membres élus pour quatre ans au suffrage universel direct et au scrutin de liste plurinominal à deux tours avec possibilité de panachage et sans vote préférentiel, présidée par le maire (actuellement Georges Marsan)[réf. nécessaire].

#### Relations internationales
En 2005, le prince Rainier III crée le « Département des Relations Extérieures et de la Coopération » chargé de la nomination d'ambassadeurs, l'adhésion à de multiples organismes internationaux et la signature de conventions bilatérales[réf. nécessaire].
Le renforcement des actions diplomatiques monégasques s'est accompagné du développement des actions multilatérales dans les instances internationales (Conseil de l'Europe, ONU, organisations intergouvernementales, etc.). Les thèmes d'actions sont axés autour de l'environnement, des droits humains et des objectifs de développement durable.
La principauté participe également aux conférences internationales.

### Nationalité
Le fait d'être né sur le territoire de la principauté ne donne pas automatiquement droit à la nationalité monégasque et l’acquisition de cette dernière est un privilège difficile à obtenir. Monaco privilégie le droit du sang. Le droit du sol n'y est pas reconnu et des conditions telles que la filiation ou le mariage sont prépondérantes. 
Les citoyens de la principauté sont principalement issus des vieilles familles du Rocher et les restrictions de ces règles d'accession et de transmission ont pour but d'éviter que le nombre de citoyens monégasques soit plus important que ce que le territoire est en mesure d'héberger du fait de sa petite superficie et que les droits à l’aide de l’État en cas d’indigence, de chômage, de maladie, d’invalidité, de vieillesse, de maternité, de logement et d’éducation ne soient plus garantis pour tous,.
D'importants avantages sont réservés aux Monégasques, par exemple certaines aides sociales d'État, l'accès à des logements publics à des tarifs significativement plus faibles que ceux pratiqués sur le marché libre, la priorité d'accès aux emplois locaux et, comme pour les simples résidents, une fiscalité dite « douce » pour les personnes physiques qui se caractérise par l’absence de tout impôt sur le revenu. De plus, il n’existe à Monaco ni taxe foncière, ni impôt sur la fortune, ni taxe d’habitation. Le seul impôt direct est l’impôt sur les bénéfices des activités commerciales et industrielles.
Il faut cependant noter qu'une grande partie de ces vieilles familles du Rocher viennent d'autres pays : Barral de La Turbie (1624), Boisson de Bourgogne (1774), Bonafede de Drap (1777), Brun d'Oneille (1634), Crovetto de Gênes (1787), Gastaud de La Turbie (1736), Marquet de Pont-Saint-Esprit (1799), Marsan de Gênes (1800), Médecin de Villefranche (1633), Vatrican du Luxembourg (1747)… et ne seraient pas devenues monégasques si l'on avait suivi les règles actuelles.

### Monnaie
Monaco fait partie des quatre micro-États enclavés dans l'Union européenne sans en être membres, mais autorisés par elle à utiliser l'euro. À compter du 1er janvier 1999, l'euro est donc introduit sur le territoire monégasque et, depuis le 1er janvier 2002, les pièces et les billets libellés en euro ont remplacé le franc monégasque et ont cours légal en principauté.

### Finances

#### Accords fiscaux avec la France
Depuis les accords du 18 mai 1963, Monaco et la France forment un ensemble fiscal au regard de la TVA. Monaco collecte sur son territoire la TVA qu'elle verse à la France qui lui rétrocède sa quote-part. Le reversement français revenant à la principauté est fixé à 108 238 802 € au titre de l'année 2001. Pour 2007, le budget de l'État monégasque est d'environ 881 millions d'euros.
Le principe d'un compte de partage de la TVA pose problème. D'une part, le calcul d'origine attribue à Monaco 60 % (coefficient 1,6 de la formule) de rétrocession supplémentaire, d'autre part, la dérive résultant de la formule de calcul conduit la France à reverser à Monaco des montants qui ne traduisent pas la réalité de l'activité économique de la principauté[source insuffisante].
La même convention prévoit que les résidents possédant la nationalité française et qui, au 13 octobre 1963, n'habitaient pas la principauté depuis cinq ans, doivent payer leur impôt sur le revenu (ou IFI) à la France selon les règles françaises, comme s'ils vivaient en France.

### Politique environnementale
La Principauté est confrontée aux problématiques environnementales de toutes les métropoles, auxquelles s'ajoutent les spécificités de son territoire. Le gouvernement mène une politique volontariste en faveur du développement durable.
La principauté s'ouvre à la transition écologique en organisant des forums et en soutenant les engagements pris face à l'urgence climatique.
Depuis 2014, le gouvernement encourage les pratiques éco-responsables afin de réduire les déchets et les émissions de gaz à effet de serre.
En 2017, la création du label « Commerce Engagé » auprès des commerçants de la principauté permet l'accompagnement de ces derniers, notamment sur la gestion du plastique et des ustensiles de cuisine. L'obtention du label permet de mettre en avant les démarches de consommation durable et les pratiques éco-responsables,.
En 2021, afin de sensibiliser les monégasques au tri des déchets, la principauté, le musée océanographique et la société monégasque d'assainissement ont publié l'application « Game of Tri », disponible sur smartphone et tablette.
Depuis quelques années, la direction de l’Environnement s’est chargée des nuisances liées aux goélands.

### Jumelages
- Lucciana (depuis 2008)[124].

### Codes
Monaco a pour codes :
- 3A, selon la liste des préfixes OACI d'immatriculation des aéronefs,
- LN, selon la liste des préfixes des codes OACI des aéroports,
- MC, selon la liste des codes internationaux des plaques minéralogiques,
- MC, selon la norme ISO 3166-1 (liste des codes pays), code alpha-2,
- MCO, selon la norme ISO 3166-1 (liste des codes pays), code alpha-3,
- MCO, selon la liste des codes pays utilisés par l'OTAN, alpha-3,
- MN, selon la liste des codes pays utilisés par l'OTAN, alpha-2,
- MON, selon la liste des codes pays du CIO.

## Population et société

### Démographie
Les premières traces de peuplement à Monaco datent du Paléolithique inférieur et sont attestées par la découverte d'ossements d'hommes semblables à l'homme de Néandertal dans les grottes de l'Observatoire, au-dessous de la Tête-de-Chien, rocher dominant la principauté. Des squelettes d'hommes apparentés à l'homme de Cro-Magnon ont également été retrouvés. Les avantages offerts par le port naturel de Monaco ont ensuite attiré de nombreuses populations de tout le bassin méditerranéen, mais également d'Orient et d'Europe du Nord.
Les données chiffrées fiables concernant la population ne remontent qu'au XVIIIe siècle et concernent principalement le rocher de Monaco. Les historiens évaluent à un millier le nombre de personnes habitant ce petit territoire, dont 500 à 600 habitants autochtones.
Lors du traité du 2 février 1867 fixant le territoire de Monaco, la population était de 1 200. Elle était de 22 297 au recensement de 1961 et de 31 109 en 2008.
| Nationalité | Population en 2024 |
| ----------- | ------------------ |
| Total       | 38 423             |
| Monaco      | 9 262              |
| France      | 8 376              |
| Italie      | 7 492              |
| Royaume-Uni | 2 920              |
| Suisse      | 1 191              |
| Russie      | 1 191              |
| Belgique    | 1 037              |
| Allemagne   | 960                |
| Pays-Bas    | 499                |
| Portugal    | 499                |
| Autres      | 4 994              |

| Hommes | Classe d’âge | Femmes |
| ------ | ------------ | ------ |
| 1 530  | 75 et plus   | 2 228  |
| 801    | 70-74        | 847    |
| 947    | 65-69        | 1 015  |
| 1 134  | 60-64        | 1 023  |
| 1 120  | 55-59        | 1 097  |
| 1 128  | 50-54        | 1 090  |
| 1 194  | 45-49        | 1 165  |
| 1 163  | 40-44        | 1 179  |
| 1 003  | 35-39        | 1 119  |
| 751    | 30-34        | 766    |
| 638    | 25-29        | 667    |
| 647    | 20-24        | 601    |
| 724    | 15-19        | 674    |
| 727    | 10-14        | 674    |
| 706    | 5-9          | 724    |
| 577    | 0-4          | 557    |

Lors du recensement effectué en 2016, la principauté de Monaco comptait 37 308 habitants. Une des particularités de Monaco est d'avoir un nombre de nationaux en minorité dans leur propre État. Les Monégasques, au nombre de 8 378, représentent 22,45 % de la population. La communauté la plus importante est celle des Français avec 24,89 % de la population (9 286 habitants, seuls payants des impôts directs à la France) suivie des Italiens avec 21,9 % (8 172 habitants) et des Britanniques avec 7,5 % (2 795 habitants). Les 23 % restants se partagent entre 140 autres nationalités.
Au 31 décembre 2019, Monaco compte 38 100 habitants. La population de nationalité monégasque est de 9 486 personnes.

### Services

#### Sécurité

##### Police

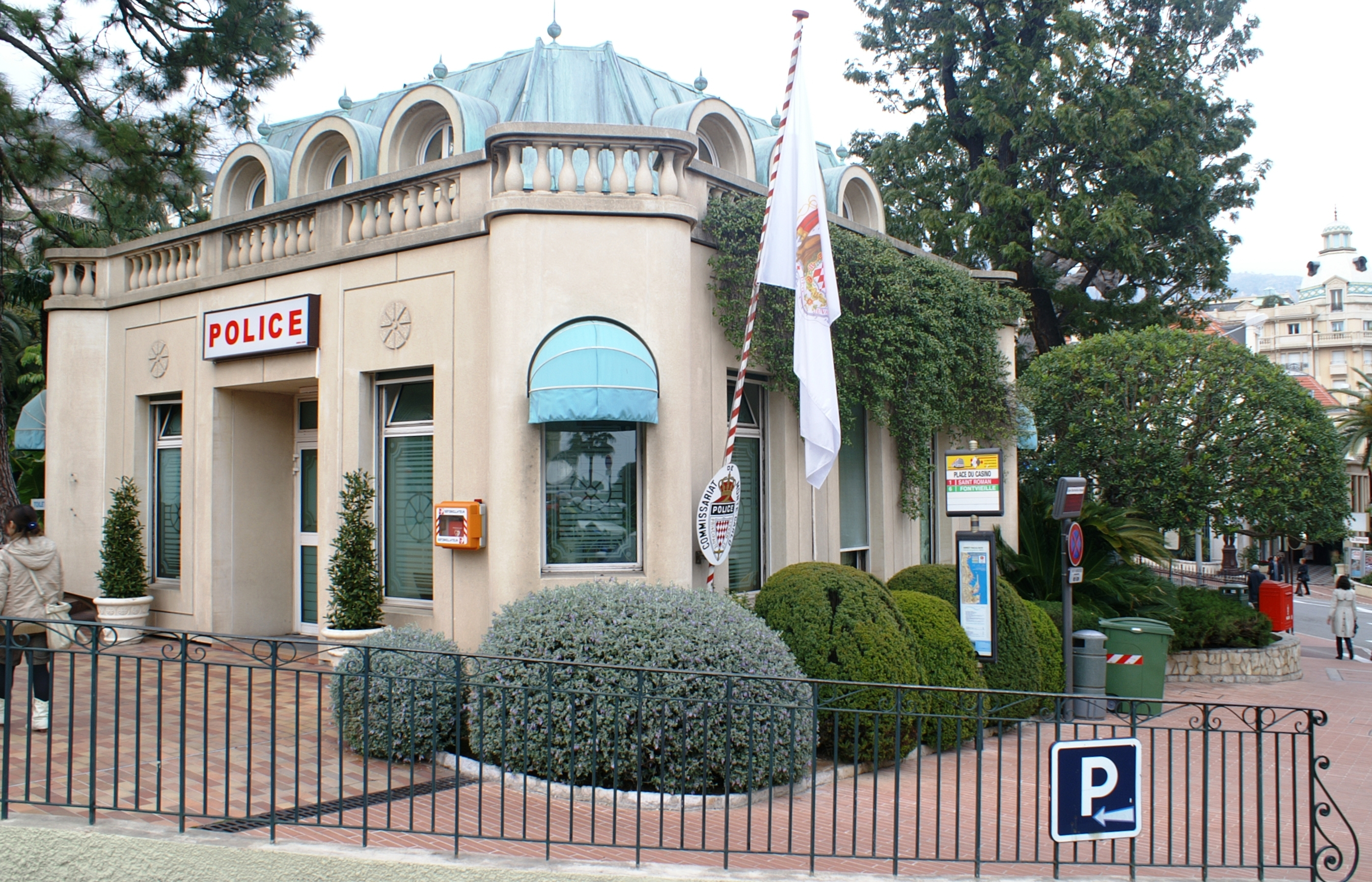
Commissariat de Monte-Carlo.

La direction de la Sûreté publique est la police d'État. Son siège se situe rue Suffren-Reymond. Elle comprend plusieurs divisions et services :
- le cabinet de direction ;
- la division de police judiciaire ;
- la division de police urbaine ;
- la division de police administrative ;
- la division de police maritime et aéroportuaire ;
- la division du renseignement intérieur ;
- la division de la protection de la famille princière ;
- la division de l'administration et de la formation ;
- la division de l'événementiel et du cadre de vie.

Son directeur fut longtemps un fonctionnaire de police français détaché. Richard Marangoni, contrôleur général, sujet monégasque, a été nommé à ce poste en 2016. Le directeur possède en général le grade de Commissaire divisionnaire, exceptionnellement d'inspecteur général. Les policiers monégasques sont recrutés par la Sûreté publique et accomplissent leur carrière en principauté. Ils sont de nationalité monégasque ou française, mais sont tous fonctionnaires monégasques titulaires. Ces fonctionnaires veillent au respect des codes et lois monégasques[réf. nécessaire].
Il existe aussi une police municipale relevant du maire[réf. nécessaire].
Enfin, la Compagnie des carabiniers du Prince se charge de la sécurité du prince souverain, de la famille princière, du palais princier et de ses dépendances. Les carabiniers ne peuvent cependant pas être de nationalité monégasque[réf. nécessaire].

##### Sapeurs-pompiers

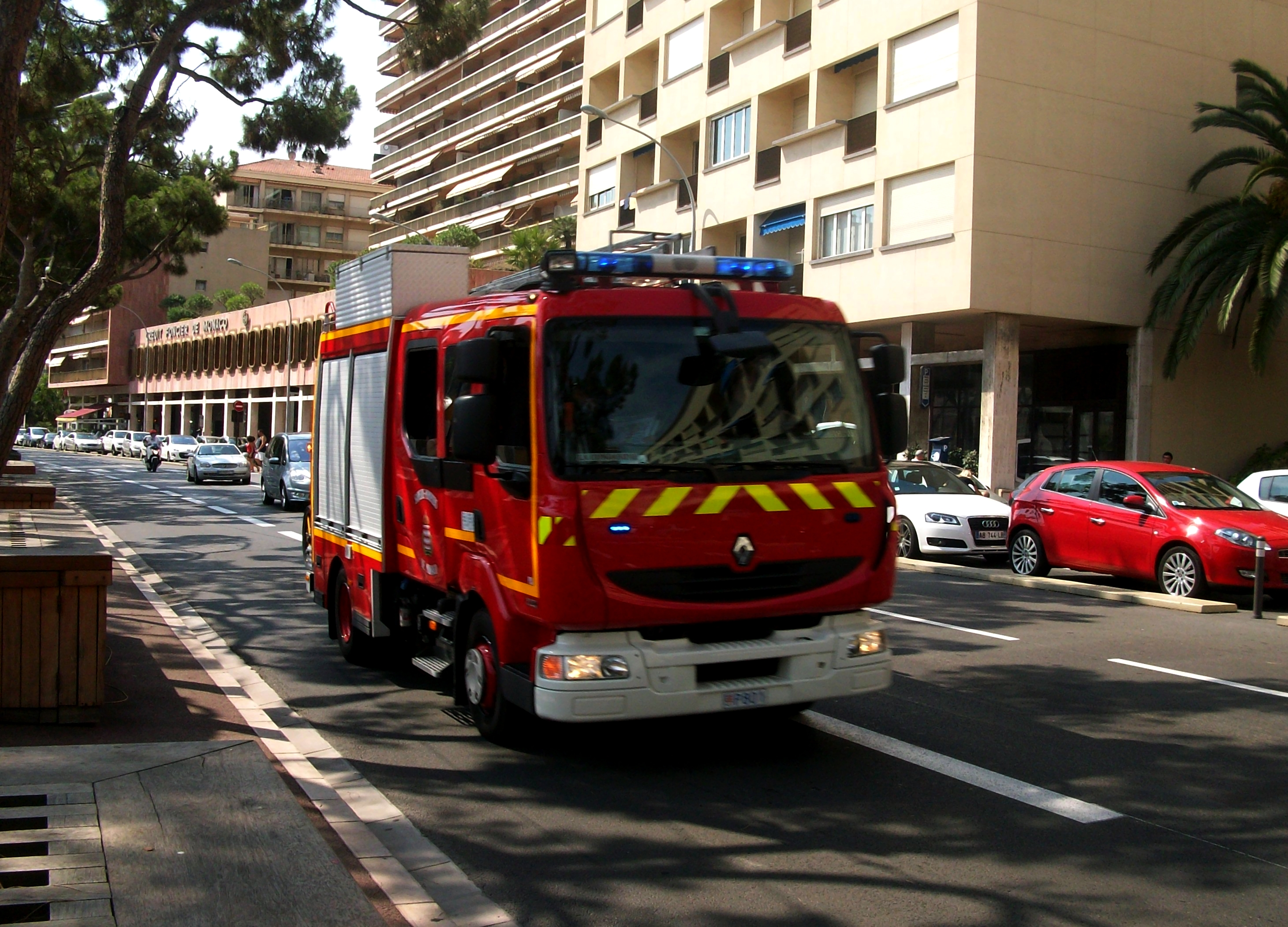
Un camion des pompiers monégasques.

Le corps des sapeurs-pompiers de Monaco est une unité militaire composée d'une centaine d'hommes et indépendante des sapeurs-pompiers français, bien qu'utilisant des moyens (véhicules, couleurs, etc.) similaires.

#### Services postaux

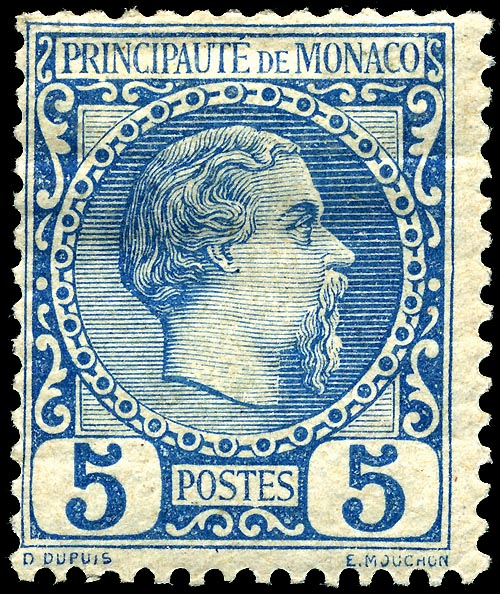
Un des premiers timbres de Monaco à l'effigie du prince Charles III.

##### Historique
14 septembre 1641 : le service postal monégasque est assuré par la France depuis le traité de Péronne.
1815 : le congrès de Vienne place Monaco sous protectorat sarde jusqu'en 1860. À partir de 1818, les bureaux de poste de la principauté sont gérés par le royaume de Sardaigne. Les timbres de Sardaigne à l'effigie de Victor-Emmanuel II sont utilisés de 1851 à 1860.
1860 : la France reprend la gestion de la poste monégasque. Les timbres sont ceux des bureaux français, à l'effigie de Napoléon III, auxquels vont succéder les séries d'usage courant en France.
Le 1er juillet 1885, la principauté émet enfin ses propres timbres. La première série est à l'effigie du prince Charles III. Elle est dessinée par Daniel Dupuis et gravée par Louis-Eugène Mouchon.

##### Code postal
Les codes postaux de Monaco sont intégrés dans le système postal français. Ils commencent par « 980 », et présentent cinq chiffres, sous la forme « 980XX », comme les codes postaux français. Le code postal le plus courant à Monaco, hors CEDEX et adresses spéciales, est donc le code postal 98000. Par comparaison, les services postaux de la principauté d'Andorre sont également gérés par la France, mais Andorre, culturellement plus proche de la Catalogne que de la France, a refusé l'attribution d'un code postal de format français.
Le numéro 99000 est parfois considéré comme étant le code postal de Monaco mais c'est une erreur causée par la confusion avec le code INSEE. En effet, le « 99 » n'est pas un code postal mais un ensemble de codes INSEE pour les pays étrangers.
- La principauté de Monaco porte le code INSEE 99138 en tant que pays étranger. Dans les formulaires de l'administration française, toute personne née hors de France (Monaco compris) est déclaré avec le 99. Ces codes INSEE n'ont aucun rapport avec les services postaux et le code 980 n'est pas prévu dans les formulaires de l'administration française[réf. nécessaire].
- Le code INSEE de Monaco est le 06900. Il apparaît dans le fichier national des adresses françaises FANTOIR[139].

##### Tarification et adressage
Malgré l'intégration postale avec la France, les plis envoyés de Monaco doivent être affranchis avec des timbres de Monaco, dont les illustrations et la programmation sont déterminées par l'Office des émissions de timbres-poste (OETP), et validées par le prince. L'OETP choisit également les artistes de ces timbres mais il peut faire appel aux artistes et graveurs, ainsi qu'aux moyens d'impression de Phil@poste Boulazac et à l'imprimerie de La Poste française[réf. nécessaire]. Parallèlement, les timbres de Monaco n'ont pas de valeur postale sur le courrier posté en France[réf. nécessaire].
Malgré la présence de moyens d'affranchissement différents pour Monaco et la France, les tarifs d'envoi depuis la France vers Monaco sont identiques aux tarifs nationaux. Les tarifs de La Poste française sont valables pour la « France métropolitaine et Monaco ». Ceci est valable pour le courrier et pour la plupart des services d'envois de colis. De la même façon, les tarifs d'affranchissement de Monaco vers Monaco ou la France sont identiques.
Pour le courrier envoyé à destination de Monaco, le libellé « 980XX Monaco » est correct. La mention du pays de destination n'est pas nécessaire pour les envois vers Monaco effectués depuis Monaco ou depuis la France. En revanche, pour les envois postés hors Monaco et hors France, la mention du pays doit être « Monaco ». Plusieurs libellés sont cependant tolérés dans la pratique par les services postaux (où XX sont les deux derniers chiffres du code postal) :
- 980XX Monaco - FRANCE (bien que géopolitiquement incorrecte, cette mention est acceptée dans le cadre de l'intégration de Monaco au système postal français) ;
- 980XX Monaco - EUROPE (géopolitiquement correcte, cette mention évite au courrier des détours hors d'Europe ; l'erreur la plus fréquente étant la confusion avec le Maroc (Morocco en anglais).

#### Fourrière
Tous les ans, la fourrière organise la mise aux enchères des véhicules.

### Enseignement
Chaque année, plus de 6 000 élèves sont scolarisés de la maternelle à la terminale. Au 31 décembre 2016, Monaco comptait 6 328 élèves scolarisés, soit 0,8 % de plus que l'année précédente, une majorité d'élèves résidents et 17 % de nationalité monégasque. Sept élèves sur dix sont dans le secteur public,.
La principauté dispose d'établissements d'enseignement secondaire et supérieur, dont l'Université internationale de Monaco, une université privée où les cours sont donnés en langue anglaise.
Les établissements monégasques, bien que considérés comme établissements étrangers par la France, sont directement liés à l'académie de Nice et préparent aux diplômes nationaux français tels que le diplôme national du brevet et le baccalauréat. La principauté se distingue cependant du système éducatif français par la tenue de cours de monégasque et d'histoire de Monaco. L'instruction religieuse est obligatoire (sauf dispense formulée par les parents).

### Santé
La principauté de Monaco dispose d'un hôpital public couvrant de très nombreuses spécialités médicales, répartis sur 750 lits environ. Il se situe en contrebas du jardin exotique. Le Centre hospitalier Princesse Grace (ancien hôpital Prince Albert) date de 1902. Il a été rebaptisé du nom de la princesse Grace de Monaco en 1958. Outre les bâtiments principaux, le CHPG dispose aussi d'un hôpital destiné à la prise en charge graduée des personnes âgées, le Centre de gérontologie clinique Rainier III, l'établissement pour l'hébergement des personnes âgées du Cap-Fleuri, qui a été construit à Cap-d'Ail en France, ainsi qu'une maison de retraite de centre-ville, La Qietüdine[réf. nécessaire].
L'offre de santé monégasque comprend également le Centre Cardio-Thoracique de Monaco, le CCM qui couvre les maladies cardio-vasculaires et l'Institut monégasque de la médecine du sport (IM2S), clinique spécialisée dans la prise en charge des pathologies ostéo-articulaires et ligamentaires et les Thermes de Monaco. Le Centre d'hémodialyse privé de Monaco, le Centre d'imagerie médicale de Monaco, les laboratoires de la Condamine et de Monte-Carlo ainsi que des cabinets libéraux complètent la filière privée de santé monégasque. Un nouveau bâtiment est en cours de construction et devrait ouvrir ses portes entre 2021 et 2022.

#### Avortement
L'avortement a été décriminalisé à Monaco en 2019 mais reste illégal pour les professionnels de santé le pratiquant, sauf en cas de viol, de malformation fœtale, de maladie ou de danger pour la vie de la mère. Les femmes n'ont plus l'interdiction légale d'avorter mais sont invitées par la principauté à le faire en dehors de Monaco.

#### Covid-19
Dans le cadre de la lutte contre la Covid-19, le gouvernement princier annonce le 19 février 2021 la vaccination de près de 20 % de la population.

### Manifestations culturelles et festivités
| Date                                            | Nom                   | Notes |
| ----------------------------------------------- | --------------------- | --- |
| 1er janvier                                     | Jour de l'an          | |
| 27 janvier                                      | Fête de Sainte-Dévote | Sainte Dévote, patronne de la principauté. |
| Lundi suivant le dimanche de Pâques             | Lundi de Pâques       | |
| 1er mai                                         | Fête du Travail       | |
| Jeudi, 40 jours après Pâques                    | Ascension             | |
| Lundi suivant le septième dimanche après Pâques | Lundi de Pentecôte    | |
| Jeudi, 60 jours après Pâques                    | Fête-Dieu             | |
| 9 août                                          | Saint-Roman           | (n'est pas un jour férié) |
| 15 août                                         | Assomption            | |
| 3 septembre                                     | Libération            | (n'est pas un jour férié) |
| 1er novembre                                    | Toussaint             | Fête de tous les saints |
| 19 novembre                                     | Fête du Prince        | Fête nationale (bien que le jour de la Saint-Albert soit le 15 novembre, le prince Albert II a décidé que la Fête nationale serait maintenue au 19 novembre, jour où l'on célébrait le bienheureux Rainier d'Arezzo dont son père, le prince Rainier III, reconnaissait le patronat.) |
| 8 décembre                                      | Immaculée Conception  | |
| 25 décembre                                     | Noël                  | |

#### Festivals
Monaco héberge quelques festivals de première importance, dont :
- Festival international du cirque de Monte-Carlo ;
- Festival de télévision de Monte-Carlo ;
- Salon International de l'Automobile de Monaco ;
- Festival du film de Monaco ;
- Imagina ;
- Printemps des Arts de Monte-Carlo ;
- World Music Awards ;
- Grand Prix automobile de Monaco ;
- MICS (Monaco International Clubbing Show);
- MAGIC (Monaco Anime Game International Conferences).

### Sports

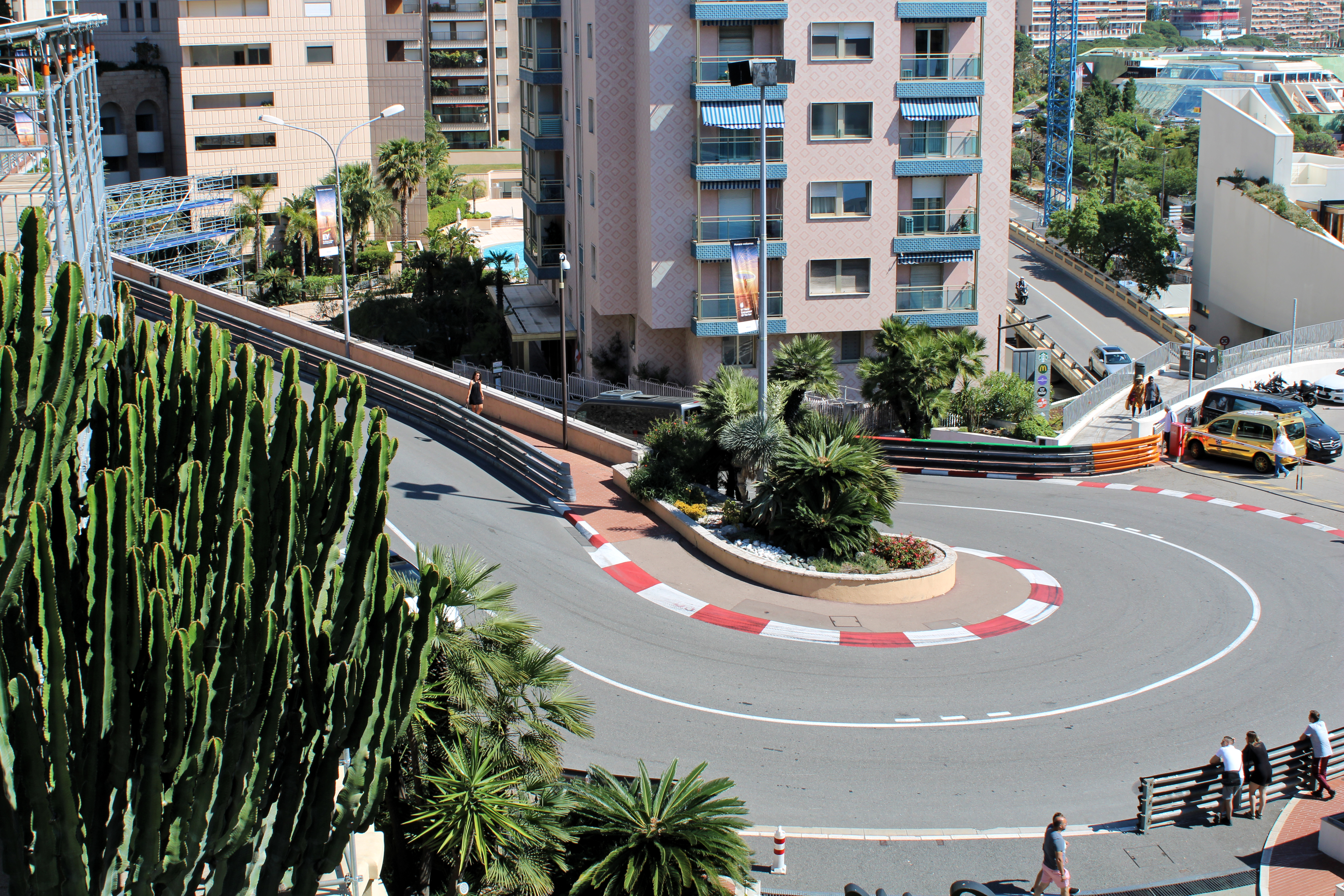
Virage en épingle à cheveux du circuit de Monaco.

#### Manifestations sportives
La principauté sert de cadre à diverses manifestations, parmi lesquelles[réf. nécessaire] :
- le Grand Prix automobile de Monaco en Formule 1 ;
- le ePrix de Monaco ;
- le Grand Prix de Monaco Historique[153] ;
- le Trophée des champions (handball) ;
- le Rallye Monte-Carlo en WRC ;
- le Meeting d'Athlétisme « Herculis » ; le premier meeting Herculis fut organisé en 1987 et après une interruption de 2002 à 2005, la 20e édition a eu lieu le 20 août 2006, au stade Louis II[154] ;
- le Festival International du Cirque ;
- le Marathon de Monaco et des Riviera, qui se court au printemps, entre Vintimille et Monaco. En même temps a lieu la course des 10 kilomètres de Monte-Carlo[155] ;
- la Supercoupe de l'UEFA (en 1986 puis de 1998 à 2012), match de football opposant le vainqueur de la Ligue des champions au vainqueur de la Ligue Europa[156] ;
- le tournoi international de judo de Monaco : trophée Adidas à la mi-décembre ;
- le Monaco Raid : raid Inter Armées ;
- le tournoi international d'échecs ;
- le Challenge International Denis Ravera : challenge de sport boules (lyonnaise) réservé aux jeunes (catégories moins de 23 ans, moins de 18 ans et moins de 15 ans) ;
- le grand départ du Tour de France 2009 s'est fait de Monaco avec une première étape contre-la-montre de 15 km avec départ et arrivée à Monaco et le départ de la deuxième étape de Monaco[157] ;
- le Red Bull X-Alps, compétition de parapente organisée tous les deux ans, qui part de Salzbourg et se termine à Monaco ;
- le Meeting international de natation de Monte Carlo (www.montecarlo-swimming.org) ;
- le Jumping International de Monte-Carlo ;
- le FxPro Monte Carlo Beach Volley féminin ;
- le Masters de Monte-Carlo (tournoi de tennis professionnel) est organisé chaque mois d'avril à Roquebrune-Cap-Martin au Monte-Carlo Country Club et non à Monaco.

#### Clubs sportifs
Un club omnisport, l'AS Monaco, dont la section professionnelle de football s'appelle AS Monaco FC depuis le changement de statut opéré en 2002 (passage en SAM). L'AS Monaco FC participe au Championnat de France de football. Elle a commencé à s'illustrer dans les années 1960 en remportant quatre titres nationaux en trois saisons (deux championnats et deux coupes de France dont un doublé en 1963) sous les ordres de son légendaire entraîneur Lucien Leduc. Ensuite, sous la présidence de Jean-Louis Campora, le club allait devenir un grand d'Europe multipliant à nouveau les titres nationaux et les beaux parcours européens. À l'issue de la saison 2012-2013, l'AS Monaco retrouve la Ligue 1. L'équipe joue à domicile au stade Louis-II, complexe sportif réalisé en 1985 sur le terre-plein de Fontvieille et conçu par Henry Pottier, avec 18 500 places assises et une pelouse qui pousse sur une immense dalle de béton à 13 mètres de hauteur. Les terrains d'entraînement sont situés dans un complexe sportif situé à La Turbie, en France, à plus de 500 mètres d'altitude. La principauté possède également une équipe nationale de football[réf. nécessaire].
Une autre section du club omnisport, l'association sportive de Monaco de basket-ball, évolue dans le monde professionnel. Les basketteurs monégasques sont en effets remontés en Pro B à l'issue de la saison 2013-2014. La Roca Team évolue depuis 2015 en première division du Championnat de France masculin de basket-ball. Le club remporte l'EuroCoupe de basket-ball en 2021, ce qui lui permet de se qualifier pour la première fois en EuroLigue la saison suivante. Lors de la saison 2022-2023 l'as Monaco basket remporte son premier titre de champion de France en battant les Metropolitans 92 de Boulogne en finale 3 victoires à 0 (après 6 phases finales infructueuses), s'adjuge la coupe de France contre l'Asvel et termine 3e de l'Euroligue lors du final four à Kaunas, en Lituanie. 
Un club de karaté, le Karaté Club Shotokan de Monaco avec comme entraîneur Maître Sato 6e Dan, ancien élève de maître Tanaka, qui dirige également des stages de perfectionnement en Europe[réf. nécessaire].
Un club de shorinji kempo, Monaco Shorinji Kempo. Le professeur, Frank Baldet, 7e Dan est également président de la Fédération française de shorinji kempo.
La Fédération monégasque d'athlétisme est présidée par le prince Albert II.
La Fédération monégasque de judo, affiliée à la FIJ et à l'UEJ, qui a obtenu les meilleurs résultats aux derniers Jeux des petits États d'Europe en 2007 et en 2009[réf. nécessaire].
La Fédération monégasque de ski, a été créée en 1981 à Tenerife lors du congrès annuel de la Fédération internationale de ski.
La Fédération monégasque de boules, créée en 1924, regroupe le Club bouliste monégasque (pétanque) et le Club bouliste du Rocher(Sport-Boules ou Longue) et son centre de formation. Elle est affiliée à la Fédération internationale de boules et à la Confédération mondiale des sports de boules (CMSB dont le siège est à Monaco)[réf. nécessaire].
La Fédération monégasque de volley-ball, créée en 1987, membre de la FIVB et de la CEV, est chargé de régir, d'organiser et de développer la pratique du Volley-Ball et du beach volley par tous les moyens d'action.
En 2004, la communauté du volley monégasque fut particulièrement honorée du titre de président d'honneur du Beach Volley de la FIVB accepté par le prince Albert II. Les dernières récompenses obtenues par le Volley monégasque furent la première médaille d'or de beach volley de l'histoire des Jeux des petits États d'Europe par l'équipe féminine en 2005 à Andorre et la médaille d'argent également en beach volley aux JPEE de 2007 qui se déroulèrent sur le territoire de la principauté de Monaco[réf. nécessaire].
Le Monte Carlo Country Club, club de tennis affilié à deux fédérations (monégasque et française). Il accueille le Tournoi Masters 1000.
Le Yacht Club de Monaco (bâtiment construit par Foster et Partners en 2014)[réf. nécessaire].

### Médias

#### Presse écrite
- (fr) La Gazette de Monaco[171] ;
- (fr) La Principauté ;
- (fr) L'Observateur de Monaco[172] ;
- (fr) Monaco Hebdo[173] ;
- (fr) Monaco Matin (édition locale de Nice-Matin) ;
- (fr) Monte-Carlo Méditerranée magazine[réf. nécessaire] ;
- (fr) Télé Monaco[174].

#### Radios
Radios analogiques :
- (fr) Radio FG Monaco : 96,1 MHz ;
- (fr) Radio Monaco : 98,2 MHz sur la principauté et 95,4 dans Alpes-Maritimes et le Var (émet depuis le 12 juillet 2007) ;
- (it) Radio Monte-Carlo : 106,8 / 107,3 MHz ;
- (en) Riviera Radio : 106,3 / 106,5 MHz[175] ;
- (fr) RMC : 98,5 / 98,8 MHz.

Radios numériques (La Radio Numérique Terrestre, aussi appelée RNT, propose aux auditeurs un flux audio numérique, contrairement à la FM qui propose une diffusion analogique. Le DAB+ est la technique de transmission de la Radio Numérique Terrestre) :
- (fr) Premium Radio : en DAB+ sur la principauté et de Saint-Tropez à Imperia[réf. nécessaire].

Plusieurs webradios sont également présentes :
- MC one, radio de Gildo Pallanca Pastor, qui émet aussi en hertzien sur la Principauté 98.2 sous le nom de Radio Monaco ;
- Radio Ethic d'Evelyne Tonelli, fille de M. Schick, ancien directeur d'antenne de RMC[176] ;
- Radio Fréquence Évasion[176].

#### Télévisions
La principauté héberge deux chaînes de télévision :
- (fr) Monaco Info : chaîne locale exclusivement diffusée sur le câble ;
- (fr) TMC.

#### Internet
Tous les logements de la principauté ont accès à Internet par la fibre optique.
Prévu en 2021, Extended Monaco est le premier cloud souverain en Europe et permettra de stocker en principauté les données étatiques comme celles des acteurs privés, sous loi monégasque. Sécurisé par l'Agence monégasque de sécurité numérique, ce cloud permet également une meilleure stabilité et une vitesse d'exécution améliorée et vise à permettre le développement et à la création des nouveaux services numériques de la principauté.

### Cultes

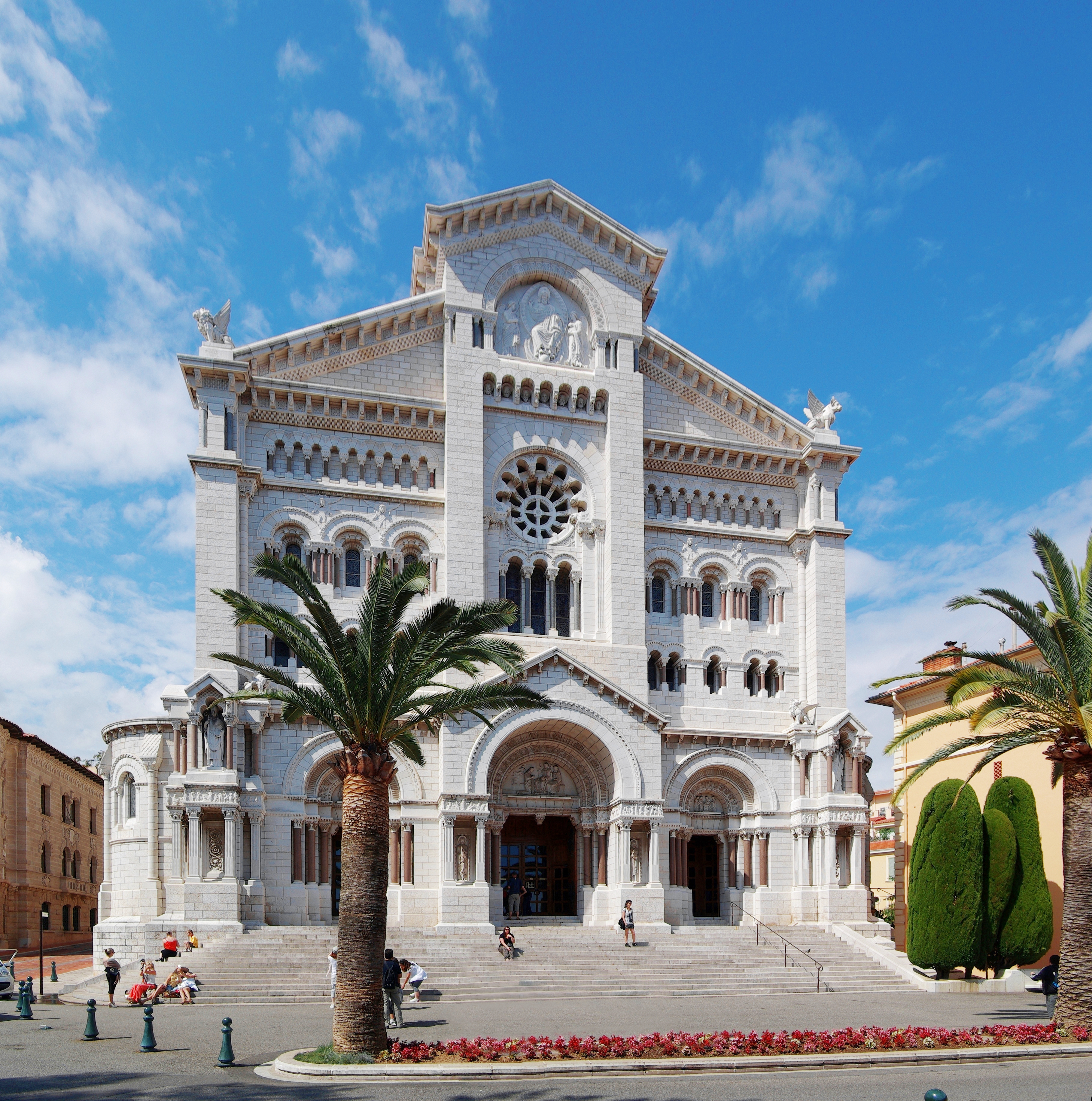
Cathédrale de Monaco, siège de l'archidiocèse de Monaco.

#### Catholicisme
Le christianisme pourrait avoir été pratiqué à Monaco à partir du IVe siècle mais les données archéologiques n'attestent de la présence de cette religion qu'à partir du IXe siècle seulement. La chapelle Saint-Martin à Carnolès remonte à 1061. En 2012, 83,2 % de la population serait chrétienne dont 77,8 % appartenant à l'Église catholique romaine.
Le catholicisme est religion d'État, mais la liberté de culte est garantie par la constitution depuis le 17 décembre 1972.
Monaco abrite cinq chapelles catholiques (dont une construite au XVIe siècle, trois au XVIIe siècle et une au XIXe siècle) sur le Rocher. Quatre autres églises et deux chapelles du XIXe siècle et du XXe siècle se trouvent dans les autres quartiers. Sainte Dévote, la patronne de la principauté dont l'église votive se trouve à La Condamine, fait l'objet d'une fête et d'un culte particuliers, et est célébrée tous les ans le 27 janvier. La cathédrale Notre-Dame-Immaculée, située sur le Rocher, est le siège de l'archidiocèse de Monaco.

#### Protestantisme
Le protestantisme est la deuxième religion de la principauté avec deux temples, le temple protestant de Monaco (réformé) et l'église anglicane Saint-Paul de Monaco.

#### Judaïsme
Peu de juifs (principalement des ashkénazes de France) résidaient à Monaco avant la Seconde Guerre mondiale. Après la guerre, quelques retraités pratiquant le judaïsme s'y sont installés, provenant principalement de France ou du Royaume-Uni, mais également d'Afrique du Nord et de Turquie[réf. nécessaire].
La communauté juive de Monaco a été fondée en 1948 avec l'Association cultuelle israélite de Monaco. La population juive est estimée à 2 %,. 600 Juifs vivent à Monaco. On trouve deux synagogues dans la principauté.

#### Islam
160 résidents monégasques (soit 0,4 % de la population) pratiquent l'islam mais la principauté ne compte pas de mosquée.

## Économie

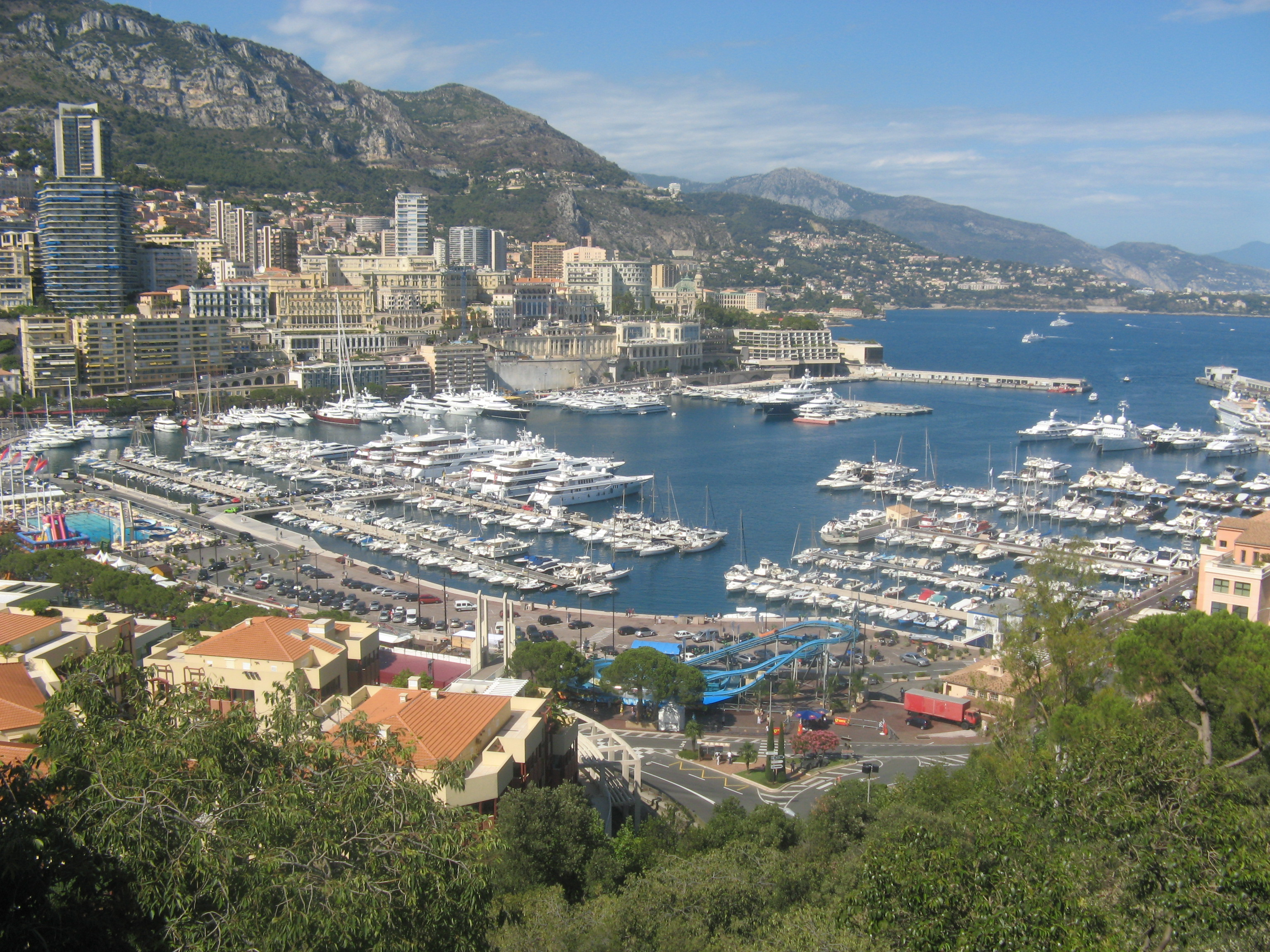
Vue sur Monaco.

Monaco tire la majeure partie de ses revenus des services, de la TVA monégasque, du commerce ainsi que de l'immobilier qui génèrent environ 40 000 emplois pour un chiffre d'affaires de plus de 11 milliards d'euros. Contrairement à ce qui est perçu, le tourisme n'arrive qu'en troisième position dans les sources de revenus et le casino de Monte-Carlo ne participe que pour moins de 4 % au budget de l'État. La principauté est l'une des trois dernières juridictions retirées par l'OCDE, en mai 2009, de sa liste des paradis fiscaux non coopératifs.
Dans le cadre du plan de relance économique monégasque, le Gouvernement a lancé en 2021 la signature électronique pour optimiser et sécuriser les échanges.

### Revenus de la population et fiscalité
Le PIB de Monaco était de 7,240 milliards de dollars US en 2008, soit 222 022 US $/habitant,, ce qui place la principauté en tête du classement mondial des revenus par habitant.
Il est à noter une différence de méthode de calcul entre les chiffres de la Banque mondiale et les chiffres, très inférieurs, publiés par le gouvernement monégasque (52 145 € en 2008). Le gouvernement monégasque estime que les plus de 30 000 travailleurs pendulaires venant de l'étranger tous les jours (France, Italie) doivent entrer en compte dans le calcul du PNB par habitant, étant donné la nature très particulière de la ville-état. La population de référence de 2008 était ainsi de 72 351 pour le calcul officiel.

### Emploi
Le nombre d'emplois rapporté à celui des habitants est particulièrement élevé. Les migrations pendulaires sont environ de 40 000.

### Entreprises et commerce
L'industrie représente environ 8 % du PIB de Monaco. Une centaine de petites industries non polluantes et à haute valeur ajoutée emploient environ 3 800 personnes, soit environ 9 % de la population salariée. Les premières entreprises (entreprises industrielles de la Brasserie de Monaco, de la minoterie et de la chocolaterie) ont commencé à s'installer sur le premier terre-plein de Fontvieille, à partir de 1906. Ces entreprises se concentrent principalement sur les 250 000 m2 de terrain gagnés sur la mer lors de la construction du terre-plein de Fontvieille[réf. nécessaire].
Le secteur « chimie-pharmacie-cosmétologie » apparaît comme le plus représenté avec 49,21 % des revenus de l'industrie et 1 200 employés mais les industries de fabrication de matériel électrique et électronique (10,2 % des revenus) ainsi que de transformation de matières plastiques (21,6 %) sont également présentes. L'imprimerie et le cartonnage contribuent également à hauteur de 6 %.
Le secteur « agriculture urbaine » a vu se développer, depuis 2016, des entreprises de conception, aménagement et entretien de potagers urbains.
Depuis 2021, MonacoTech, établi à Monaco, facilite les démarches des entreprises à l’international.

### Immobilier

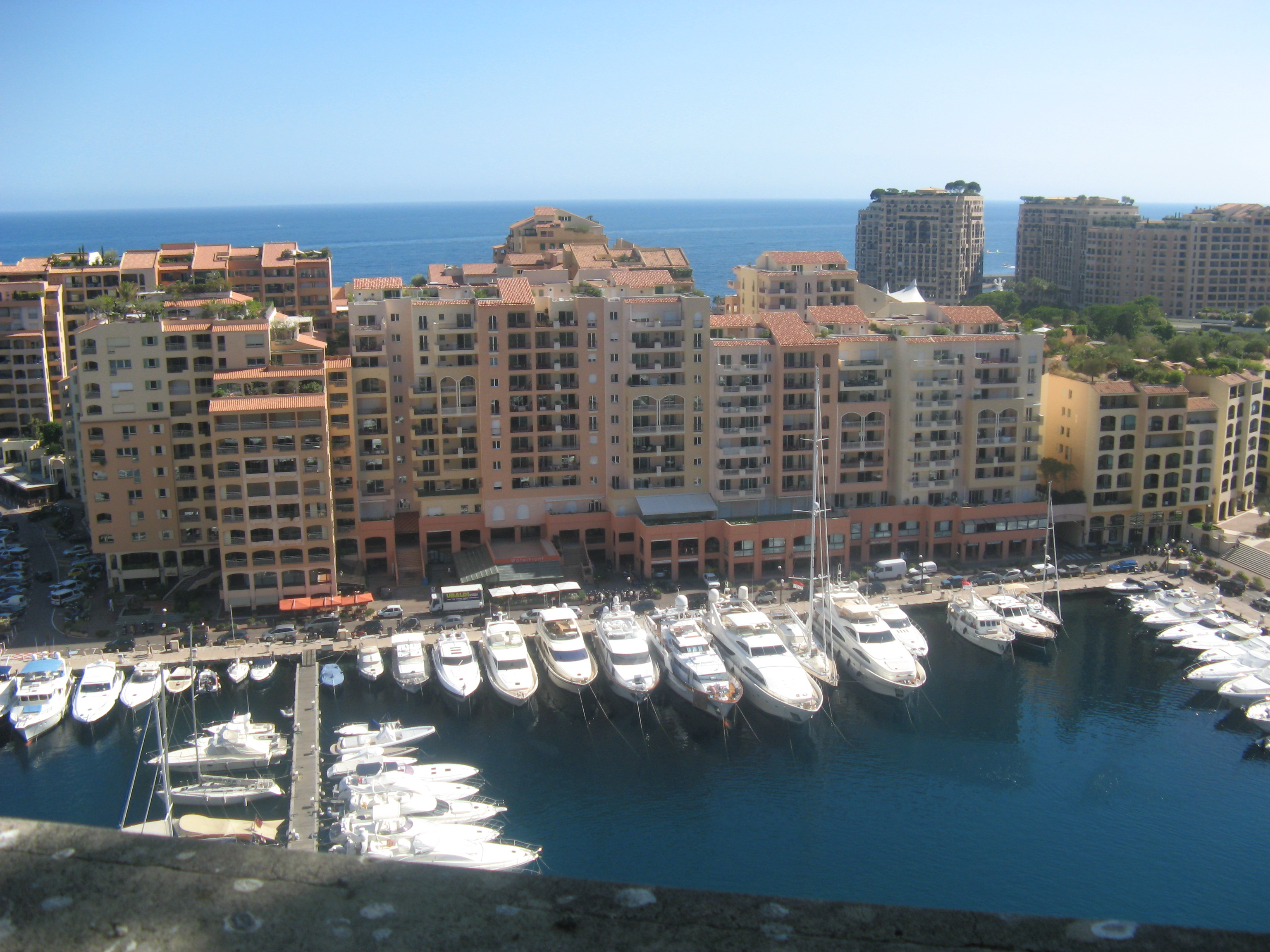
Le quartier de Fontvieille.

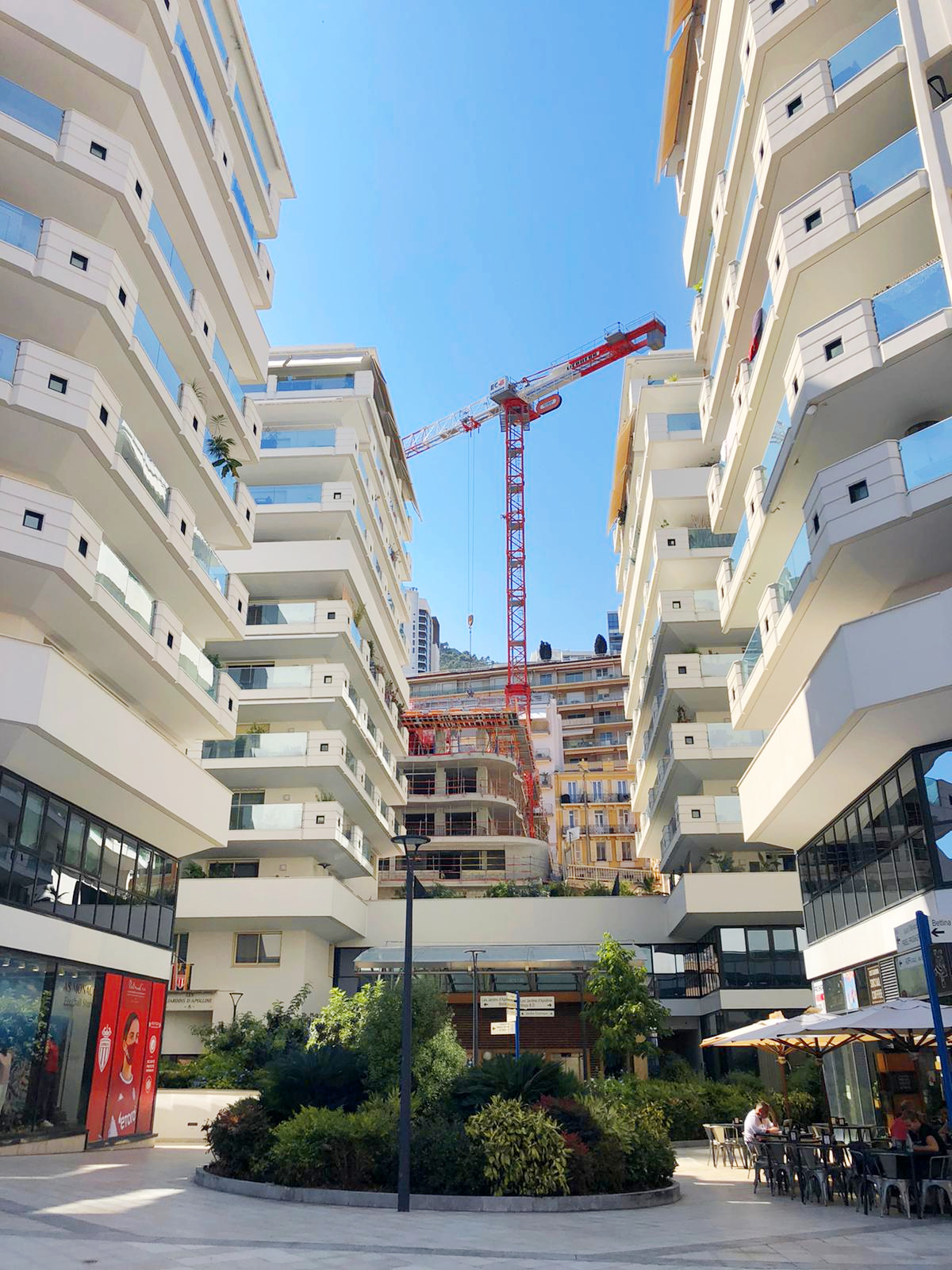
La résidence Les Jardins d'Apolline, vue de la rue de la Colle, construite par le groupe JB Pastor de 2009 à 2013 (Opération Rainier III). Composée de quatre immeubles d'appartements situés Promenade Honoré II, elle remplace lHôtel Terminus de 1975 et les résidences Les Genévriers, Les Lavandes, et Les Lentisques, toutes également construites en 1975.

D'après le classement du groupe immobilier Knight Frank et de la banque Citi Private Bank, établi en 2007, Monaco est la deuxième ville la plus chère du monde (derrière Londres) en ce qui concerne les prix de l'immobilier (35 000 euros par mètre carré dans les quartiers les plus chics, comme le Carré d'Or à Monte-Carlo).
En 2012, le prix moyen au mètre carré pour les résidences anciennes (hors secteur protégé) se situe autour de 15 000 euros, contre 25 000 pour les immeubles plus récents autour du Carré d'Or, et plus de 35 000 euros pour les immeubles les plus prestigieux du Carré d'Or. Selon l'agence immobilière Engel & Völkers, l'avenue Princesse-Grace est l'artère la plus chère de la ville, les prix pouvant y atteindre 100 000 euros le mètre carré,.

### Industrie
Le premier employeur privé monégasque est la SBM Offshore, ingénieuriste du pétrole. L'industrie manufacturière compte pour 6,2 % du PIB de la principauté.
Gianfranco Bussotti invente en 1952 le premier oxymètre et crée la société SAFAS. De nombreuses inventions de l'entreprise serviront le domaine médical à travers le monde.
De nombreuses start-up font leur apparition pour proposer des alternatives écologiques et développer l'activité locale.

### Tourisme

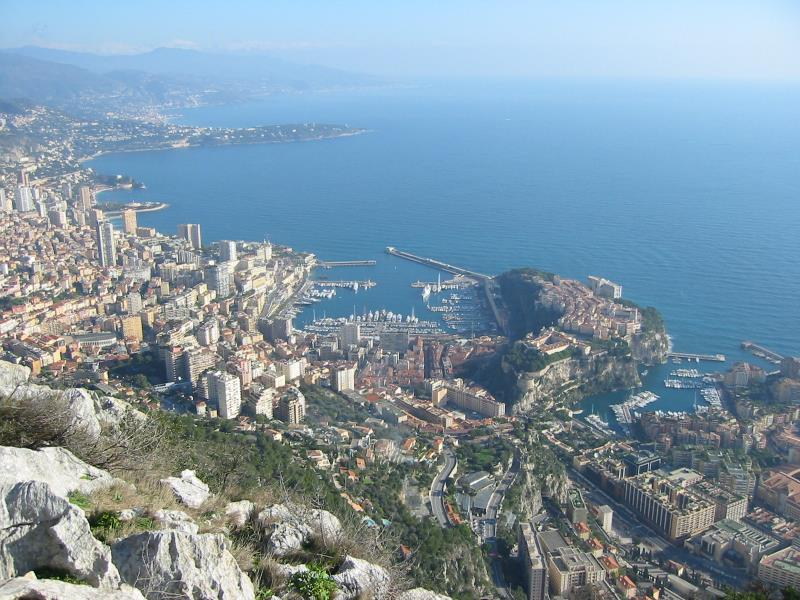
Vue sur Monaco.

La situation géographique de Monaco ainsi que son climat méditerranéen ont fait de la principauté une destination prisée des touristes. Le secteur hôtelier propose plus de 2 800 chambres et a réalisé un total de 900 000 nuitées en 2006 : 19 % d'Italiens, 18 % de Français, 15 % de Britanniques, 13 % de Nord-Américains, 5 % d'Allemands, 4 % de Russes. Le tourisme a toujours été orienté principalement vers la clientèle de luxe, attirée par les nombreuses manifestations sportives et culturelles et les casinos (dont le casino de Monte-Carlo) mais le secteur touristique s'est récemment redéployé vers le tourisme d'affaire, de congrès et de séminaires qui représente aujourd'hui 25 % des nuitées.
Le tourisme génère environ 25 % des revenus de la principauté et le chiffre d'affaires du secteur hôtelier a été de 357 millions d'euros en 2005.

### Investissements à l'étranger
La principauté possède des infrastructures portuaires en Italie, gérées par Aleco Keusseoglou, le président de la Société d’exploitation des ports de Monaco :
- à Vintimille (178 anneaux) depuis 2014 ;
- à Rome.

### Délinquance financière
En 2024, le Groupe d'action financière place Monaco sur liste grise en raison d'un « manque d'efforts en matière de lutte contre le blanchiment d'argent et de fraude fiscale commis à l'étranger, de saisie des avoirs criminels à l'étranger, de niveau des ressources attribuées aux magistrats, d'application de sanctions efficaces et dissuasives et de saisie des biens soupçonnés de provenir d'activités criminelles ». Le gouvernement princier a alors réitéré sa volonté de collaborer avec le GAFI et Moneyval pour marquer des progrès significatifs d'ici 2026.

## Culture locale et patrimoine

### Lieux et monuments
- auditorium Rainier III[réf. nécessaire] ;
- casino de Monte-Carlo ;
- Grimaldi Forum Monaco ;
- hôtel de Paris Monte-Carlo ;
- hôtel Hermitage Monte-Carlo ;
- jardin exotique de Monaco ;
- jardin japonais[réf. nécessaire] ;
- jardins Saint-Martin ;
- marché de la Condamine (place d'Armes) ;
- opéra de Monte-Carlo ;
- palais princier ;
- port de Fontvieille ;
- port Hercule ;
- stade Louis II.

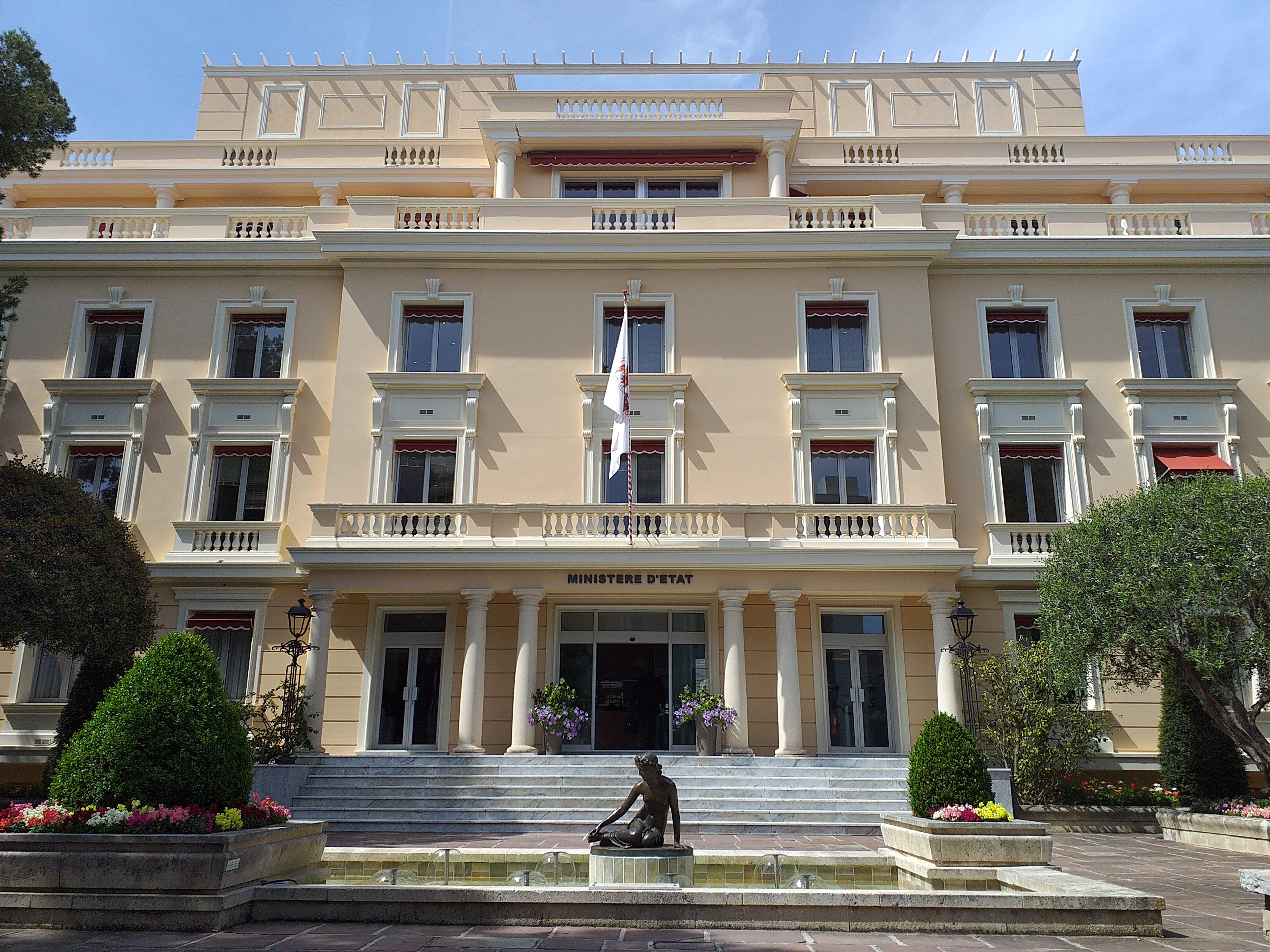
Ministère d'État.
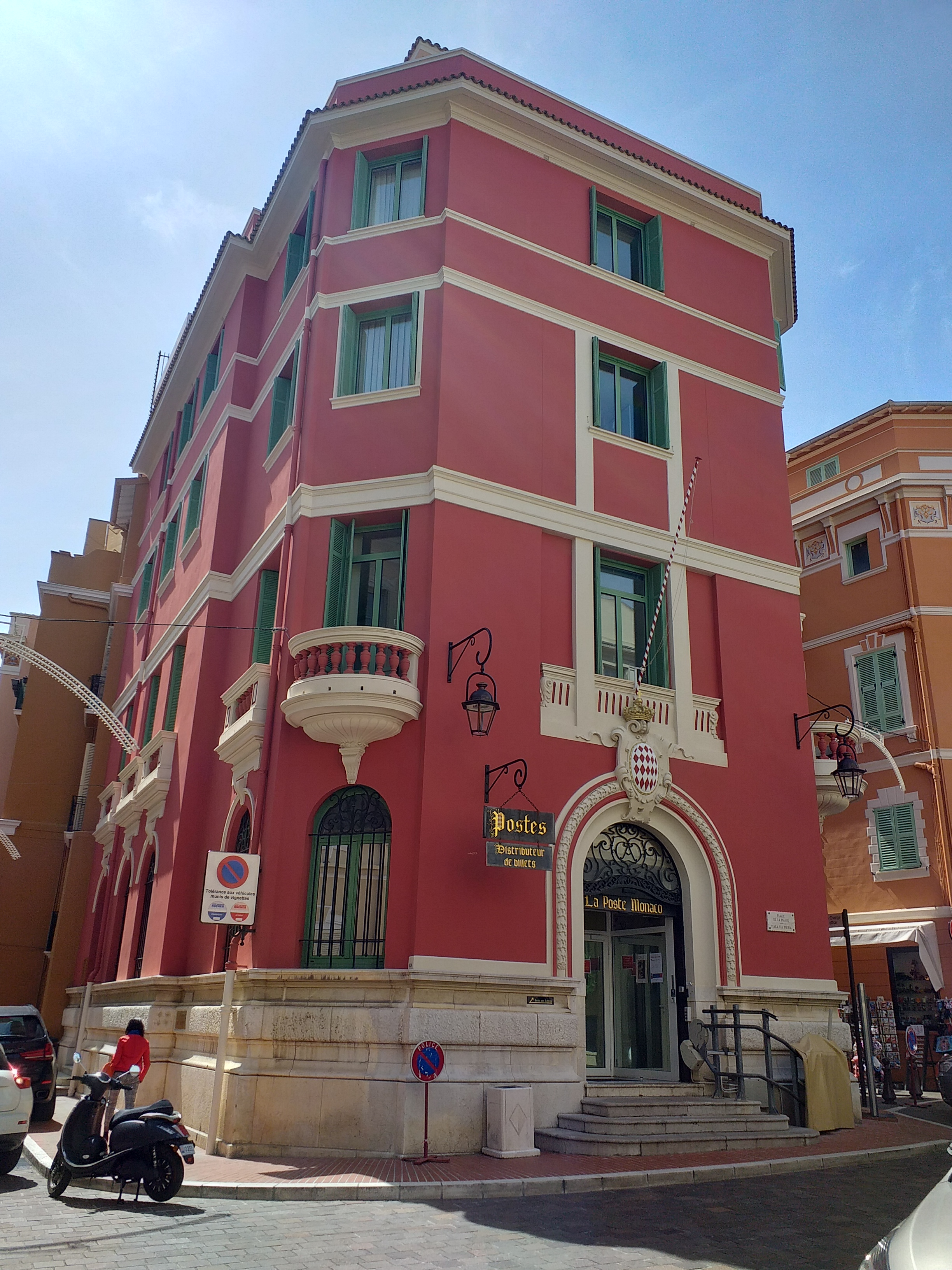
Le bureau de poste de Monaco-ville.
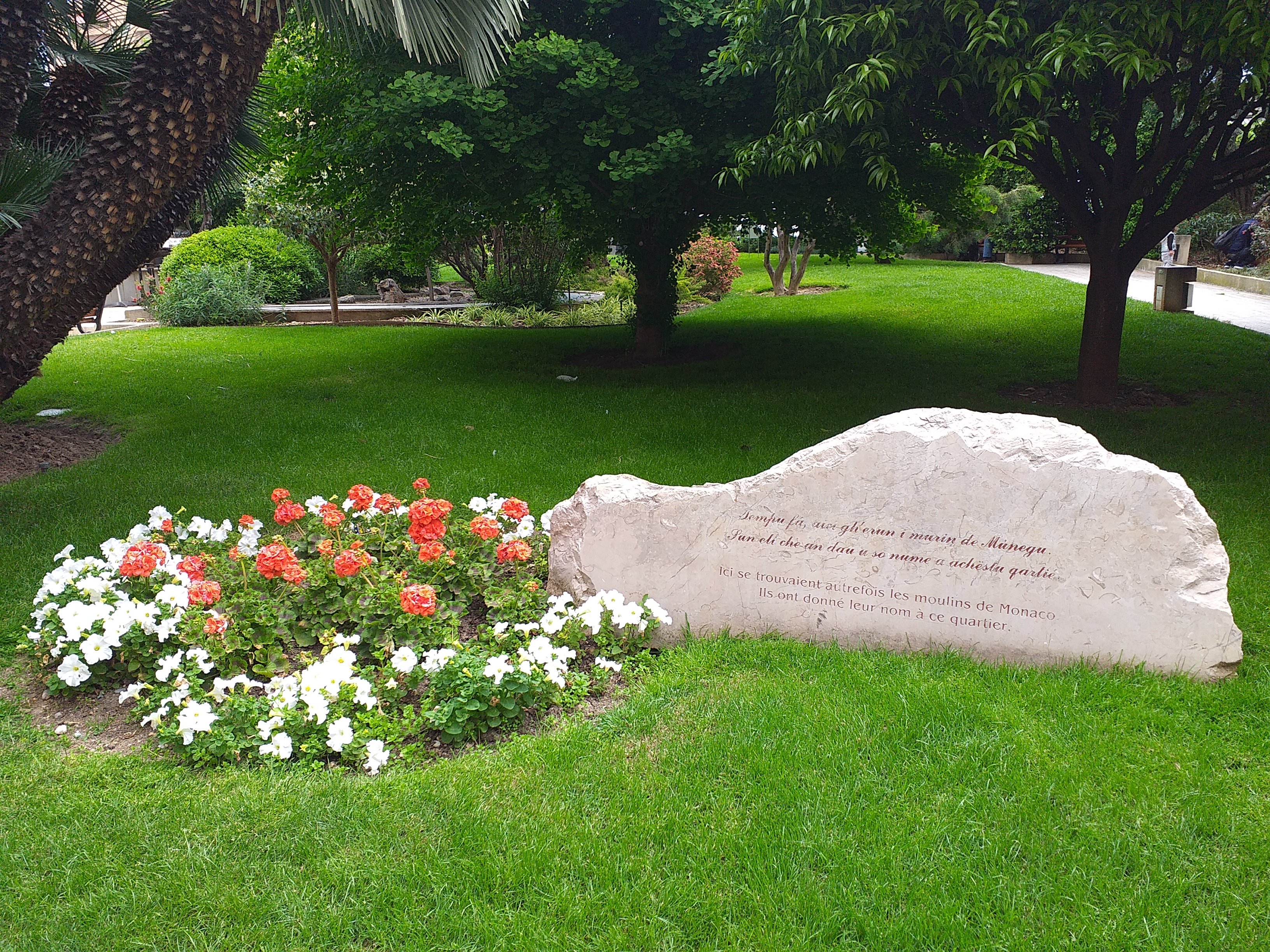
Emplacement des anciens moulins.

Édifices religieux
- Cathédrale Notre-Dame-Immaculée, 1903, avenue Saint-Martin ;
- chapelle de la Miséricorde de Monaco, 1646, place de la Mairie ;
- chapelle de l'Annonciade, (début XVIIIe siècle), avenue de l'Annonciade ;
- chapelle de la Visitation (fin XVIIe siècle)[208], place de la Visitation[209],[210] ;
- chapelle des Franciscains, avenue Roqueville[211] ;
- chapelle Notre-Dame-de-Lorette, rue des Remparts[réf. nécessaire] ;
- chapelle Saint-Honoré (début XIXe siècle, restaurée 1968), avenue des Pins[212] ;
- chapelle palatine Saint-Jean-Baptiste (XVIIe siècle), place du Palais[213] ;
- église du Sacré-Cœur de Monaco (1929), quartier Moneghetti, chemin de la Turbie[214] ;
- église Saint-Charles de Monte-Carlo (1883), place Saint-Charles ;
- église Sainte-Dévote (1870, construite à l'emplacement d'une chapelle du XIe siècle), place Sainte-Dévote ;
- église Saint-Martin (1976), quartier Plati, avenue Crovette-Frères ;
- église Saint-Nicolas de Fontvieille (1989), place du Campanin ;
- église Saint Paul's, avenue de Grande-Bretagne[215] ;
- église Sainte-Thérèse de Monaco, dite Chapelle des Carmes (1913, reconstruite en 2002), boulevard d'Italie ;
- synagogue de Monaco, avenue de la Costa.
- temple du culte antoiniste (dédicacé en décembre 1913), 48 boulevard du Jardin-Exotique[216] ;
- temple protestant, rue Louis-Notari[217] et son orgue de Giovanni Tamburini (1857–1942), organiste italien.

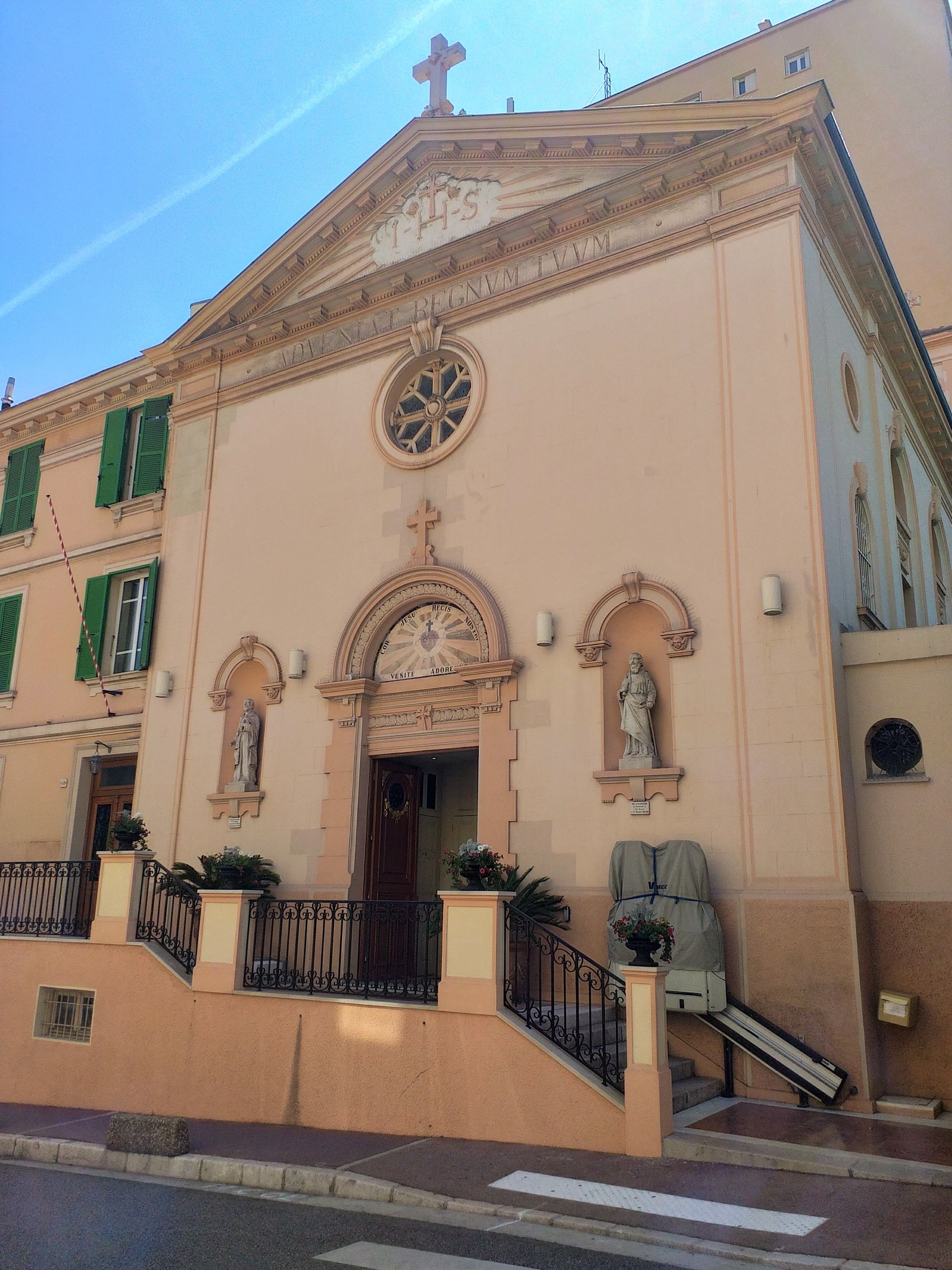
Église du Sacré-Cœur de Monaco.
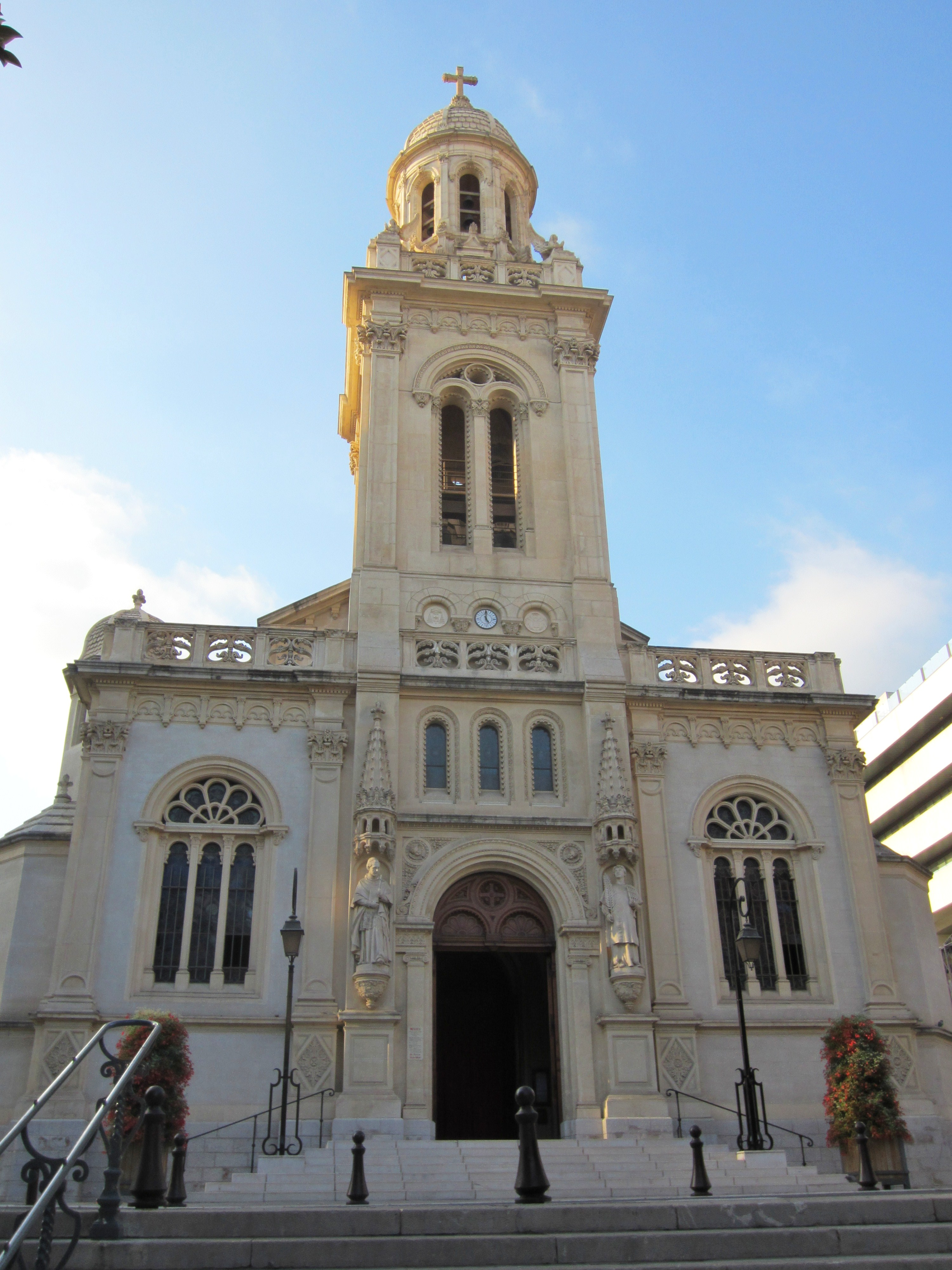
Église Saint-Charles de Monte-Carlo.
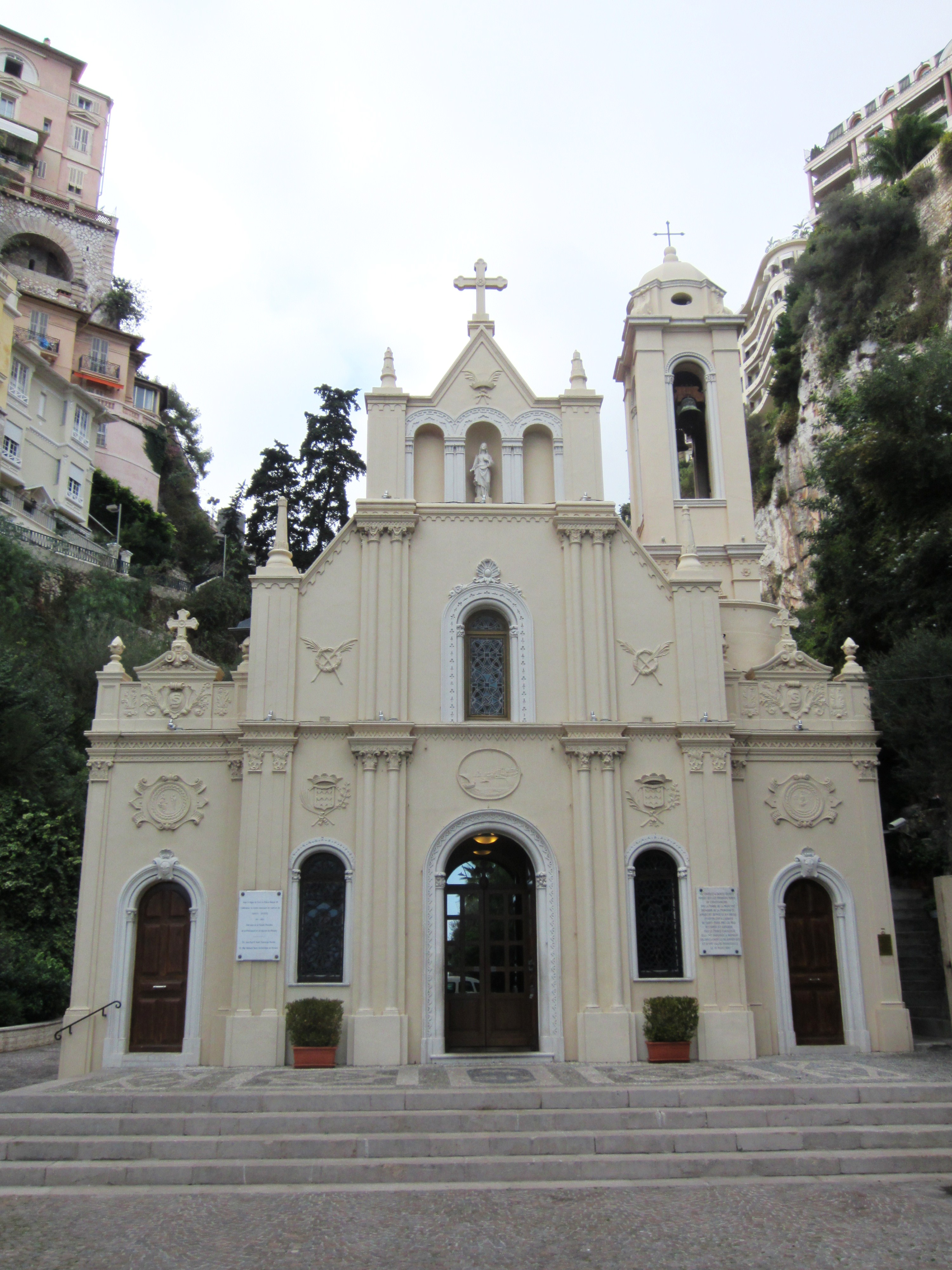
Église Sainte-Dévote.
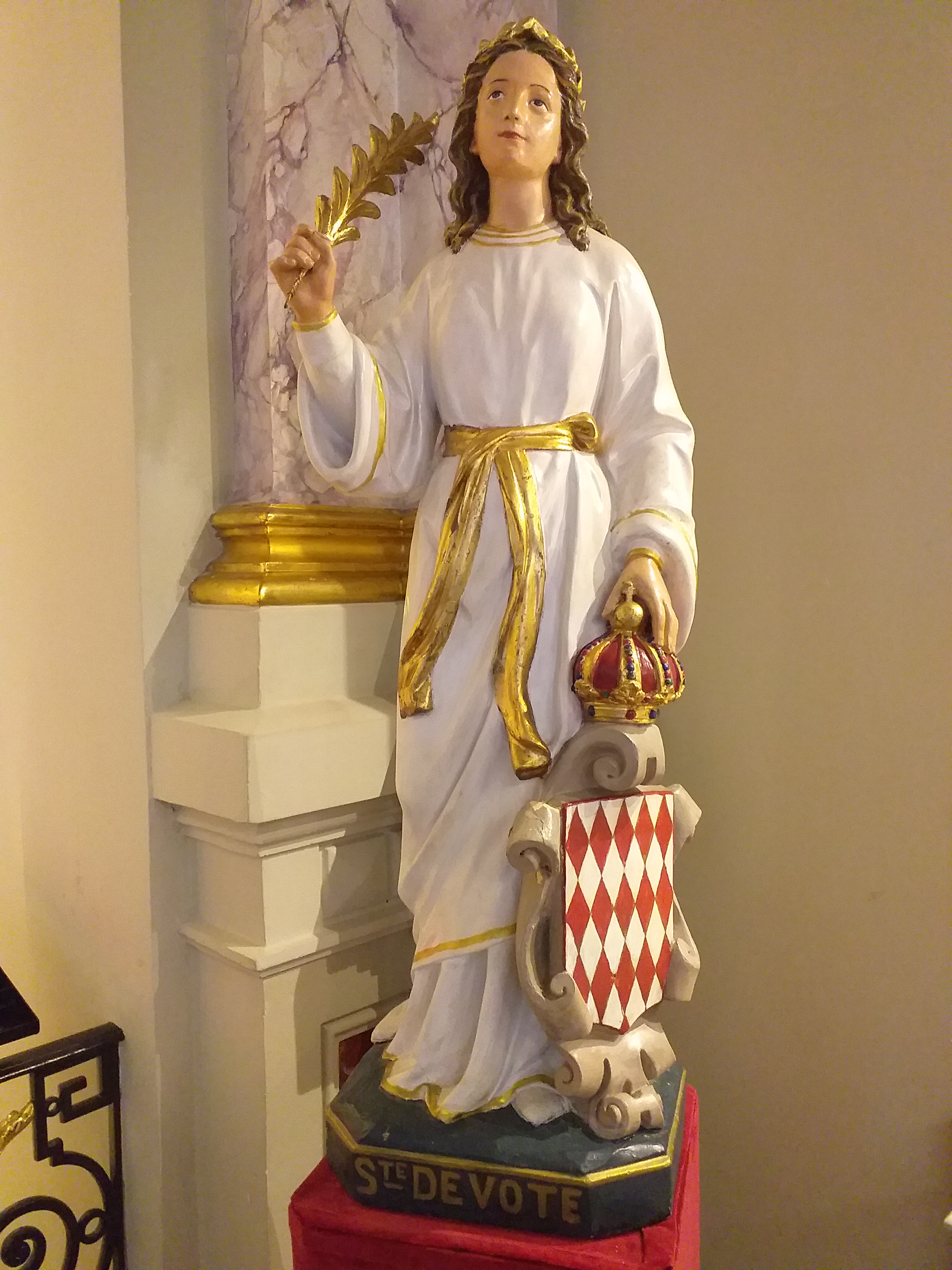
Statue de sainte Dévote, patronne de Monaco.
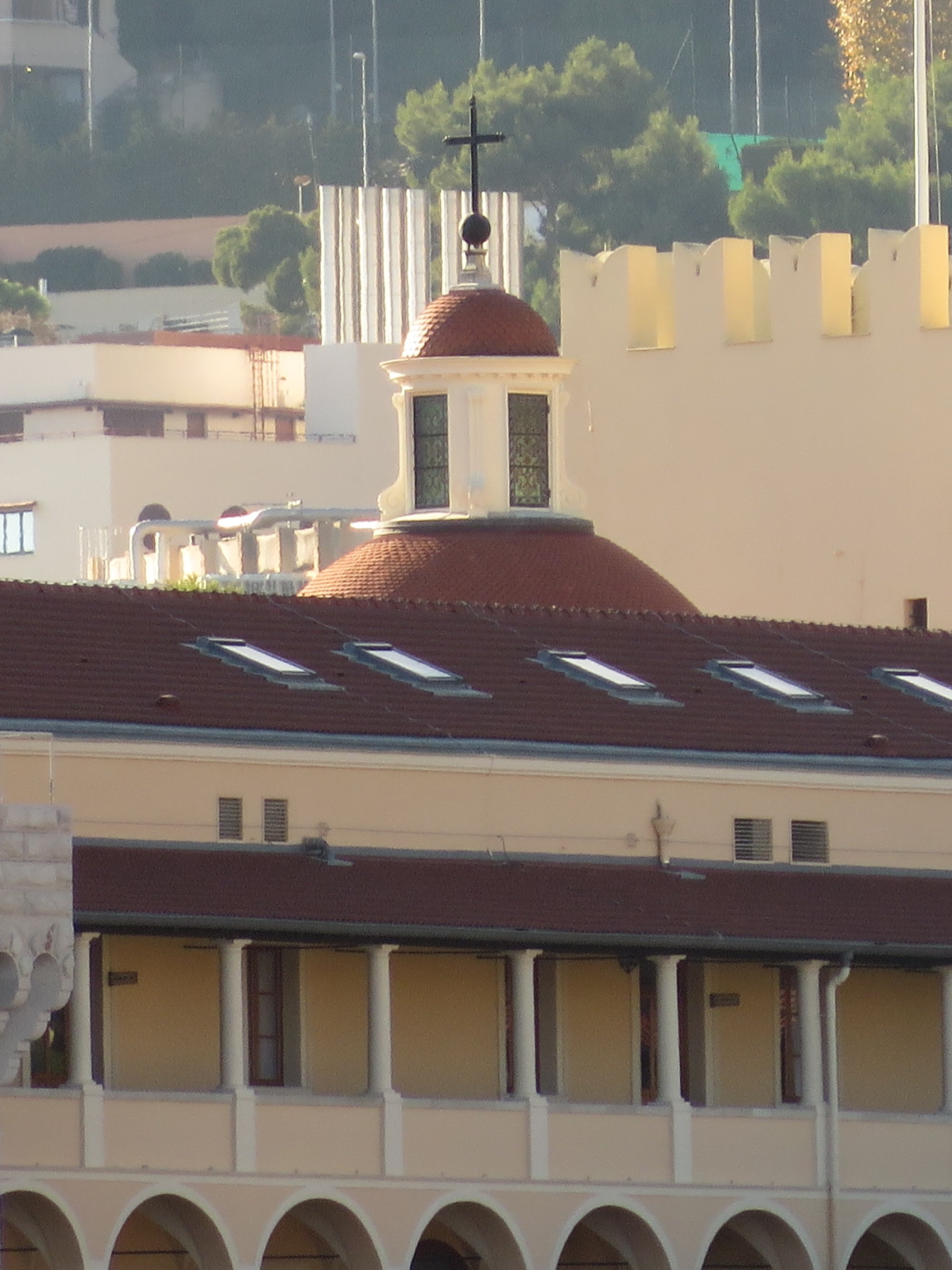
Chapelle palatine Saint-Jean-Baptiste.
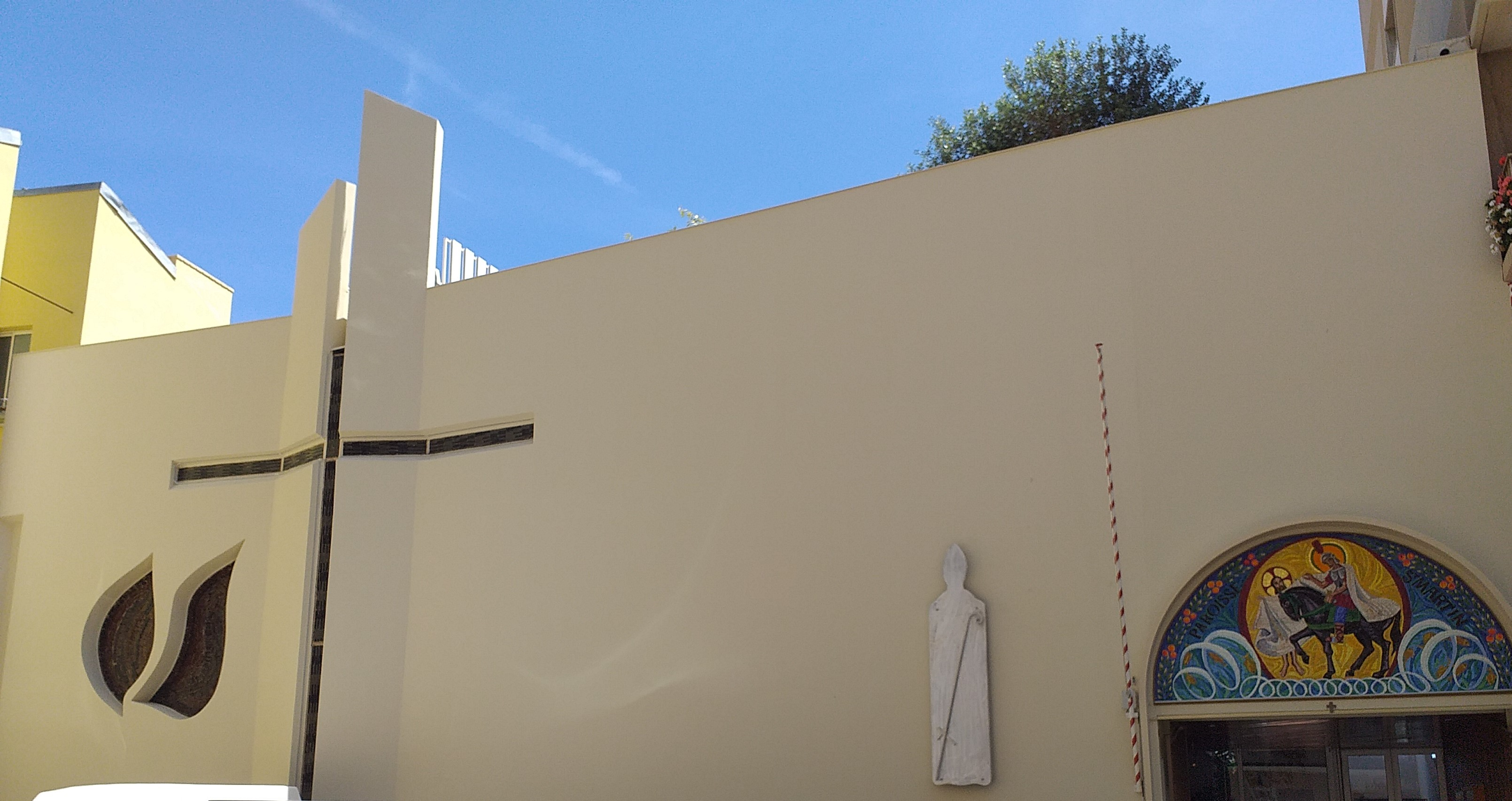
Église Saint-Martin.
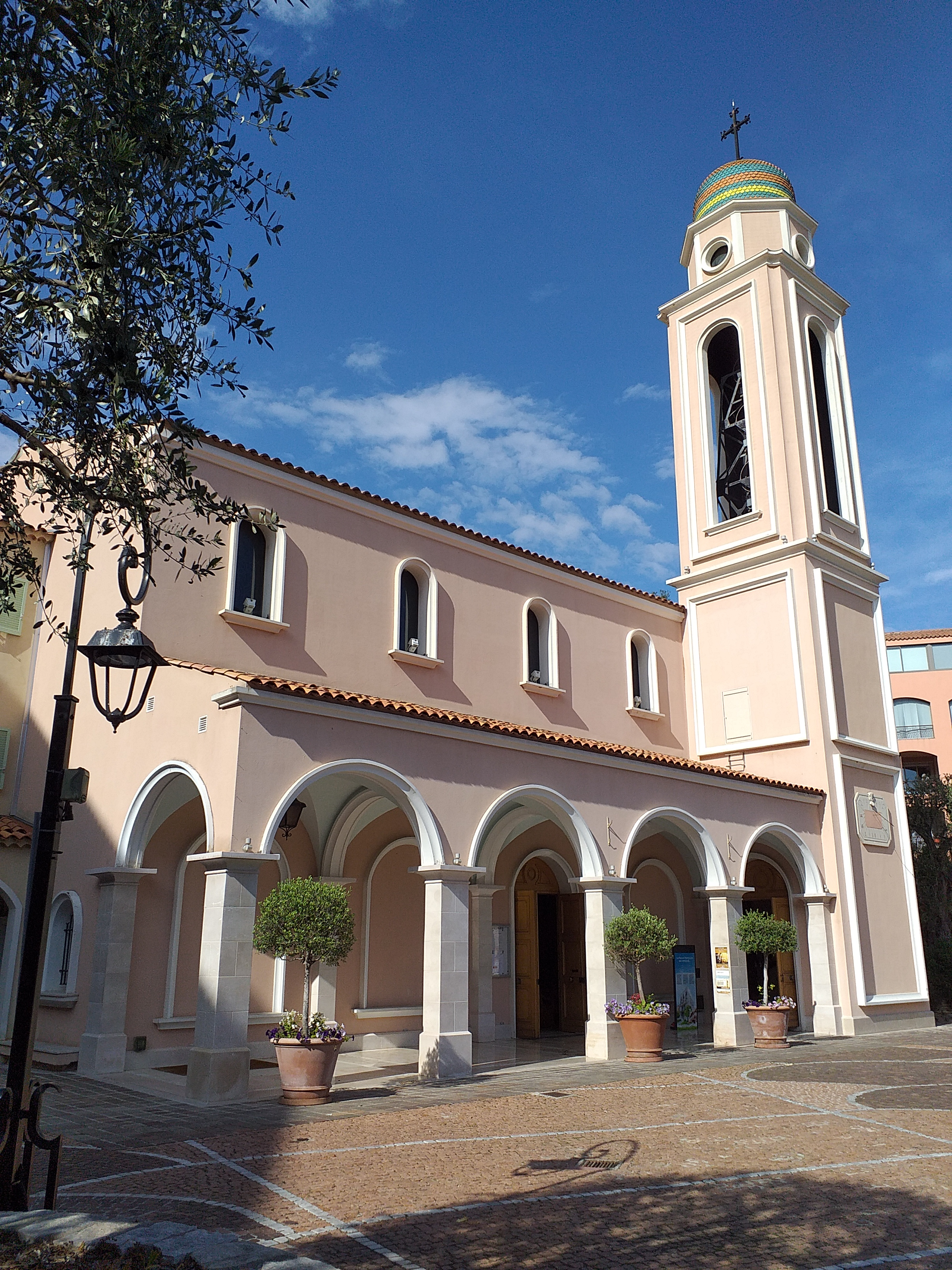
Église Saint-Nicolas de Fontvieille.
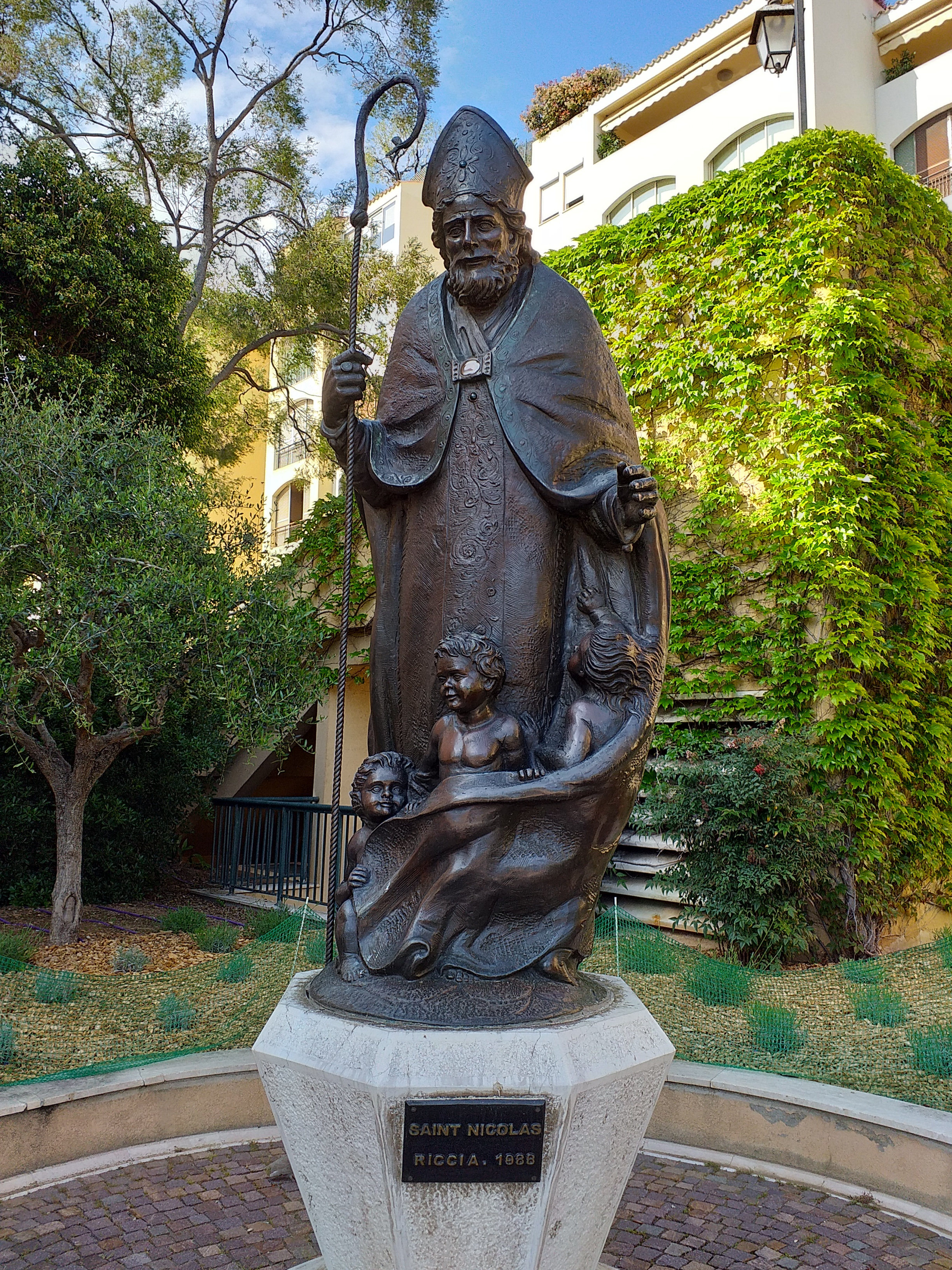
Statue de saint Nicolas (Monaco).
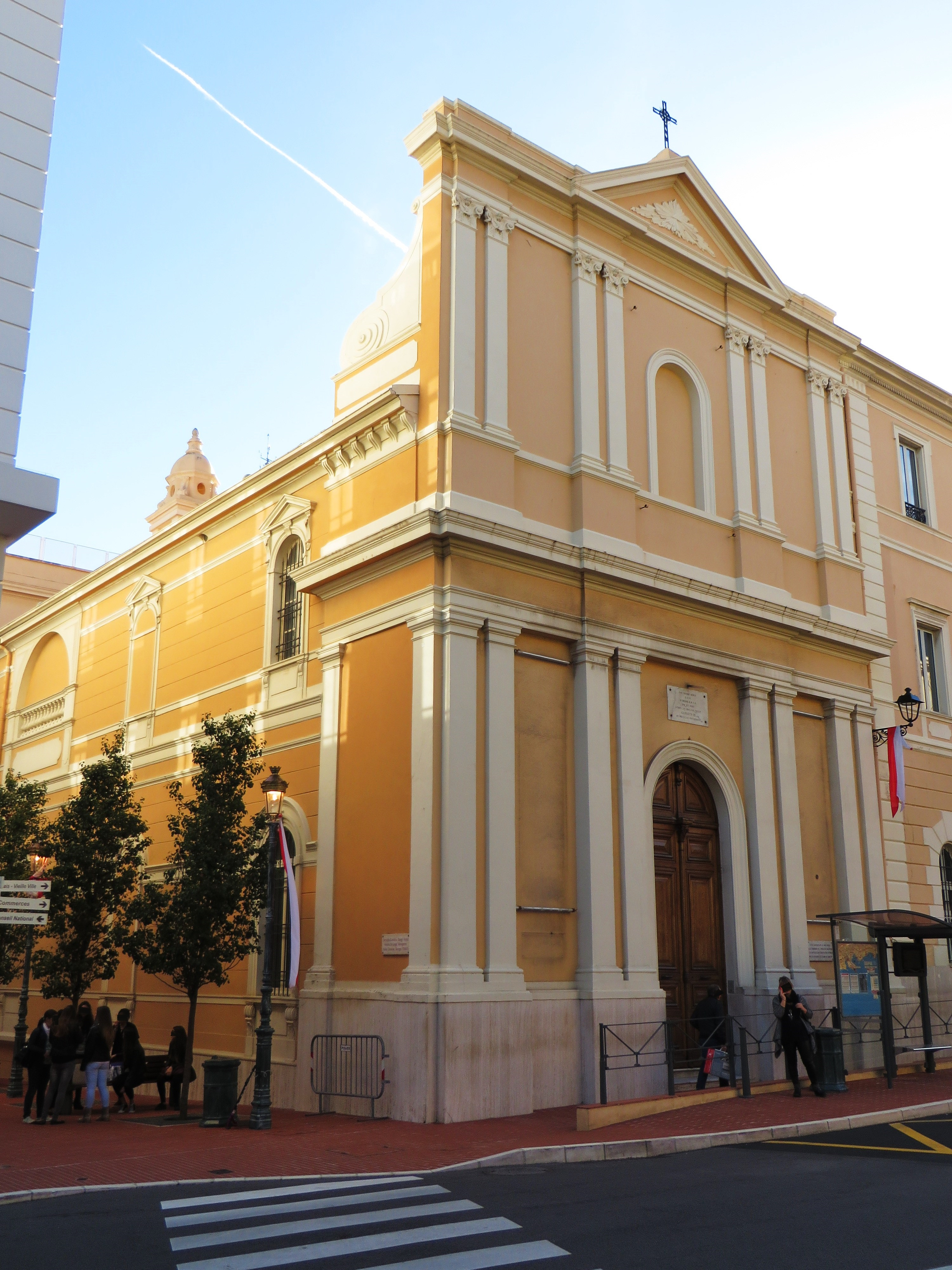
Chapelle de la Visitation.
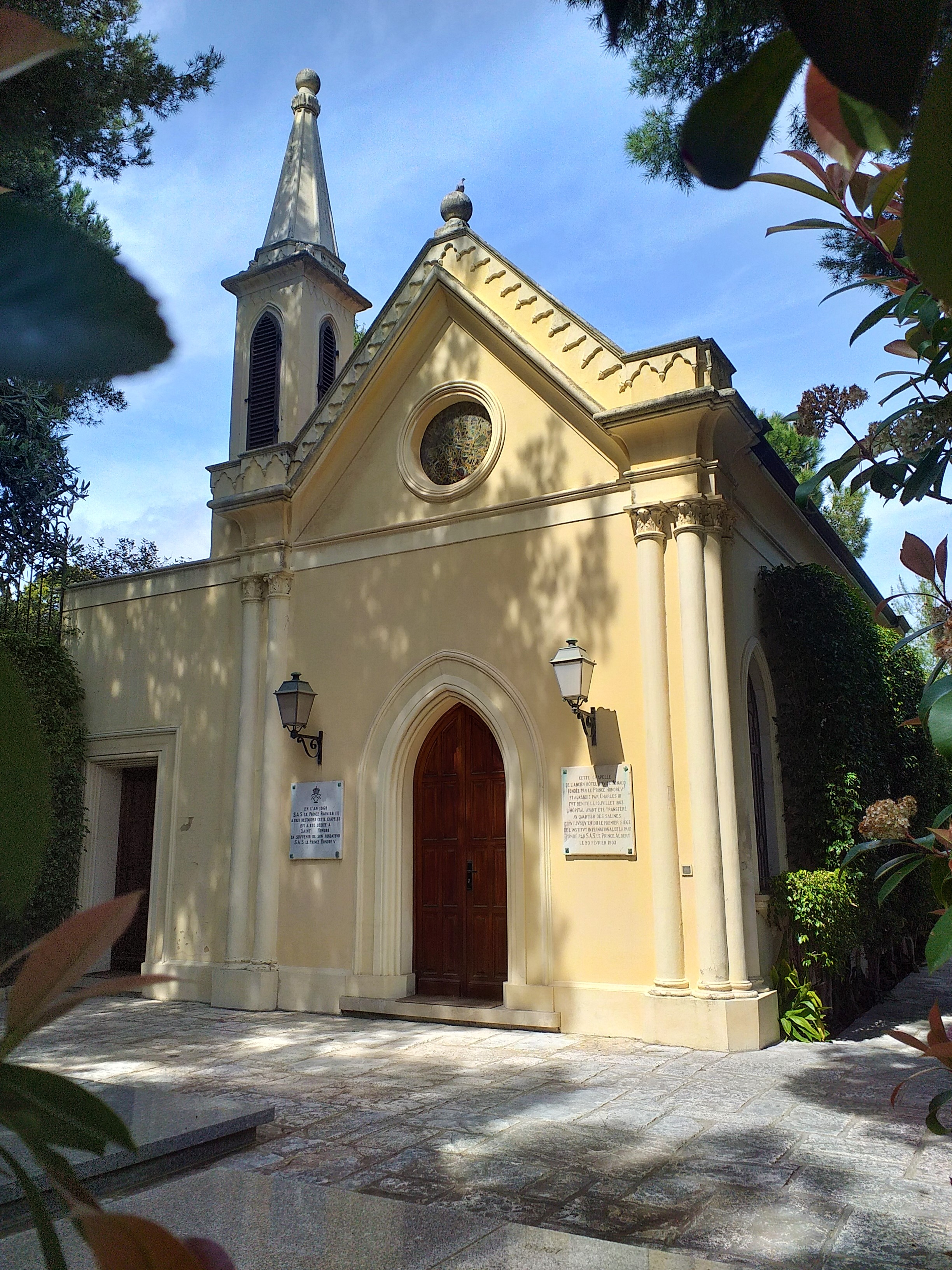
Chapelle Saint-Honoré.
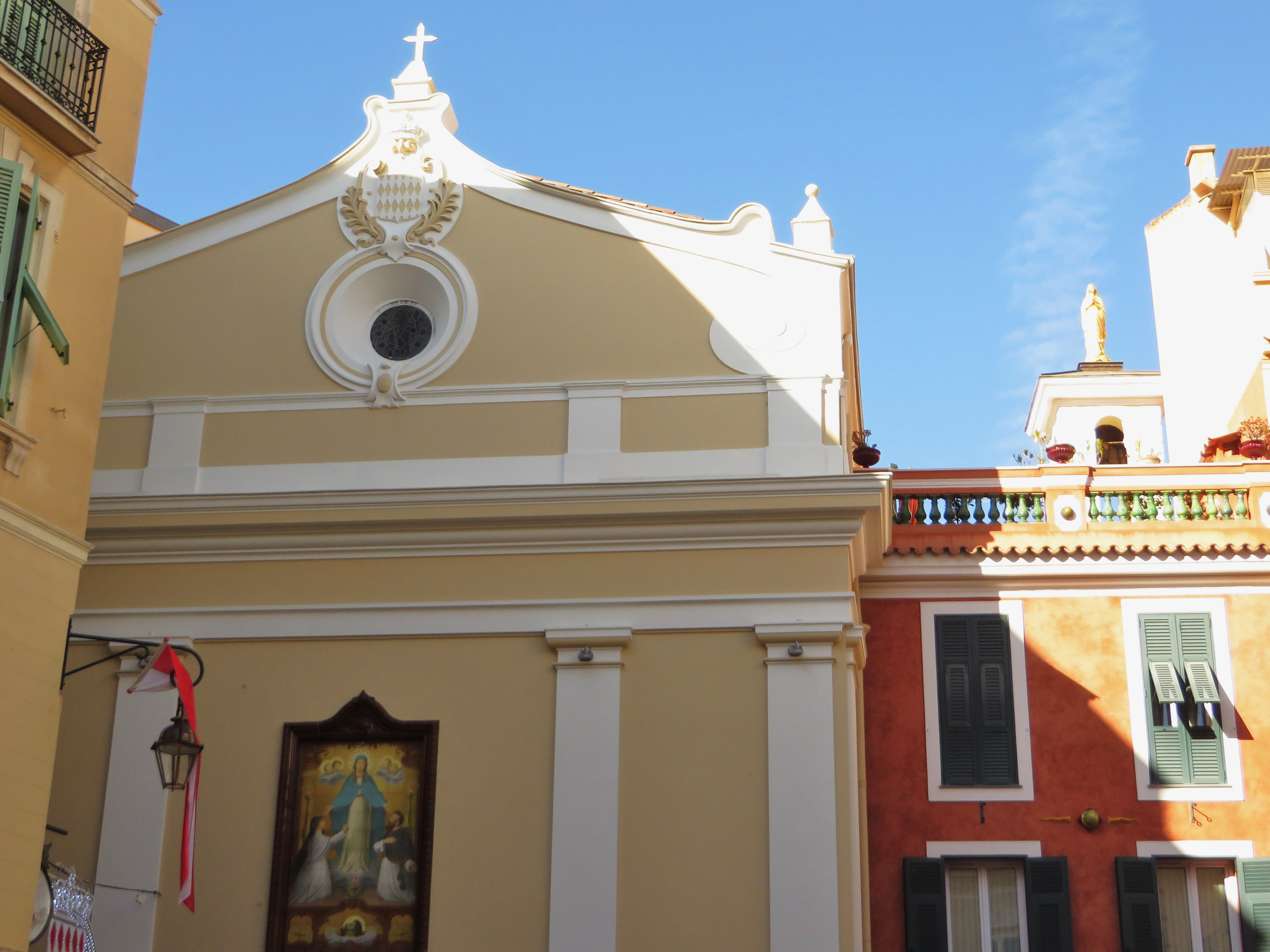
Chapelle de la Miséricorde.
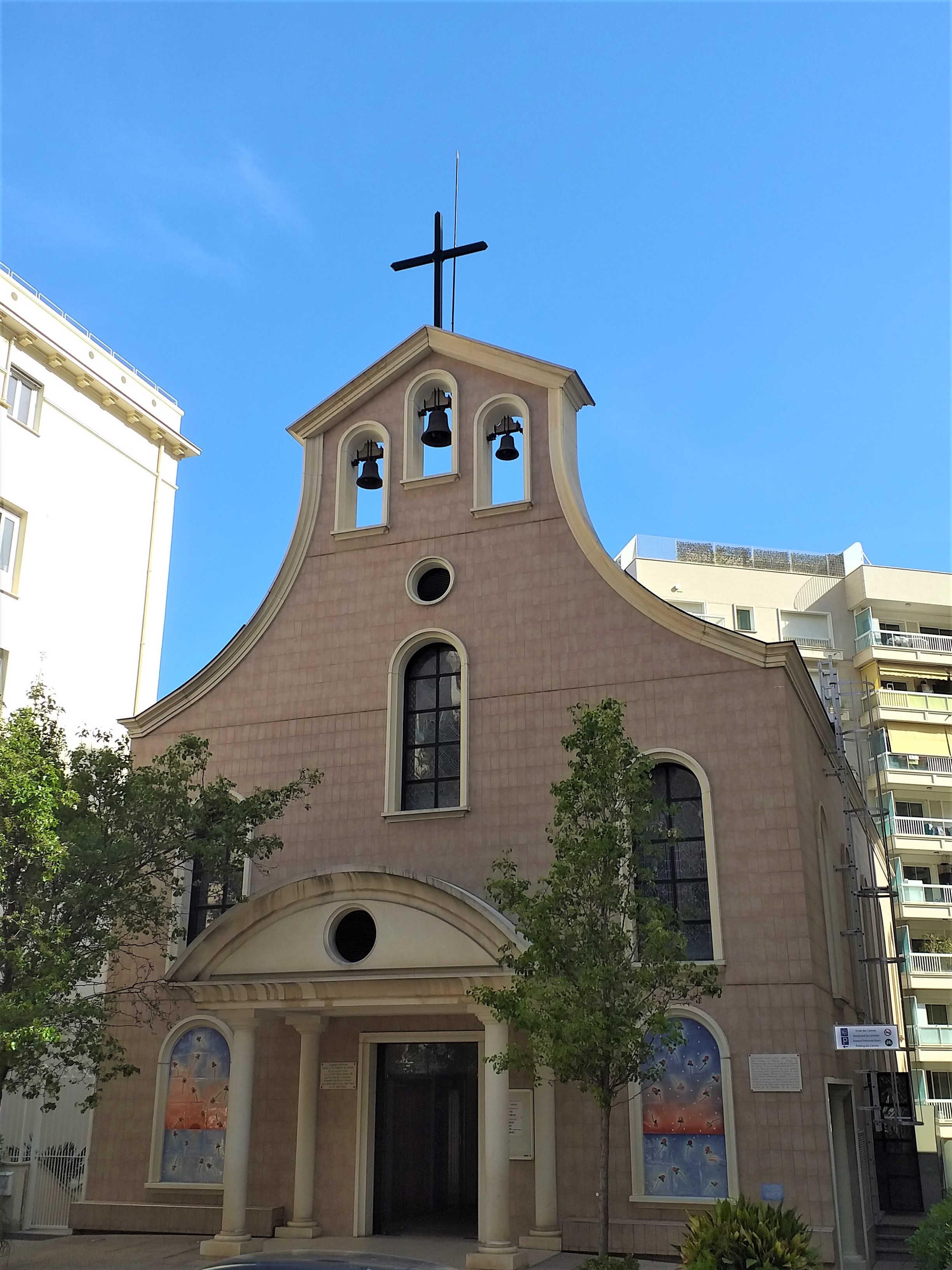
Chapelle des Carmes.
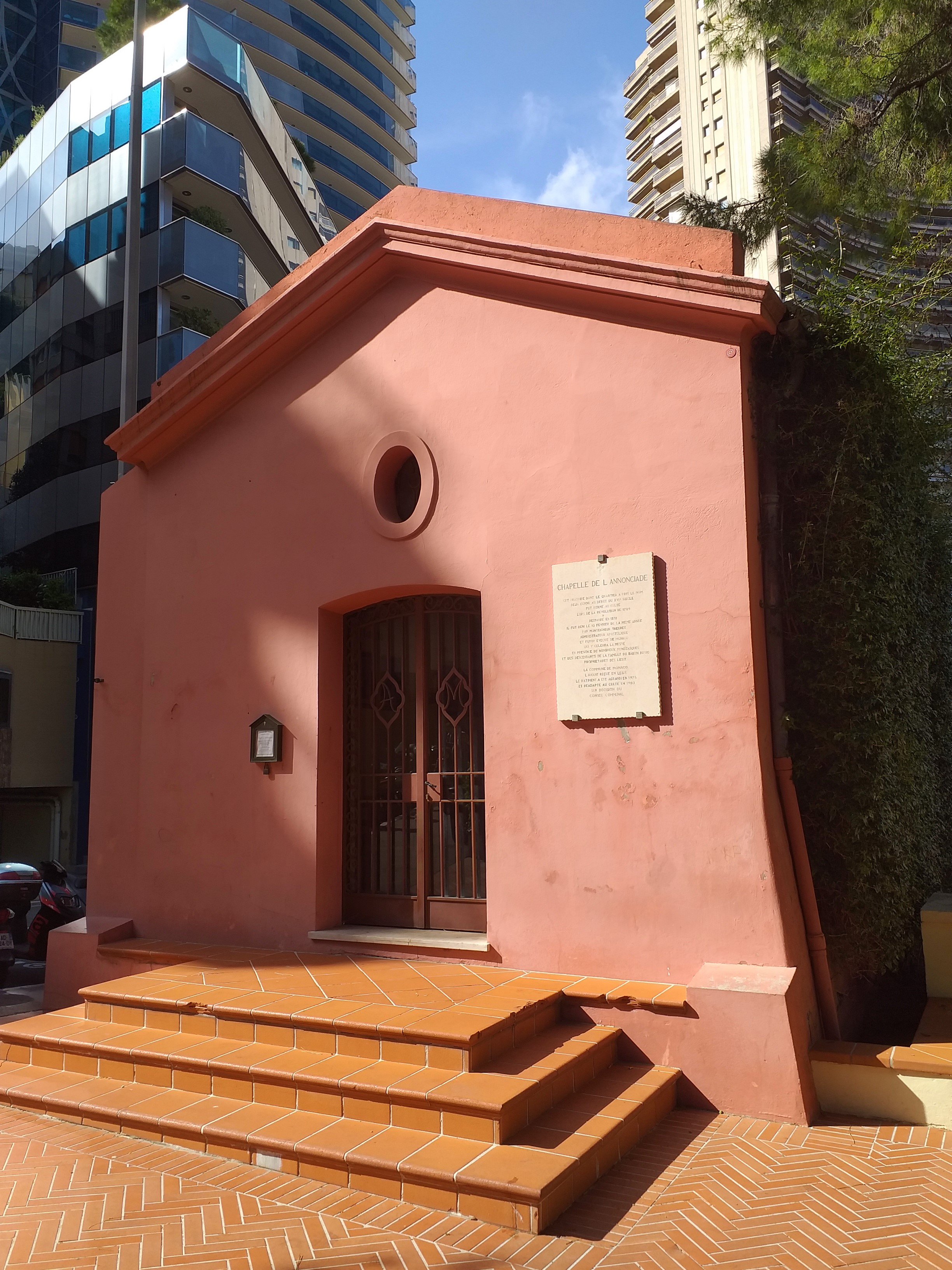
Chapelle de l'Annonciade.
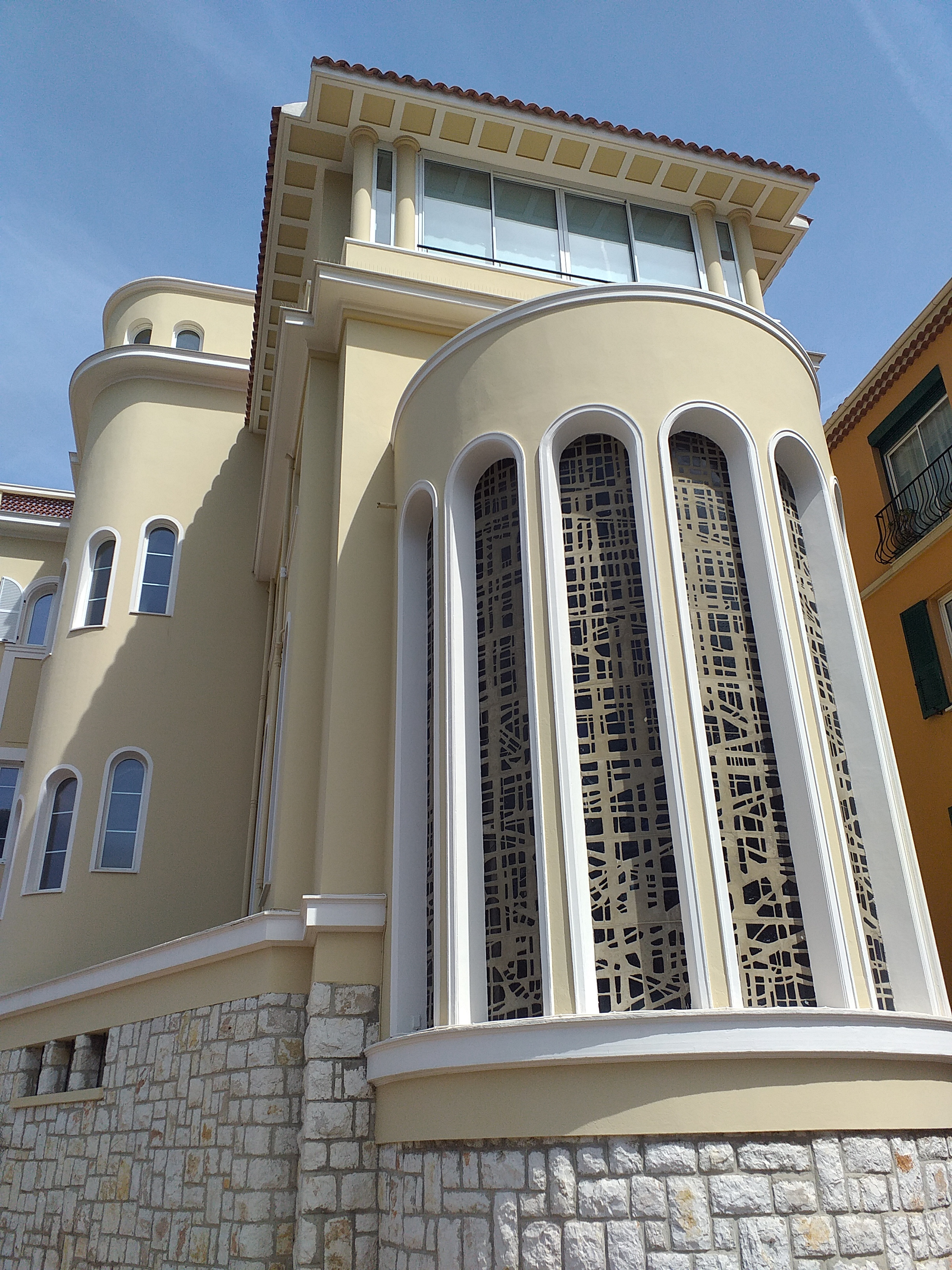
Chapelle Notre-Dame-de-Lorette.
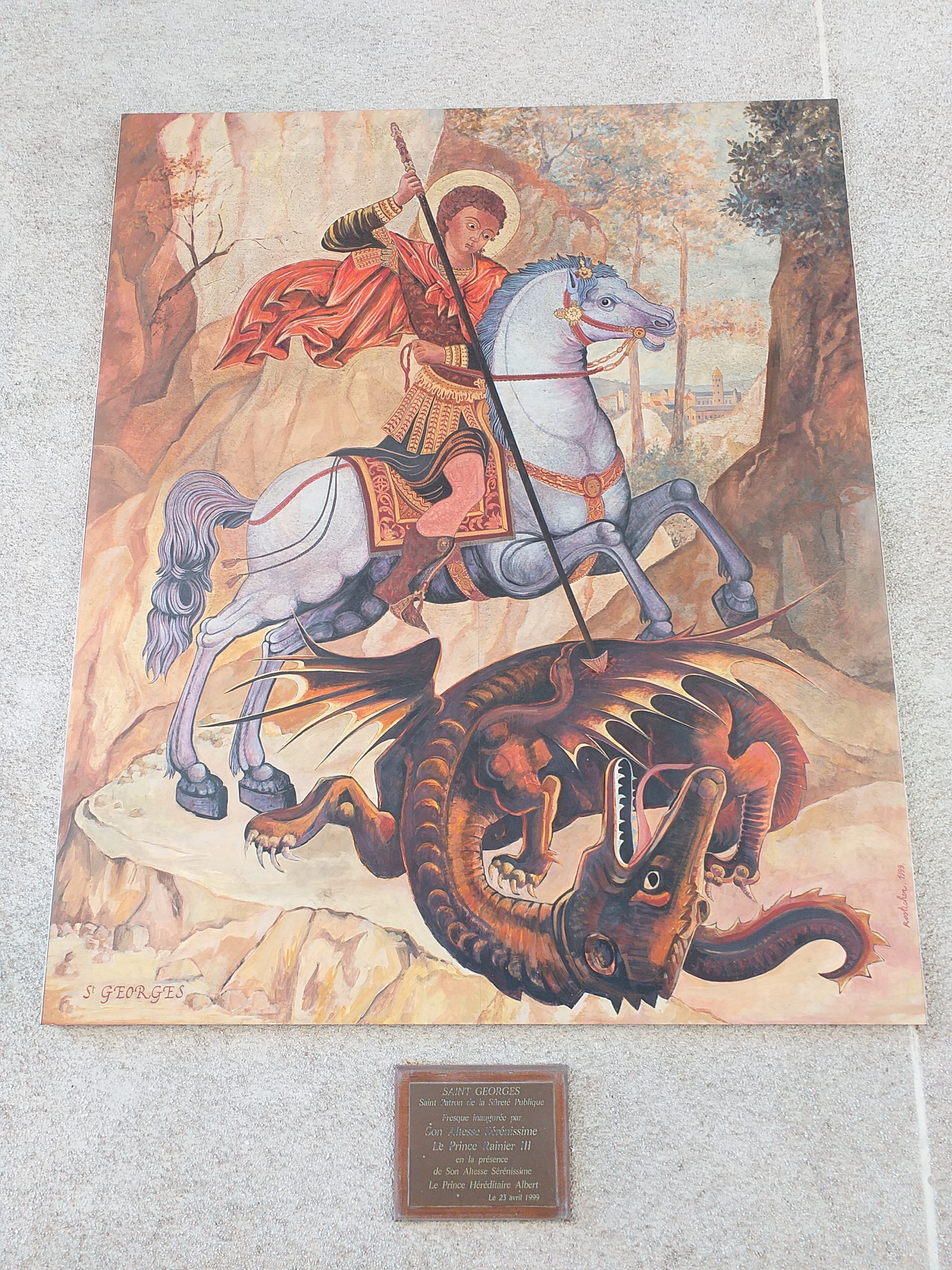
Saint-Georges, saint patron de la sûreté de Monaco.
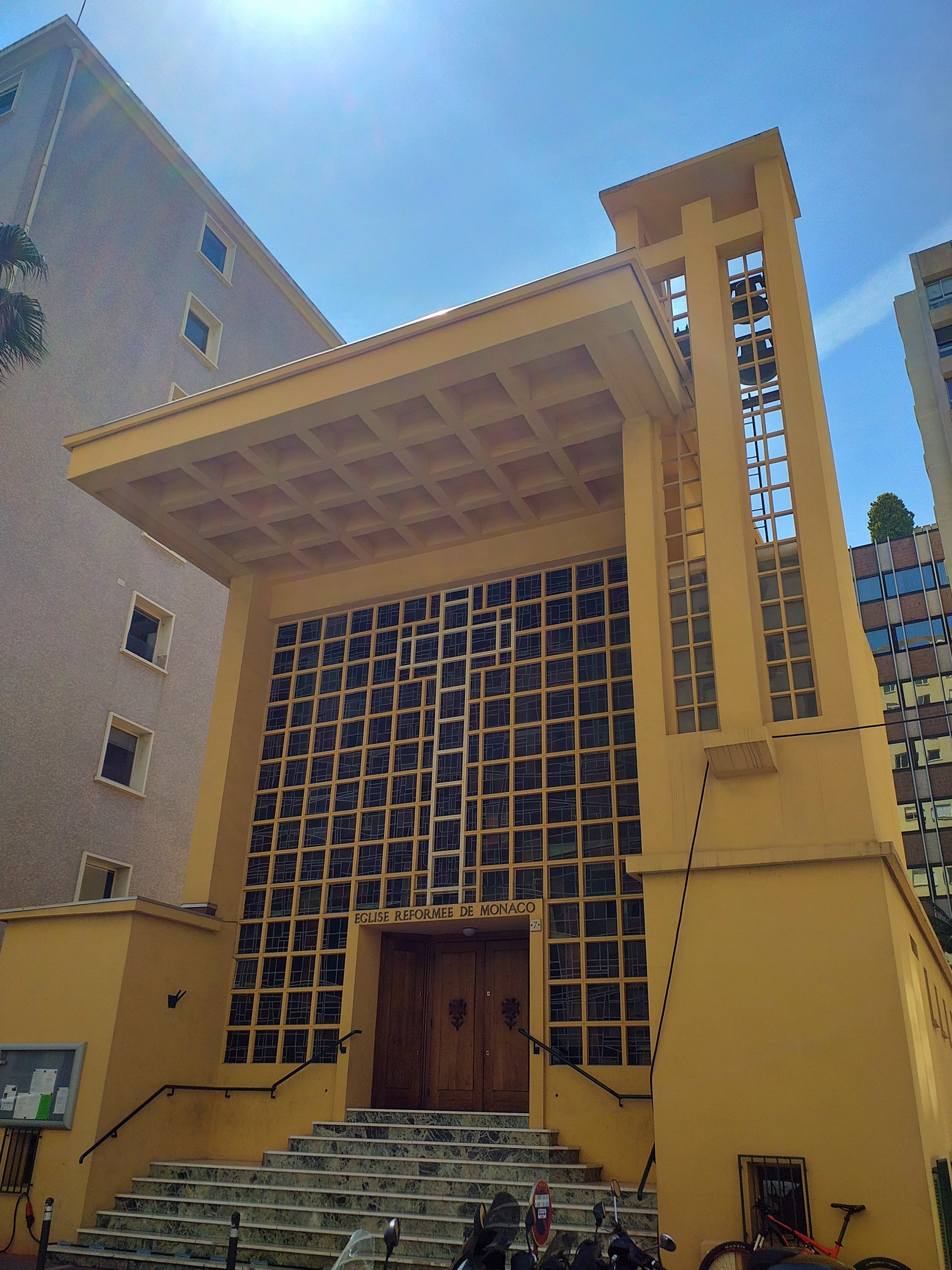
Temple protestant de Monaco.
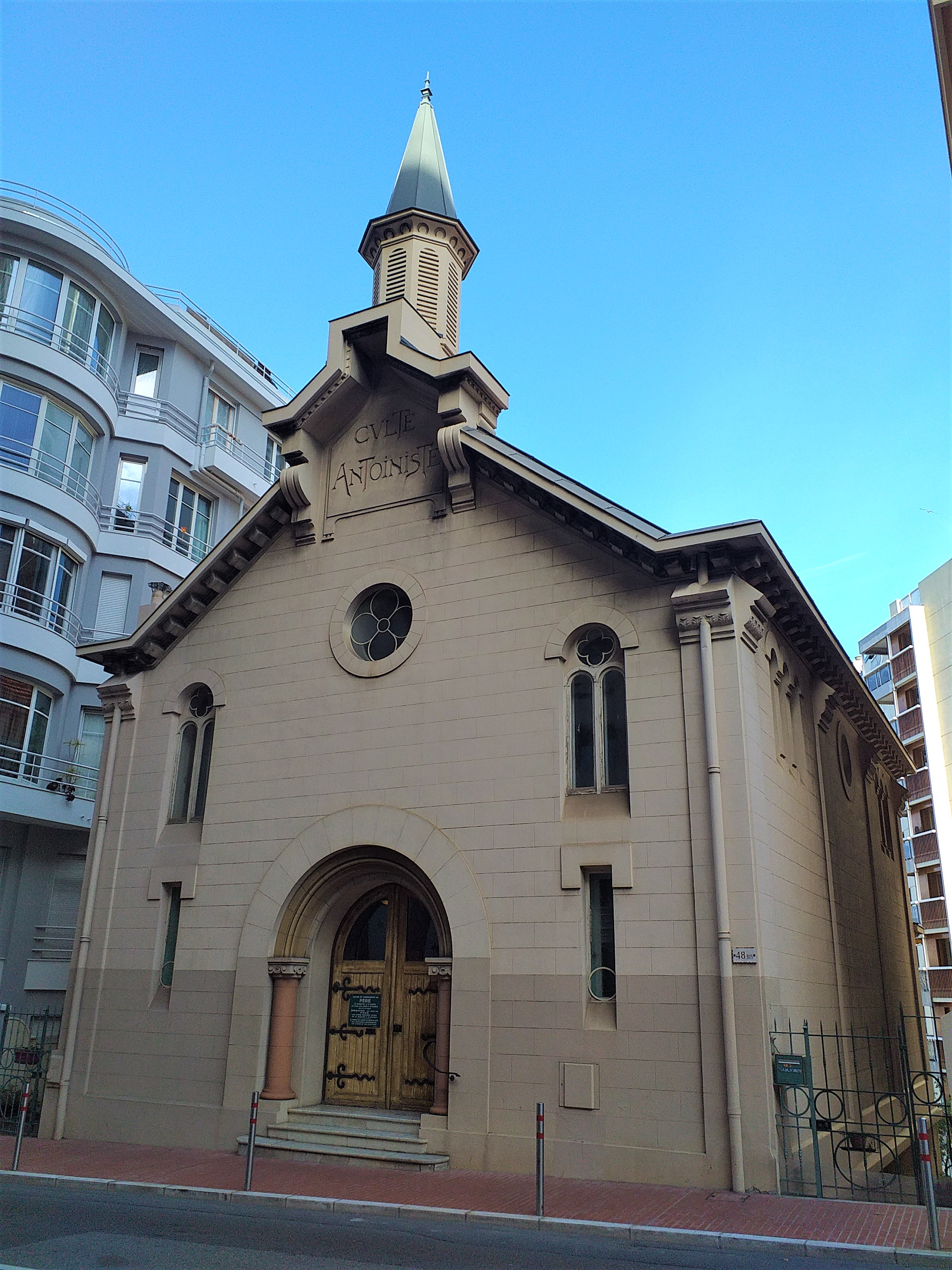
Temple du culte antoiniste.
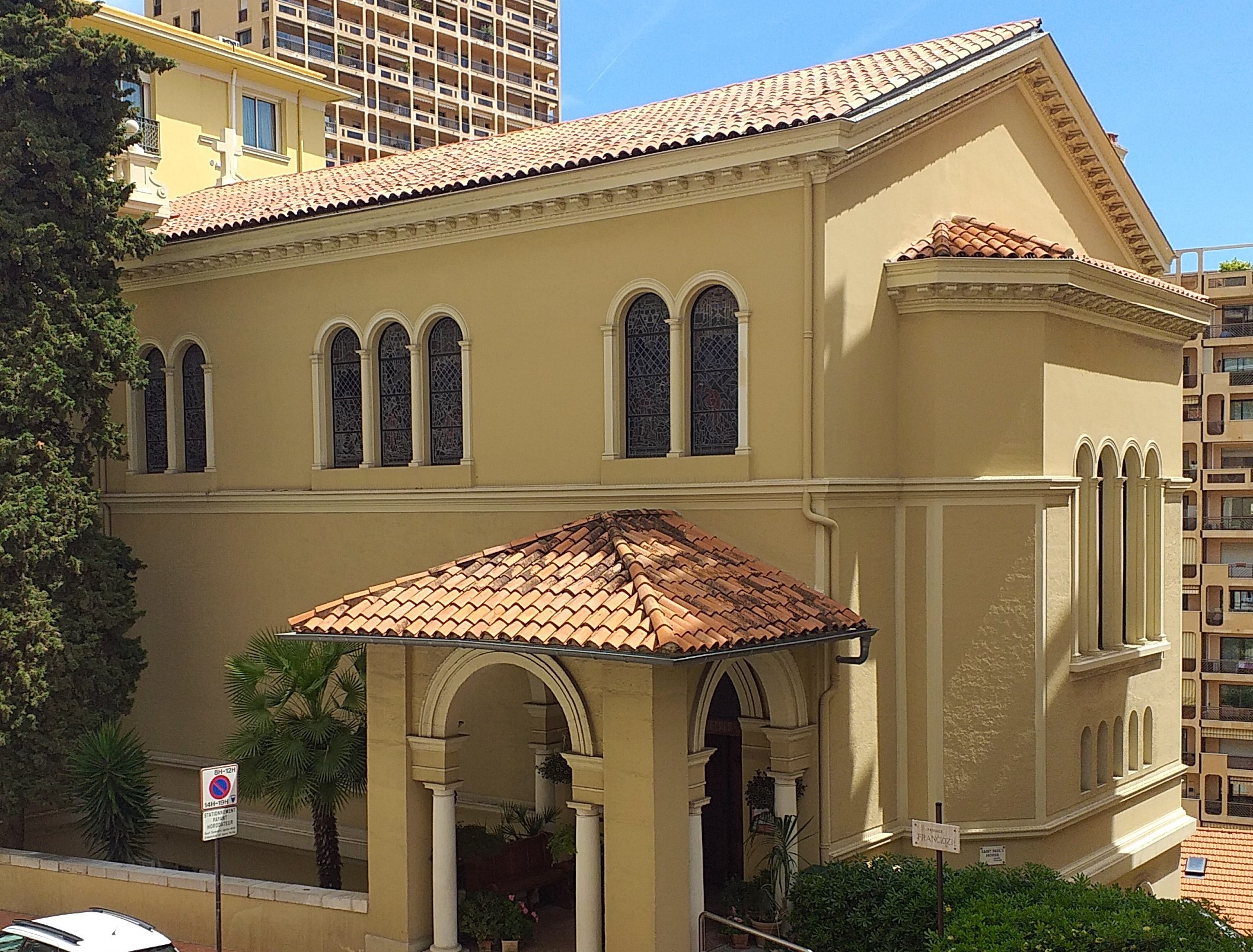
Église anglicane Saint Paul's.
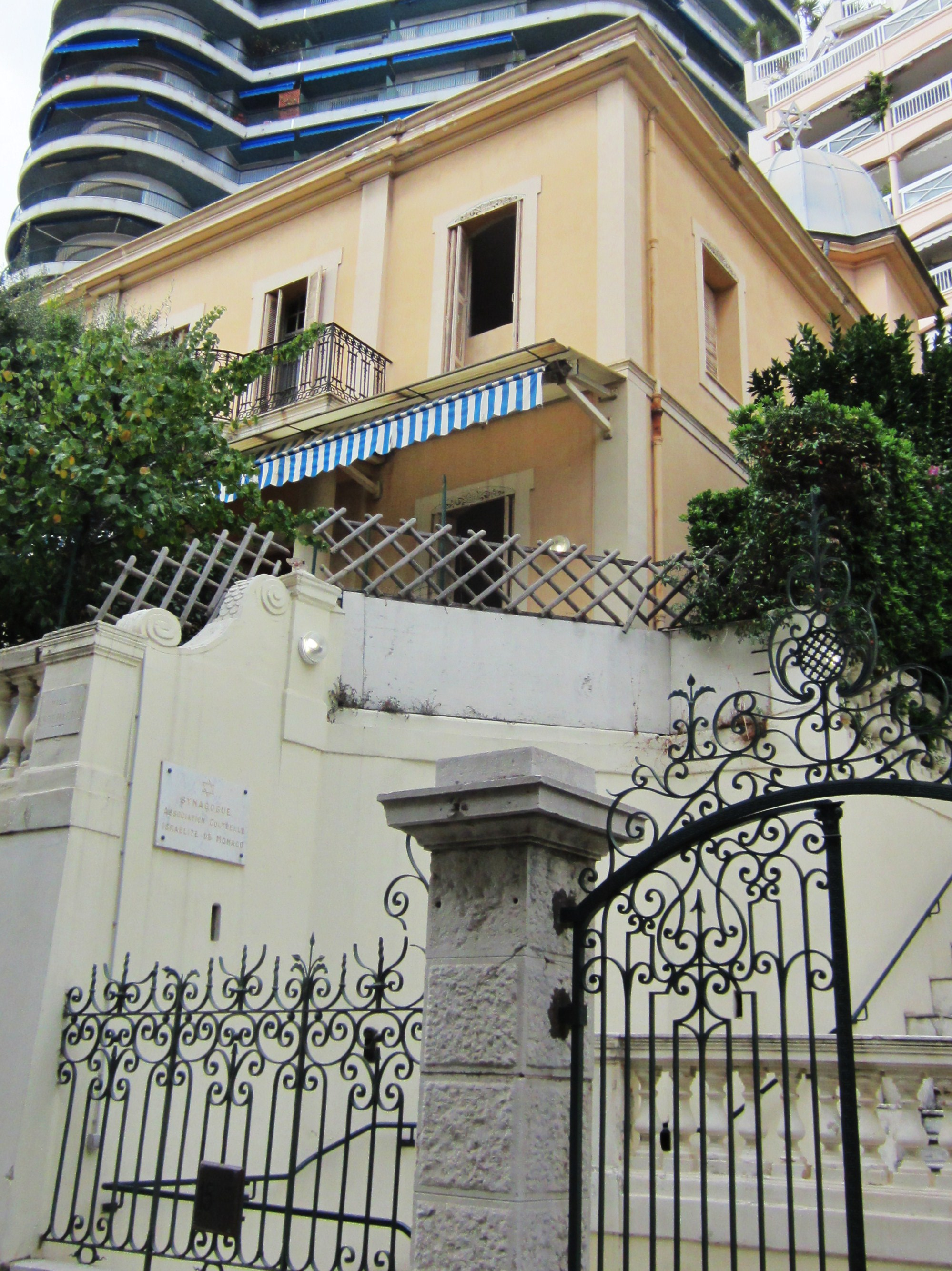
Ancienne synagogue.
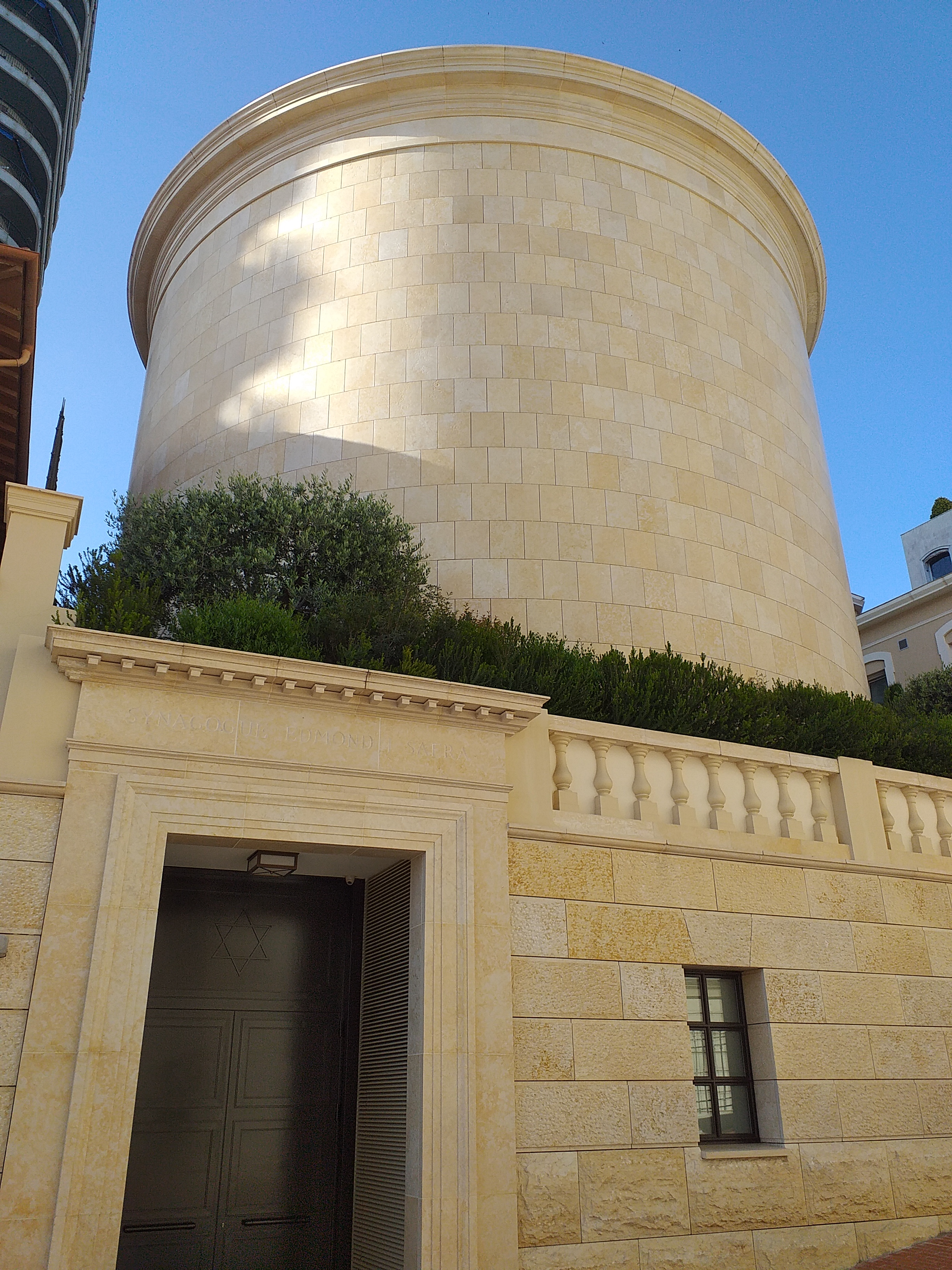
Nouvelle synagogue de Monaco.

### Langues
En 1988, Monaco comptait 33 000 habitants, dont 17 400 parlaient français, 5 100 ligure (en fait sa variante monégasque) et 4 500 occitan. Du fait de la diversité de la population, l'italien et l'anglais sont aussi communément compris et parlés.

#### Langue officielle

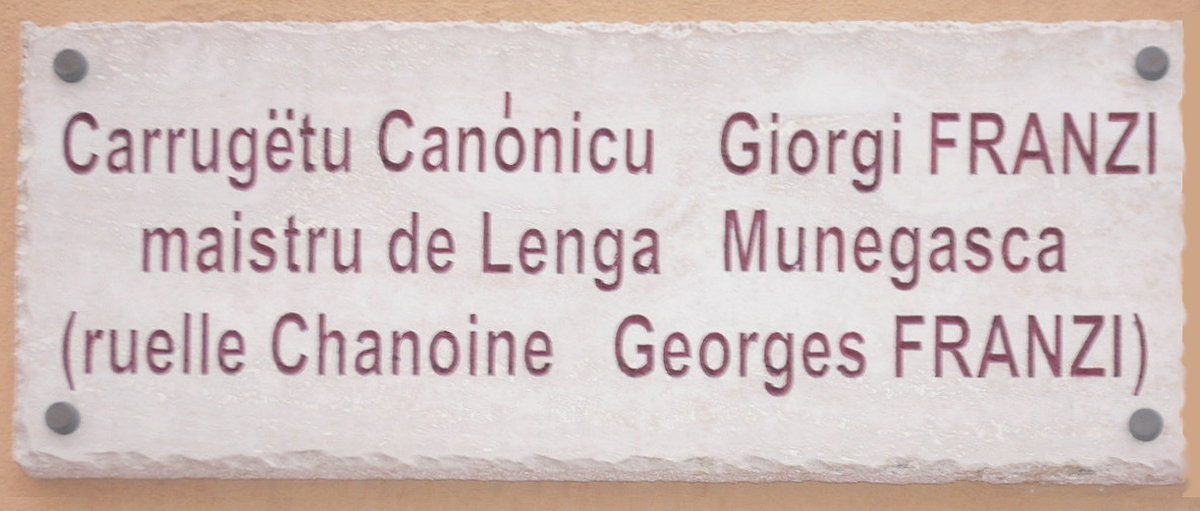
Signalisation bilingue en monégasque et en français.

D'après la Constitution de Monaco de 1962, seul le français est langue officielle et à ce titre, tous les documents officiels des institutions politiques et judiciaires sont publiés dans cette langue. C'est également la langue dominante de la principauté, parlée par environ 79 % de la population, selon l'OIF. Toutefois, l'hymne national est chanté dans sa version en langue monégasque : « C'est enfin le poète monégasque Louis Notari (1879–1961) qui écrivit en 1931 une version en langue monégasque. Elle suit mot à mot le rythme musical et reprend le trio. Ce texte, rédigé dans l'idiome local est maintenant définitivement adopté et chanté dans diverses manifestations. »

#### Monaco et la Francophonie

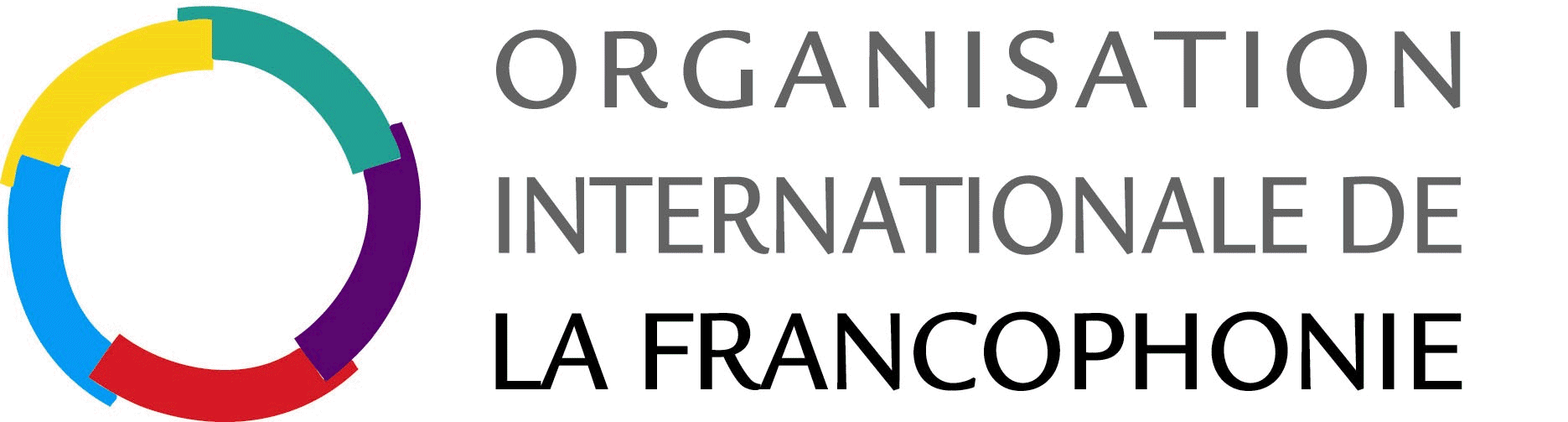
Monaco est membre de l'Organisation internationale de la francophonie.

Monaco fait partie de l'Assemblée parlementaire de la francophonie.
Monaco est un État membre de l'Organisation internationale de la Francophonie depuis 1970.
Le 21 novembre 2012, Monaco a signé avec l'Organisation internationale de la francophonie un accord visant à renforcer les relations entre les deux parties de même qu'à établir un cadre structurel de collaboration dans plusieurs secteurs dont l'éducation et l'environnement.
La principauté a participé à sept éditions des Jeux de la Francophonie.

#### Langues autochtones
Ligure (monégasque « officiel »)
La langue, monégasque, appelée ligure monégasque (munegascu), dont le nombre de locuteurs est estimé entre 5 000 et 5 100 (principalement des personnes âgées), est proche de l'intémélien, le parler de Vintimille. Le monégasque est parlé depuis le XIIIe siècle, lorsque les Génois se sont établis à Monaco pour en faire une place forte et ont fait appel à des Vintimillois. Les premières traces de textes dans cette langue remontent à 1484 dans un extrait des brèves notariales de Jean de Porta.
Au XIXe siècle, environ un millier de personnes parlait le monégasque mais l'usage quotidien de cette langue a beaucoup reculé après la Seconde Guerre mondiale et le monégasque, parlé uniquement par une vingtaine de personnes dans les années 1960–1970, était considéré comme en voie d'extinction. Afin d'endiguer ce déclin, grâce à une initiative du prince Rainier, l'enseignement du monégasque est devenu obligatoire dans les écoles primaires publiques de la principauté en 1976 et dans l'enseignement privé en 1988, puis jusqu'en 5e en 1998. Il reste facultatif au-delà. En 2015, le monégasque serait peut-être accepté en option au baccalauréat au lycée de Monaco.
La réintroduction et l'utilisation du ligure monégasque dans la vie courante est un outil d'affirmation de l'identité de Monaco, notamment grâce au Comité national des traditions monégasques qui a souhaité des aménagements linguistiques dans la ville et a obtenu, à l'instar de nombreuses autres villes qui pratiquent un double affichage français / langue régionale, que les panneaux indiquant l'entrée de la ville portent les inscriptions « Principauté de Monaco / Principatu de Mu̍negu ».
Le territoire de Monaco est un îlot linguistique en domaine occitan. Le monégasque est d'ailleurs une langue essentiellement issue du génois de l'ouest encore en usage en Ligurie (surtout vers Vintimille) mais influencée par l'occitan alpin[réf. nécessaire].
En Provence orientale, il a existé d'autres îlots liguriens : le figoun, disparu aujourd'hui, dans les communes de Biot et de Vallauris, aux environs d'Antibes, Escragnoles à l'ouest de Grasse et Mons dans le Var. C'étaient des colonies liguriennes de repeuplement en terre provençale aux XVe et XVIe siècles venues afin de faire revivre ces villages victimes de la peste et des guerres de Religion. Ces parlers étaient très proches du monégasque d'aujourd'hui.
Occitan
La présence de locuteurs pratiquant l'occitan à Monaco est attestée aux XIXe et XXe siècles. La présence de l'occitan, à travers ses dialectes vivaroalpin et niçois, a été établie dans les années 1940 par Raymond Arveiller. Une vingtaine de foyers de locuteurs originaires de Nice et des communes alpines maritimes limitrophes de Monaco : Cap-d'Ail, Beausoleil, La Turbie, Roquebrune-Cap-Martin, et établis dans les quartiers de La Condamine et Monte-Carlo. En 2006, la proportion de locuteurs occitans à Monaco est évaluée à 15 %.
Jusqu'en 1848, la principauté de Monaco comprenait trois communes : Monaco proprement dit, Roquebrune et Menton. Ces deux dernières communes qui pratiquent le mentonasque et sa variante roquebrunoise (des parlers intermédiaires entre le ligure et un alpin maritime de l'occitan vivaroalpin, appelés rocabrunasc et mentounasc) ont participé au brassage de la population de Monaco (par échanges commerciaux, marchés et par mariages principalement). Ainsi, la population de la principauté d'avant 1860 a pratiqué conjointement les deux langues (monégasque et occitan). Ces communes indépendantes en février 1848 ont été rattachées à la France en septembre 1861 un an après le comté de Nice.
Monéguier
Il existe une troisième langue, intermédiaire entre le monégasque « officiel » appris à l'école et l'occitan alpin maritime, la plupart l'appellent « patois de la rue » ou plus rarement « monéguier/muneghié ». Cette langue mélange les apports historiques monégasques, occitans mais aussi ceux issus de l'immigration (par la construction de Monte-Carlo et du chemin de fer notamment) comme le piémontais (de la montagne, occitan lui-même ou de la plaine, le piemonteis) ou le génois du pays de Vintimille tout proche.

### Patrimoine culturel
Les journées du patrimoine constituent une occasion de découvrir les principaux sites d'intérêt, notamment les grands appartements du Palais princier, la résidence du ministre d'État, le Conseil national. Le musée océanographique quant à lui propose un droit d'entrée à tarif réduit.

#### Musées

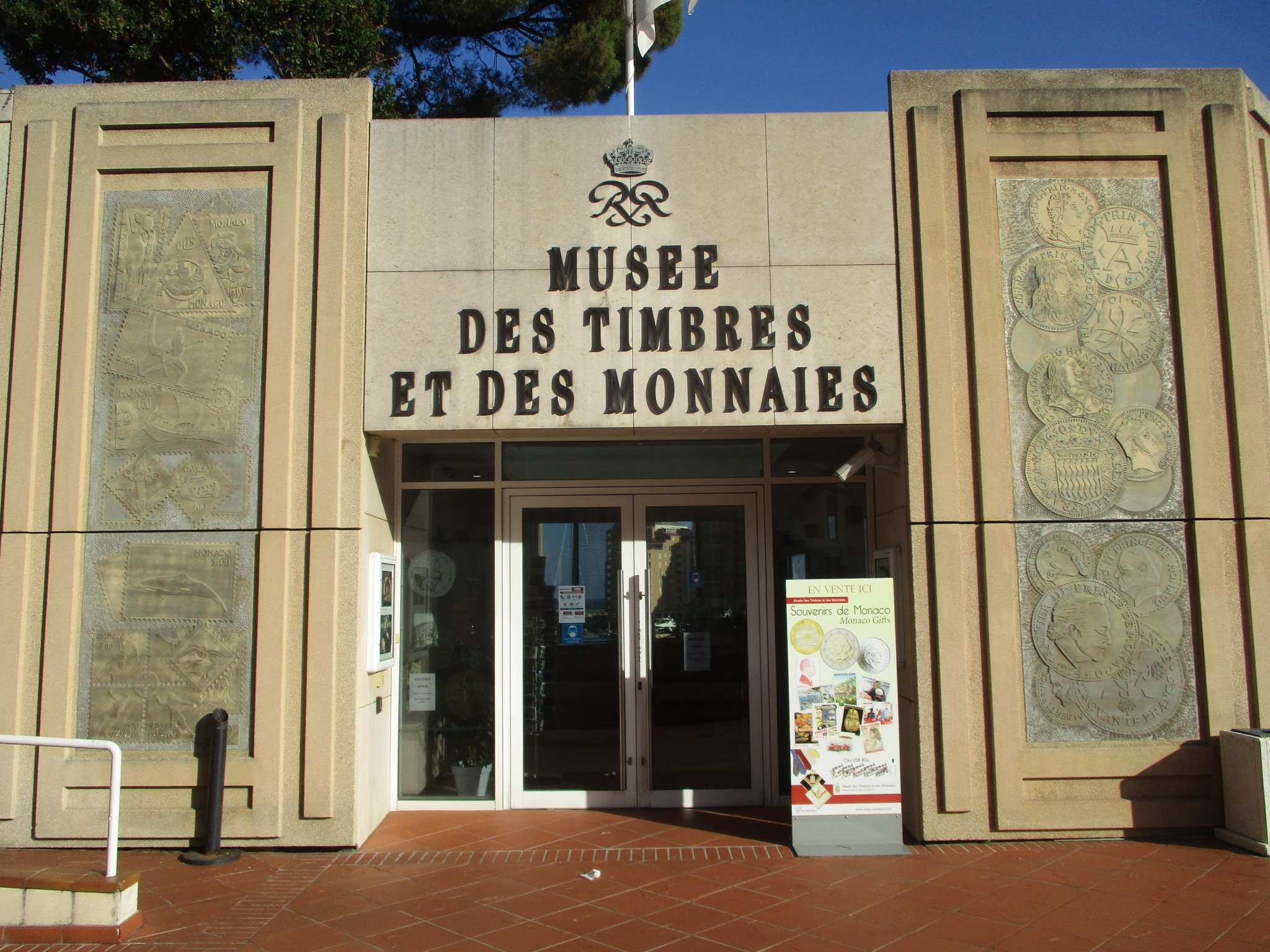
Musée des timbres et des monnaies de Monaco.

- Musée d'anthropologie préhistorique de Monaco ;
- musée de l'automobile de Monaco : collection des voitures anciennes du prince de Monaco ;
- musée des timbres et des monnaies de Monaco ;
- musée du Vieux Monaco[241] ;
- musée naval de Monaco[242] ;
- musée océanographique de Monaco ;
- nouveau musée national de Monaco : collection et expositions d'art contemporain, dirigé par Marie-Claude Beaud (Villa Paloma et Villa Sauber).

#### Numismatique
La numismatique monégasque est particulièrement riche.
Le substantif masculin monaco a été utilisé autrefois pour désigner une monnaie d'argent ou de cuivre frappée dans la principauté de Monaco :
- 1680 : attesté en tant que monnaie d'argent frappée aux XVIIe et XVIIIe siècles aux armes du prince de Monaco (Rich.).
- XIXe siècle sous Honoré V : « (le prince) : […] Je succède à mon frère Honoré V […]. (Éva) : Oui ! (le prince) : Et je commence par les monacos [italien dans le texte] ! […], ces sous-là valaient tous les autres. Mais les Français sont de terribles gens […]. Et voilà tous nos sous qui nous rentrent, avec une vague odeur de fausse monnaie ! […] Je supprime donc les monacos [it. ds le texte] ! » (Sardou, Rabagas, 1872, I, 10, page 28).
- Au pluriel, et dans un sens générique populaire, des monacos signifiait « sous, argent » (usage vieilli) :
  - 1842 : « monnaie quelconque » (Verat et Eustache, Les Physiologies, sc. XXII dans QUEM. DDL t.9).
  - 1880 : « Avoir des monacos, du monaco. Allons, mon bon vieux, que 1880 vous soit léger! Santé, lauriers et monacos, voilà ce que je vous souhaite » (Flaubert, Corresp., 1880, page 345).

#### Danse
Sous la Révolution et au début du XIXe siècle, la monaco (substantif féminin) désigna une danse populaire :
- 1813 : « Ce jour de décembre 1813 où la foule […] avait […] dansé la monaco dans les rues, toute la nuit » (Morand, Flagell., Séville, 1951, page 359).
- 1874 : « danse populaire en vogue pendant la Révolution » (Larousse, 19e).

Monaco abrite l'Académie Princesse Grace, une académie de danse classique fondée en 1975 par la danseuse russe Marika Besobrasova (disparue en avril 2010), laquelle avait créé l'École de danse classique de Monte-Carlo en 1952.

#### Littérature
Proust, dans son Du côté de chez Swann mentionne Monaco : « Il [ Swann ] ne pensait pas que l'admiration qu'elle [ Odette de Crécy ] professait pour Monte-Carlo ou pour le Righi fût plus déraisonnable que le goût qu'il avait, lui, pour la Hollande qu'elle se figurait laide et pour Versailles qu'elle trouvait triste. ».

#### Bande dessinée
En février 2020, paraît Blitz, le premier manga monégasque, une collaboration inédite entre Monaco et le Japon. Ayant pour thème les échecs, scénarisée par Cédric Biscay sous la supervision de Garry Kasparov, le célèbre joueur d'échecs, et dessinée par Daitaro Nishihara, la série est publiée par Iwa, collection manga de Shibuya Productions, une société de production monégasque de films d'animation et de jeux vidéo fondée par Cédric Biscay,.

#### Cocktail
Certains pensent que le cocktail Monaco s'est inspiré des deux couleurs du drapeau de la principauté, le rouge pour la grenadine et le blanc pour la limonade (mousse)[source insuffisante].

### Patrimoine naturel
- Le Jardin exotique de Monaco et la grotte de l'Observatoire[251] ;
- la Roseraie Princesse Grace[252],[253] ;
- le Potager Fondation Prince Albert II de Monaco - Terre de Monaco - Agriculture urbaine.

### Personnalités liées à Monaco

#### Famille régnante
- Albert II, prince de Monaco.
- Charlène Wittstock, princesse de Monaco, épouse du prince Albert II.
- Jacques de Monaco, marquis des Baux, prince héréditaire de Monaco, fils du prince Albert II.
- Gabriella de Monaco, comtesse de Carladès, fille du prince Albert II.
- Caroline de Monaco, sœur du prince Albert II.
- Stéphanie de Monaco, sœur du prince Albert II.

#### Nés dans la principauté
- Alphonse de Beauchamp (né en 1767, mort à Paris le 1er juin 1832), littérateur et historien.
- Franz Schreker (né en 1878, mort en 1934 à Berlin), compositeur et chef d'orchestre.
- Louis Chiron (né en 1899, mort en 1979 à Monaco), pilote automobile.
- Emmanuel Bellini (né en 1904, mort en 1989 à Cannes), artiste peintre.
- Marcel Dufriche (né en 1911, mort en 2001 à Montreuil (Seine-Saint-Denis)), résistant et maire de Montreuil.
- Léo Ferré (né en 1916, mort le 14 juillet 1993 à Castellina in Chianti (Toscane, Italie)), chanteur, et poète.
- Armand Gatti (né en 1924, mort en 2017 à Saint-Mandé), cinéaste, écrivain, journaliste et poète.
- Alain Vanzo (né en 1928, mort en 2002 à Gournay-sur-Marne), ténor de l'opéra de Paris.
- Danièle Thompson (née en 1942), réalisatrice et scénariste.
- Alban Ceray (né en 1945), acteur de films pornographiques.
- Jacques Flèchemuller (né en 1945), artiste peintre.
- Olivier Beretta (né en 1969), pilote automobile.
- Sébastien Gattuso (né en 1971), bobeur monégasque.
- Michel Ancel (né en 1972), concepteur de jeux vidéo et créateur de Rayman.
- Daniel Elena (né en 1972), copilote de Sébastien Loeb.
- Yann-Antony Noghès (né en 1979), correspondant à Bruxelles de La Tribune, BFM TV et BFM Radio.
- Charles Leclerc (né en 1997), pilote automobile.
- Belinda Bussotti, sculpteur, artiste pluridisciplinaire.

#### Décédés dans la principauté
- François Morénas[254], écrivain et publiciste français, né en Avignon en 1702, décédé à Monaco en 1774. Son journal ayant été supprimé en 1768, il alla en continuer la publication à Monaco en 1771 sous le titre de Courrier de Monaco[255].
- Jean-Michel Alexandre de Millo (1719-1794), général.
- Charles Pathé (1863-1957), producteur de films.
- Louis II (1870-1949), prince de Monaco.
- Luigi Fagioli (1898-1952), pilote automobile italien.
- Louis Chiron (1899-1979), pilote automobile monégasque.
- Ashraf Pahlavi (1919-2016), princesse iranienne.
- Roy Salvadori (1922-2012), pilote automobile britannique.
- Rainier III (1923-2005), prince de Monaco.
- Michele Ferrero (1925-2015), chef d'entreprise italien.
- Grace Kelly (1929-1982), actrice américaine et princesse de Monaco, épouse de Rainier III.
- Lorenzo Bandini (1935-1967), pilote automobile italien.

### Héraldique, logotype et devise
| Blason | Blasonnement : Fuselé d'argent et de gueules. |